# 祇園祭
祇園祭（ぎおんまつり）は、京都市東山区の八坂神社（祇園社）の祭礼。明治までは祇園御霊会（ぎおんごりょうえ、御霊会）と呼ばれた。貞観年間（859年 - 877年）より続く京都の夏の風物詩である。

## 概要
祭行事は八坂神社が主催するものと、山鉾町が主催するものに大別される。
一般的には山鉾町が主催する行事が「祇園祭」と認識されることが多く、その中の山鉾行事だけが重要無形民俗文化財に指定されている。山鉾町が主催する諸行事の中でもハイライトとなる山鉾行事は、山鉾が設置される時期により前祭（さきまつり）と後祭（あとまつり）の2つに分けられる。山鉾行事は「宵山」（よいやま、前夜祭の意。前祭：7月14日 - 16日・後祭：7月21日 - 23日）、「山鉾巡行」（前祭：7月17日・後祭：7月24日）が著名である。八坂神社主催の神事は 「神輿渡御」（神幸：7月17日・還幸：7月24日）や「神輿洗」（7月10日・7月28日）などが著名で、「花傘連合会」が主催する花傘巡行（7月24日）も八坂神社側の行事といえる。
宵山、宵々山、宵々々山には旧家や老舗にて伝来の屏風などの宝物の披露も行われるため、屏風祭の異名がある。また、山鉾巡行ではさまざまな美術工芸品で装飾された重要有形民俗文化財の山鉾が公道を巡るため、「動く美術館」とも例えられる。
祇園祭は数々の三大祭の一つに挙げられる。京都三大祭（他は上賀茂神社・下鴨神社の葵祭、平安神宮の時代祭）、日本三大祭（他は大阪の天神祭、東京の山王祭、神田祭）、日本三大曳山祭（他は岐阜県高山市の高山祭、埼玉県秩父市の秩父夜祭）、日本三大美祭（他は前述の高山祭と秩父夜祭）のうちの一つであり、日本を代表する祭りである。
応仁の乱で一度祇園祭が中止されたが、町人によって復活した。

## 名称
祇園祭という名称は、八坂神社が神仏習合の時代に、比叡山に属して祇園社と呼ばれていたことに由来する。祇園社の祭神の牛頭天王が仏教の聖地である祇園精舎の守護神であるとされていたので、祇園神とも呼ばれ、神社名や周辺の地名も祇園となり、祭礼の名も祇園御霊会となったのである。なお、祇園の語源については、祇園精舎の項目を参照。
その後明治維新による神仏分離令により神社名が八坂神社となった際に、祭礼名も仏教色を排除するため「祇園御霊会（ぎおんごりょうえ）」から「祇園祭」に変更された（ただし「祇園」という名称自体は前述の通り仏教由来である）。

## 歴史

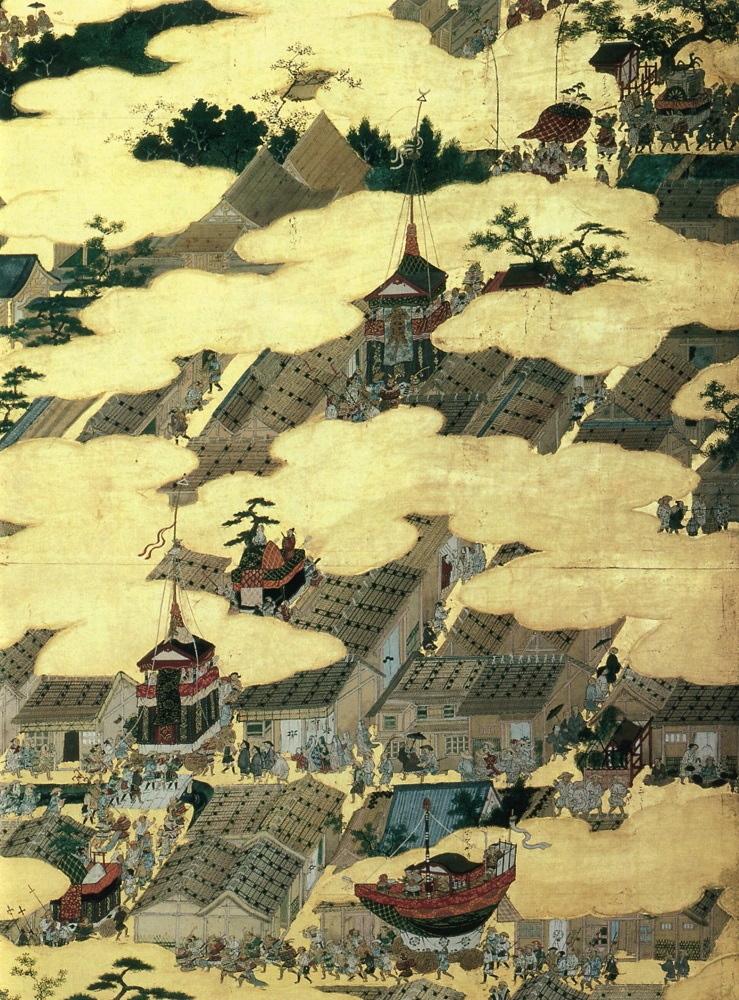
狩野永徳筆『洛中洛外図屏風』（国宝、米沢市上杉博物館）に描かれた祇園会の様子（右隻第三扇）。手前右は船鉾、左は岩戸山。以下手前から奥へ鶏鉾、白楽天山、函谷鉾。右上隅は蟷螂山（右）と四条傘鉾（左）。

### 祇園御霊会の起源
疫病の流行により朝廷は863年（貞観5年）、神泉苑で初の御霊会（）を行った。御霊会は疫神や死者の怨霊などを鎮めなだめるために行う祭で、疫病も恨みを現世に残したまま亡くなった人々の怨霊の祟りであると考えられていた。しかし、その後も疫病の流行が続いたために牛頭天王を祀り、御霊会を行って無病息災を祈念した。
864年（貞観6年）から富士山の大噴火が起こって溶岩が大規模に流出して山麓に達し、869年（貞観11年）には陸奥で貞観地震が起こり、津波によって多数の犠牲者が出るなど、全国的に地殻変動が続き、社会不安が深刻化する中、全国の国の数を表す66本の矛を卜部日良麿が立て、その矛に諸国の悪霊を移し宿らせることで諸国の穢れを祓い、神輿3基を送り薬師如来を本地とする牛頭天王を祀り御霊会を執り行った。この869年（貞観11年）の御霊会が祇園祭の起源とされており、2019年（令和元年）には祭の1150周年を祝うほど、長い歴史を持っている。
御霊会が生まれた直接の背景は、平安京がもともとが内陸の湿地であったために高温多湿の地域であったこと、建都による人口の集中、上下水道の不備（汚水と飲料水の混合）などにより、瘧（わらわやみ=マラリア）、裳瘡（天然痘）、咳病（インフルエンザ）、赤痢、麻疹などが大流行したこと。その原因が、先に大水害により挫折した長岡京遷都工事中に起きた藤原種継暗殺事件で無実を訴えながら亡くなった早良親王ら6人の怨霊の仕業との陰陽師らによる権威ある卜占があったこと、などである。さらに、1世紀後の970年（安和3年）からは毎年行うようになったとされる。これらの祭式は神仏混淆であるばかりでなく、陰陽道や修験道の儀式も含まれていた。真夏の祭となったのは、上水道も冷蔵庫もなかった時代は、真夏に多くの感染症が流行し多くの人々が脱水症状等で亡くなったことが原因の一つと考えられる。
876年（貞観18年）には、播磨国広峯から牛頭天王が京都に遷座し、現在の八坂神社の地に落ち着いた。そこに祇園社として祭られ、感神院と号して比叡山延暦寺に属した。中世を通じて、祇園社は延暦寺の末寺とされ、山門（延暦寺）の洛中支配の拠点となった。比叡山の鎮守である日吉権現の山王祭が行われない時は、祇園御霊会も連動して中止・延期されることが多かった。

### 山鉾巡行の成立
祇園御霊会は、草創期から現代に至るまで、祇園社の神輿渡御を中心とするが、これに現在見られるような山鉾が伴うようになった時期は明確には分からない。鉾の古い形式は、現在も京都市東山区の粟田神社（感神院新宮・粟田天王宮）をはじめ、京都周辺から滋賀県にかけて分布する剣鉾に残っており、祇園御霊会の鉾もそれに類するものであったと推定される。
現在の山鉾巡行の原形は、鎌倉時代末期の『花園天皇宸記』元亨元年7月24日（1321年8月18日）条の記述から窺える。それによれば、鉾を取り巻く「鉾衆」の回りで「鼓打」たちが風流の舞曲を演じたというものである。南北朝時代には、富裕な町人層が競って風流拍子物をくり出し、さらに室町将軍家が調進した「久世舞車」や大舎人座（現：西陣）が出した「鷺舞」など、さまざまな形の付祭の芸能が盛んになった。
室町時代に至り、四条室町を中心とする（旧）下京地区に商工業者（町衆）の自治組織両側町が成立すると、町ごとに趣向を凝らした山鉾を作って巡行させるようになった。それまで単独で巡行していた竿状の鉾と、羯鼓舞を演ずる稚児を乗せた屋台が合体して、現在見られるような鉾車が成立し、さらに主に猿楽能の演目を写した作り物の「山」が加わることによって、室町時代中期には洛中洛外図に見られるような、今日につながる山鉾巡行が成立したものと見られる。
応仁の乱による33年の中断を経て、1500年（明応9年）、祇園会が再興された。明応年間に打ち続いた災異、ことに1498年（明応7年）の東海大地震・大津波による列島規模の大災害の発生が祭礼の復興を後押ししたものと見られる。復興にあたって室町幕府奉行衆の松田豊前守頼亮が過去の山鉾について「古老の者」より聞き取りを行い、応仁の乱以前の60基（前祭32基、後祭28基）の山鉾を知る唯一の史料とされている「祇園会山鉾事」（八坂神社文書）として書きとめたほか、初めてのくじ取り式を頼亮私宅で行い、町人主体の祭りとなるよう祇園執行に申し聞かせるなど、祇園祭の再興に尽力し、現在に続く山鉾の数と名称が固定した。頼亮も自身の在職中に祇園祭が再興されたことは冥加であると記している。
1533年（天文2年）、先述の理由による延暦寺側の訴えにより、祇園社の祭礼が中止に追い込まれたが、町衆は「神事これ無くとも山鉾渡したし（神社の行事がなくても、山鉾巡行だけは行いたい）」という声明を出し、山鉾行事が既に町衆が主体の祭となっていたことを窺わせる。そして、天文法華一揆のさなか、延暦寺と結託した幕府の祇園会停止の命令に反して、（神事は中止されたものの）山鉾巡行は行われたという。町衆の自治的性格を象徴する話として特に有名である。

### 近世以降の祇園会の発展

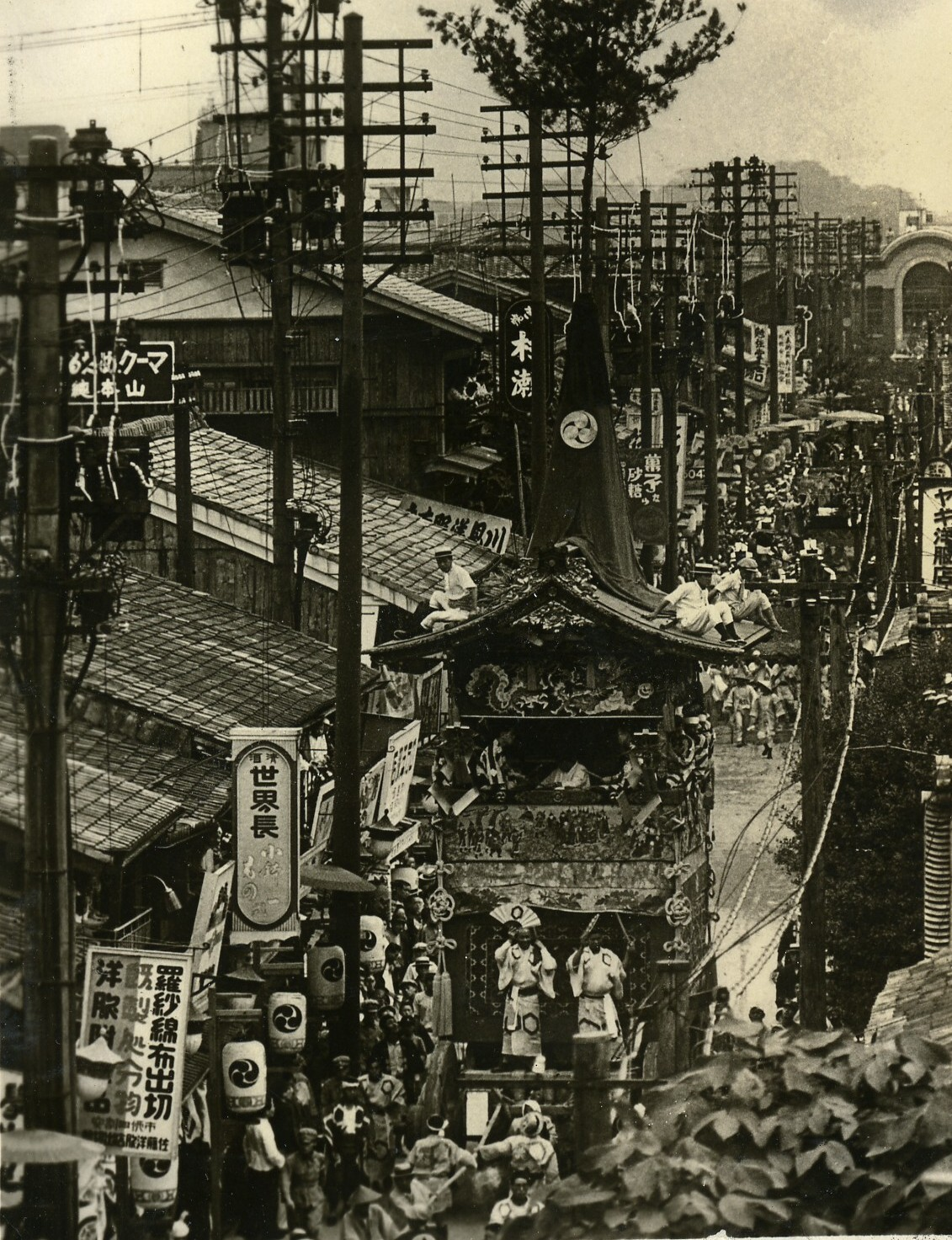
1920年代の祇園祭

江戸時代に発生した京都の三大火事によって、祇園祭も大きな被害を受けた。1708年（宝永5年）の宝永の大火では、まだ山鉾も素朴な形式であったために復興が早かった。しかし1788年（天明8年）の天明の大火の被害は大きく、函谷鉾は復興に50年を要した。その後の山鉾復興は、化政文化の波に乗り、山鉾の大型化、部品・懸装品の華美化が進み、曳山の多くも仮屋根から、鉾と変わりない千鳥破風をかけるようになった。しかし、鷹山は1826年（文政9年）の巡行で大雨に遭って懸装品を破損したとして巡行に加列しなくなった。
幕末の禁門の変によって発生した1864年（元治元年）のどんどん焼けは、山鉾町に多大な被害をもたらし、ほぼ無事だったのは長刀鉾・函谷鉾・月鉾・岩戸山・霰天神山・伯牙山・保昌山だけであった。引き続いて明治維新の混乱期に入ったため、菊水鉾・大船鉾・綾傘鉾・蟷螂山・四条傘鉾は以後長い間断絶した。
明治維新以後、山鉾巡行を支えていた寄町制度が廃止され、行事の存続が危ぶまれる時期を乗り越えて復興した。巡行コースの度重なる変更や、第二次世界大戦の影響による中断（1943年（昭和18年） - 1946年（昭和21年））はあったものの、戦後は菊水鉾を皮切りにして、中絶していた「休み山」（焼山）が1980年代に次々に復興した。高度経済成長期の交通事情の悪化により前祭・後祭を統合して合同巡行にした時期（1966年（昭和41年） - 2013年（平成25年））を経て、2014年（平成26年）からは後祭も再開され、古式を保つ努力が続けられており、祇園御霊会としては1150年を超える歴史を誇る。
明治時代の祇園祭はコレラの歴史でもあり、1886年（明治19年）、1887年（明治20年）、1895年（明治28年）にコレラの影響による祇園祭の延期が確認されている。また、コレラを克服して日本を衛生管理の行き届いた文明国家としてアピールするのは日本の急務であり、屎尿の運搬制限や飲食物の注意呼びかけなどコレラのために様々な対策が取られた。
室町時代以来、祇園祭のクライマックスは山鉾巡行であるが、現在では「巡行の前夜祭」である宵山に毎年40万人以上の人が集まるため、祇園祭といえば宵山を先に思い描く人も多い。
第二次世界大戦後、京都市の中心部もドーナツ化現象が進んだことにより、多くの山鉾町の居住者が減少し、山鉾行事の運営に支障が出た。そのため曳き手をアルバイトに頼ったり町内にある企業に応援を依頼することが増えた。その後町内にマンションが建った場合も、新しく転入した住民は「新住民」などと呼ばれ、以前は山鉾保存会に入会できなかった。1986年（昭和61年）以降、各山鉾町は順次新住民の保存会加入を認めるようになり、現在では新しく建つマンションの居住者に保存会加入を勧める所が多くなっている。以前多かった呉服商などの減少とそのあとに多く建てられたマンションにより、多くの山鉾町が保存会会員不足から脱している。現在では、四条烏丸交差点に近い長刀鉾、函谷鉾の町内は居住人口がゼロで、孟宗山、鶏鉾の町内も人口が極めて少ないが、最も人口が多い蟷螂山町は相次ぐマンションの建築により、人口が約750人に達している。

### 第二次世界大戦後の祇園祭
- 1947年 長刀鉾と月鉾が戦後初めて建てられる。長刀鉾のみ四条寺町までの往復という形での戦後初の巡行を復活させる。
- 1948年 北観音山と船鉾が戦後初めて建てられ、四条寺町までの往復巡行を行う。
- 1949年 復活した山鉾が9基になり、戦後初めてくじ取り式を行う。鶏鉾・鯉山の懸装品が重要文化財指定。
- 1950年 山鉾が16基まで復活し、後祭巡行が戦後初めて行われる。
- 1952年 当時の全山鉾の巡行が復活する。松本元治の発願により、88年ぶりに菊水鉾が仮鉾で巡行に参加。
- 1953年 菊水鉾が本鉾で巡行に参加。
- 1956年 それまで四条烏丸出発、四条寺町で南下、寺町松原で西行していた前祭巡行のコースが、四条寺町で北上、寺町御池で西行し、烏丸御池で解散するコースに変更される。初めて御池通に有料観覧席が設置される。
- 1958年 この頃から、八坂神社舞殿で壬生六斎念仏講中により、綾傘鉾ゆかりの棒振り囃子を奉納。
- 1960年 町会所が借金トラブルで人手に渡った岩戸山が、蔵から山の部材を出す許可を新所有者から得られず、この年から2年間祭に参加できなくなる。
- 1961年 前祭のコースが四条河原町で北上、河原町御池で西行のコースに変更される。
- 1962年5月23日 山鉾29基が重要有形民俗文化財に指定される。京阪神急行電鉄の地下線延伸工事のため、四条通の山鉾の通行が困難となったため、宵山は行われたが、この年の巡行は中止される[15]。この年以降、直近の2019年まで大雨の日を含めて山鉾巡行は毎年中止されず継続された[16]。
- 1963年 保昌山が舁山として初めて車輪を取り付ける。
- 1966年 後祭が前祭と合同され、後祭巡行は前祭巡行の直後に続く形となる。なお、それまでの後祭の巡行コースは三条烏丸出発、三条寺町南下、四条寺町西行だった。後祭の巡行日だった24日には花傘巡行が創設される。また、この年は鈴鹿山が巡行の合同に抗議し、宵山には参加したが巡行は不参加。
- 1970年 円山公園内に作られた山鉾の部材倉庫である「祇園祭山鉾館」が使用開始。9基の舁山と1基の曳山が使用している。大阪の万国博覧会に数基の鉾が出場。
- 1972年 舁山で最後まで車輪を付けていなかった郭巨山に車輪が付き、これで全ての舁山に車輪が取り付けられる。
- 1974年 この年を最後に、神幸祭での神輿渡御における六原弓矢町の「武者行列」が休止。
- 1977年 地下鉄烏丸線工事により、烏丸通の山鉾の通過が困難になったため、烏丸御池解散を御池新町解散に変更し、有料観覧席を新町通まで拡大。この年以降、解散後の山鉾は全て新町通を通過することになる。
- 1978年7月10日 高松宮・同妃を迎えて菊水鉾再建25周年式典が挙行される。
- 1979年2月3日 「京都祇園祭の山鉾行事」が、重要無形民俗文化財に指定される。7月の巡行から綾傘鉾が115年ぶりに復興。
- 1981年 蟷螂山が117年ぶりに復興。
- 1985年 町内に本店があった京都相互銀行社長・笠松齋の肝煎で、四条傘鉾の本体が再建。居祭に参加。
- 1988年 四条傘鉾が117年ぶりに巡行に参加。
- 1994年 京都文化博物館にて「祇園祭大展」を開催し山鉾懸装品の名宝を公開。神幸祭での神輿渡御における「武者行列」が復活（ただし、六原弓矢町の参加は実現せず、これ以降は氏子組織が代わりに奉仕）。
- 1996年 傘鉾の巡行順をシード制とし、くじ引きに加える。
- 2001年 金剛能楽堂の移転により菊水鉾の宵山飾りを中止。
- 2003年 菊水鉾の会所が金剛能楽堂跡に建ったマンションの2階に完成。
- 2009年9月30日 国連教育科学文化機関（ユネスコ）政府間委員会により、「京都祇園祭の山鉾行事」が、無形文化遺産の代表一覧表に記載される（ユネスコ無形文化遺産登録）。
- 2012年 大船鉾が唐櫃巡行の形で巡行に参加する。後祭巡行列のくじ取らずの山鉾の順行順が変更される。
- 2014年 7月24日の後祭が復活する。大船鉾が150年ぶりに復興する。花傘巡行のルートが変更され、寺町御池から四条河原町までは後祭山鉾巡行の直後を行くことになる。
- 2015年 前祭山鉾巡行は台風11号の影響により史上初の悪天候による中止の可能性があったが、強い雨の中決行される[17][18]。後祭の鷹山の祇園囃子が復興し宵山期間に演奏される。
- 2016年 大船鉾の舳先を飾る木彫の龍頭が復元される。幕末の禁門の変で焼失するまで、1年交代で舳先が大金幣と龍頭を交換していたことに因む復元である。
- 2018年 記録的猛暑で花傘巡行が中止になる。子供が多く参加するため、熱中症のリスクに配慮したためである。9月、綾傘鉾本体と長刀鉾の祇園囃子がアメリカ・オレゴン州ポートランド市の京都文化の紹介イベントで披露される。京都の山鉾の海外展示は初めて。11月30日、「京都祇園祭の山鉾行事」を含めて拡張提案されていた「山・鉾・屋台行事（Yama, Hoko, Yatai, float festivals in Japan）」が、ユネスコ無形文化遺産の代表一覧表に記載される。
- 2019年 祇園祭創始1150年を迎える。6月8日、平安時代の神泉苑の園地に含まれる元離宮二条城において、祇園祭山鉾とルーツを同じくする「剣鉾」15基が一堂に会して剣鉾差しが披露される。6月29日に祇園祭記念フェスタが京都経済センターで行われる。6月30日、祇園祭1150年記念の提灯行列が行われる。後祭の鷹山が193年ぶりに唐櫃巡行の形で山鉾巡行に参加する。祇園祭1150年記念奉祝として四条大橋で3基揃っての神輿渡御を復活する。
- 2020年3月、京都文化博物館にて「京都祇園祭 ―町衆の情熱・山鉾の風流―」を開催し山鉾懸装品や資料を公開。別館に郭巨山・橋弁慶山を実物展示。4月、新型コロナウイルス（COVID-19）の感染拡大防止等の影響で祇園祭の山鉾行事（宵山・山鉾巡行・稚児行事）と神輿渡御の中止を柱とする、関連行事や神事の中止や縮小を決定する。伝統文化の継承・維持活動費を募るクラウドファンディングでは約1,600万円の寄付が集まる[19]。
- 2021年 2年連続で新型コロナウイルス（COVID-19）の影響で山鉾巡行や神輿渡御、関連行事や神事の中止や縮小を決定する。ただし、山鉾は一部が技術伝承のため組み立てられ、宵山行事が縮小されながらも行われる。
- 2022年 3年ぶりに山鉾巡行や神輿渡御を実施。宵山は一部の町会所が一般公開中止になったり、一部の鉾の拝観を中止したりしたが、夜店の出店も含めて開催された。後祭の鷹山が196年ぶりに完全な形で復活した。ただし、お迎え提灯や花傘巡行など、子供の参加が多い行事が中止になったり、神輿洗いを八坂神社境内で行うなどの、神事の中止や縮小があった。
- 2023年 4年ぶりに完全な形での各行事が行われることになった。辻回しを特等席で観覧できる1席40万円のプレミアム観覧席を設置。後祭のくじ取らずである北観音山と南観音山の巡行順が隔年で交代することになる。花傘巡行のルートが大幅に変更される。
- 2024年 飲食を提供するプレミアム観覧席について、八坂神社の宮司は「山鉾巡行は神事であって、ショーではない」と異議を唱え、京都市観光協会[20]はそれを受け入れ、酒と食事の提供は取りやめとなった[21]。また前祭の山鉾巡行で鶏鉾の車輪が割れて四条通で立ち往生し巡行を取りやめた他、蟷螂山のカマキリのからくりが壊れるトラブルに見舞われた。神幸祭における神輿渡御では、1975年以降参列を休止していた六原弓矢町が、50年ぶりに復帰。

祭礼などの行事が国の重要無形民俗文化財に指定され、それとともに屋台・山鉾などの用具が重要有形民俗文化財に指定されているものは日本全国で5例のみで、その中の一つが祇園祭である。

### 後祭の復活

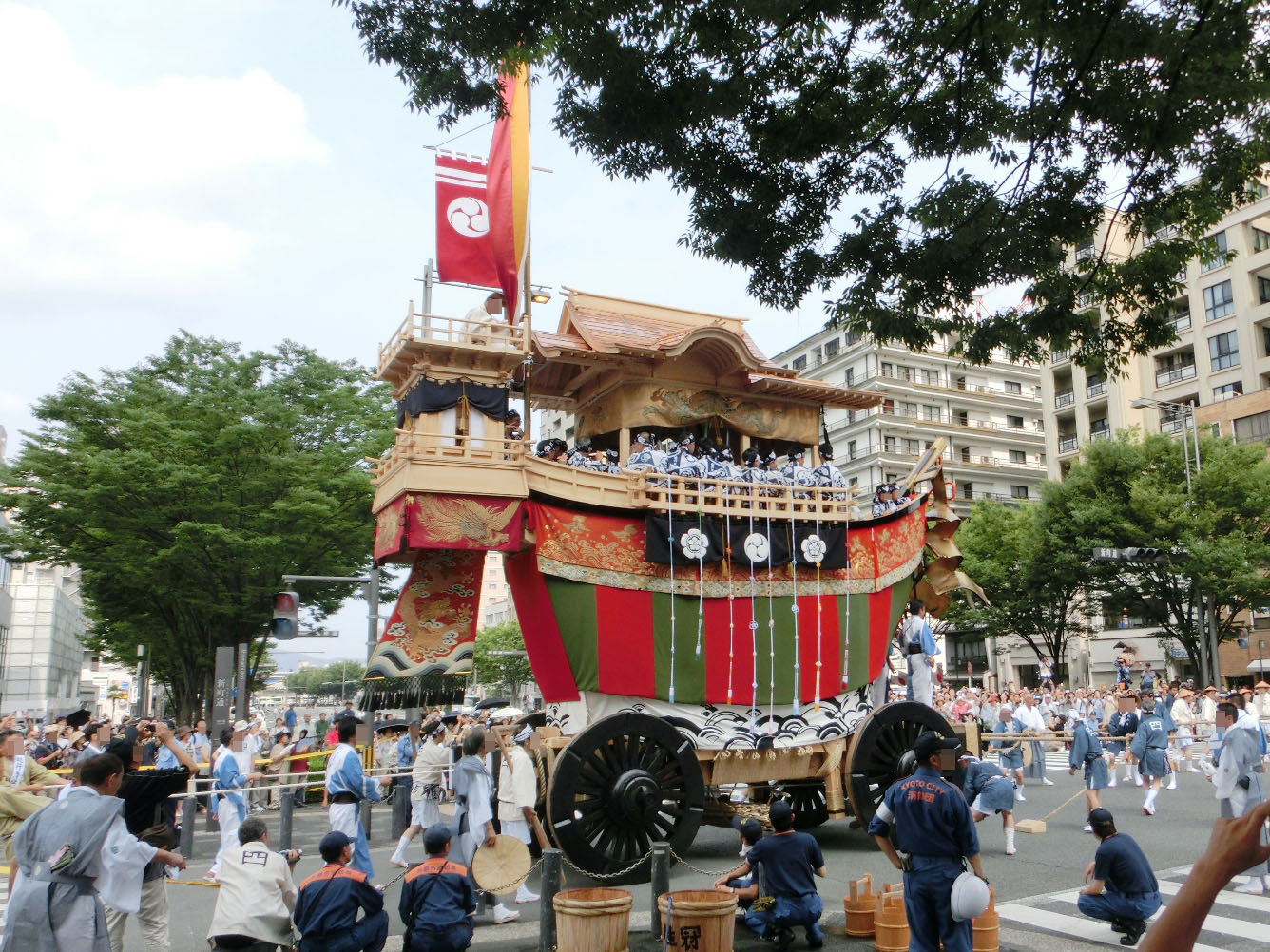
大船鉾

1965年（昭和40年）まで7月24日に巡行を行っていた後祭を、大船鉾の再建に合わせて復活させる気運が高まり、2012年（平成24年）になって、2014年（平成26年）の巡行から大船鉾を巡行に参加させ、同時に後祭を復活させる方針を決めた。ただし、実際の復活には警察や地元町会等との調整が必要で正式の復活発表が遅れていたが、2013年（平成25年）8月に2014年（平成26年）の巡行から前祭の23基と後祭の10基に分かれて宵山や巡行を別日程で行うことになった。
巡行コースは現在の巡行コースの逆ルートとなった。これは、かつての後祭のコースが三条烏丸をスタートして、三条寺町から寺町通を南下し、四条寺町から四条通を西行し、四条烏丸で解散するという時計回りのルートであったことに倣ったものである（そのために、後祭の南北に走る通りに建てられる山は北を正面にして山を建てる。前祭と合同巡行の2013年（平成25年）までは、曳山は四条通まで一旦バックしていた）。現在の三条通や寺町通は曳山の巡行が不可能な構造である（低い位置に電線が通っていたり、アーケードがあったりする）ため、既に巡行に対応済みの現在のルートを使用することになったが、将来的には三条通の巡行を検討する。
山鉾の飾り付けは先祭と同様に宵々々山から開始するが、前祭同様その前日夕刻から飾り付けを開始する山鉾もある。有料観覧席は前祭は寺町御池から新町御池に至るまで設置されるが、後祭では京都市役所前に相当する河原町御池から寺町御池の間だけに設置される。ただ、この区間は山鉾巡行に引き続き花傘巡行が観覧できる場所である。寺町御池から河原町御池から四条河原町の間は山鉾巡行のコースと花傘巡行のコースが重複しており、両方の巡行が一度に観覧できる。
後祭の復活は、祭を本来の姿に戻すという意味のほか、多くの問題の解決策という面もある。山鉾の復興が進んで33基にまで増加した山鉾の巡行は、最後の鉾が解散地点である御池新町交差点に到着するのが13時30分前後までかかり、交通規制が長時間になったことや、先頭から最後までの山鉾を全部見ると2時間を越え、後祭巡行列が来る頃には有料観覧席に空席が目立つようになるなどの弊害が目立っていた。宵山期間の人出の多さも問題となっており、後祭の日程追加により人出の分散が期待された。ただ、2014年（平成26年）の前祭巡行は前年度の山鉾巡行よりも9基も山鉾の数が減ったのに、巡行の終了は逆に20分増加した。また、宵山期間の人出も14日（宵々々山）の露店出店・歩行者天国を中止したところ、7月14日の人出は半分以下の8万6000人になり、7月15日・16日に人出が集中した。特に7月16日（宵山）は前年の27万人の人出から34万人へと大幅に増加するなど、課題を多く残した。
後祭の2014年（平成26年）の人出は21日から23日までの宵山期間の人出はそれぞれ4万人・2万人・5万人で、前祭に比べればかなり少なかったが、落ち着いた雰囲気を評価する声も多かった。巡行は前祭の11万人に対し後祭は6万人を集め、前祭の半分以下の規模であることを考慮するとまずまずの集客であった。しかし、2015年（平成27年）の後祭宵山期間は台風の通過や曜日配列に恵まれず、21日は7000人、22日は5000人、23日は1万7000人と大幅に減少し、集客面での課題を残した。反面、好天に恵まれた後祭の山鉾巡行は前年と同じ6万人を集め、悪天候だった前祭の山鉾巡行とほぼ変わらない集客となった。3年目となる2016年（平成28年）は、宵山期間は8000人、1万人、2万人と、2年目より少し増加した程度であったが、巡行は日曜日と重なったこともあり、10万人を集めた。
諺で時機を逃して用を成さないことを「後の祭り」という。この語源は異説もあるが、前祭では豪華絢爛な鉾が多数巡行するのに対し、後祭では山鉾の数が少なく小規模であることから、前祭を見逃して残るは後祭しかないような状況を指すようになったという説もある。

## 日程
旧暦（太陰太陽暦）では6月に行われていたが、新暦（グレゴリオ暦・太陽暦）では7月に行われている。新暦移行後も幾度も日程の変遷があるが、以下に示すものは2014年（平成26年）からの後祭復活後のものである。なお、開始時刻は前後することがある。
| 時期・日付                | 祭事 |
| ------------------------- | --- |
| 6月中旬〜下旬             | - 長刀鉾稚児結納（稚児自宅・一般非公開）。稚児役の少年が長刀鉾町の代表者と形式的に養子縁組する。 |
| ここからが祇園祭          | |
| 7月1日                    | - 長刀鉾町稚児お千度（10時・八坂神社）。下記参照。 |
| 7月1日から                | - 吉符入（きっぷいり・各山鉾町ごとに日付が異なるが多くは5日までに行われるが、後祭の一部の山は15日以降に行う例もある。多くが一般非公開）。祭りの始まり。各山鉾町関係者が町会所に集まって祭の無事を祈願する。 |
| 7月2日                    | - くじ取り式（10時・京都市役所）。下記参照。 - 山鉾町社参（11時30分・八坂神社）くじ取り式を終えた山鉾町の代表者が八坂神社に向かい本殿でお祓いを受ける。 |
| 7月3日                    | - 船鉾神面改め（10時・船鉾町町会所・一般非公開）。本面と写し面の2つの神面を出して無事を確認する。 |
| 7月4日から9日までの不定日 | - みやび会お千度（10時・八坂神社）。京舞井上流家元・井上八千代を筆頭に、祇園甲部の芸妓・舞妓が揃いの新しい浴衣を着用して本殿を3周した後、本殿でお祓いを受ける。80人ほどの参加であるが、稚児のお千度に習い本殿3周だけで「お千度」とする。浴衣は例年白地に紺色の模様という簡素な柄になる。 |
| 7月5日頃の不定日          | - 函谷鉾町龍源寺墓参（宇多野龍源寺・祇園祭の公式な行事ではない）。1872年（明治5年）、旧：巡行路を解散後に鉾町に戻る途中、烏丸仏光寺上ルあたりで15歳の少年が粽を拾おうとして鉾に足を轢かれ死亡した。少年側の過失ではあるが、鉾側で補償をし葬儀・墓の費用も出した。以来1回も休まず祇園祭期間に墓参を行い巡行の安全を誓う行事。 |
| 7月5日                    | - 長刀鉾町稚児舞披露（15時15分 - 30分頃・長刀鉾町町会所）。稚児が長刀鉾町の関係者の前で稚児舞を披露し、これでよい旨の了承が得られると町会所2階の窓を鉾の前面に見立てて、大衆に稚児舞を披露する。 |
| 7月7日                    | - 綾傘鉾稚児社参・お千度（14時頃から・八坂神社）。長刀鉾町お千度と同様に、正副合わせて6人の稚児が八坂神社で稚児に選ばれたことの奉告を行いう神事の後、関係者を従えて3回本殿を回る「お千度」を行う。また、この時に稚児役の少年は山鉾町と形式的に養子縁組する。 |
| 7月10日                   | - 神用水清祓式（10時・四条大橋および宮川町堤）。10時に四条大橋からほど近い仲源寺を出発した一行は、四条大橋の上から桶を使って夜の神輿洗いで使う水を鴨川から汲み上げる。6つの桶に神用水を入れ、四条大橋のすぐ南の東岸に作られた祭壇に3つの桶を置いて神事を行ったあと、仲源寺に戻り予備の3つの桶を仲源寺境内に置く。 - 高橋町社参（11時・八坂神社・神事は非公開）。高橋町は四条麩屋町で長刀鉾稚児が切る注連縄を渡す斎竹を毎年7月15日の早朝に建てる役割を持つ町であるが、町の役員が参拝する。なお、高橋町は四条麩屋町から離れた東洞院高辻上ルにある町であるが、かつて隣町の烏丸通高辻上ルにある大政所町にある大政所御旅所に斎竹を大政所町を含めた3町で建てていたのを、場所が変わった今でも1町だけで建てているものである。 - お迎え提灯（16時30分〜）。提灯に加え、児武者、鷺踊、小町踊らの子供たちを中心に、各山鉾町からの代表者らも加わり八坂神社から、2013年（平成25年）までの花傘巡行と同一コースを提灯行列を作って巡行する。16時30分に八坂神社を出発し、四条通、河原町通を歩いて、京都市役所前で各種芸能を奉納し、帰りは寺町通りを南下し、御旅所前から四条通経由で八坂神社西門下に19時30分頃戻ったあと、提灯を持って一列に並び神輿洗いに向かう前の神輿を迎える。 - 神輿洗い（20時頃・四条大橋）。大松明が八坂神社から四条大橋のういだの四条通を清めたあと、3基ある神輿のうち、中御座だけが代表して四条大橋まで行く。朝汲んだ水を榊に含ませて大きく振りかざし、神輿に振り掛けることにより清める（「洗う」訳ではない）。この際榊に含まれた神用水は見物人を含めた周囲の人にも掛かる。飛沫を浴びると厄除けになるという。下記も参照してください |
| 7月10日〜12日             | - 前祭の鉾建て（四条通・室町通）。分解収納されていた鉾を組み上げ、懸装を施す。 |
| 7月11日〜13日             | - 前祭の鉾建て・曳山建て（新町通） |
| 7月11日                   | - 鉾の真木の引き起こし（長刀鉾・函谷鉾・鶏鉾・月鉾・菊水鉾） - 年・鉾により異なるが、10時ぐらいから15時ぐらいまでの間に順次行われる。 |
| 7月12日                   | - 前祭の舁山建て（午前）（保昌山・山伏山・芦刈山） - 前祭の鉾の曳き初め - 14時・函谷鉾（四条通） - 14時30分・鶏鉾（室町通） - 15時・月鉾と菊水鉾（四条通と室町通） - 15時30分・長刀鉾（四条通） - 放下鉾の真木の引き起こし、岩戸山の引き起こし。年にもよるが、12時から15時ぐらいの間に行われる。 |
| 7月13日                   | - 前祭の舁山建て（午前）（占出山・霰天神山・郭巨山・伯牙山・油天神山・木賊山・太子山・白楽天山・蟷螂山） - 前祭の傘鉾建て（午前）（綾傘鉾） - 長刀鉾稚児社参（11時頃・八坂神社）。下記の稚児社参及び長刀鉾の稚児も参照。 - 前祭の舁山の舁き初め - 蟷螂山（12時頃・西洞院通）。 - 久世駒形稚児社参（14時頃・八坂神社）。下記の稚児社参及び久世駒形稚児も参照。 - 前祭の鉾・曳山の曳き初め - 放下鉾・船鉾・岩戸山（15時・全て新町通）。 - 菊水鉾茶会（この日から16日まで・菊水鉾町会所）。この日から一部の山鉾に駒形提灯が取り付けられ、宵々々山と同様の飾り付けや山鉾の拝観が始まる。 |
| 7月14日                   | - 前祭の舁山建て（午前）（孟宗山） - 前祭の傘鉾建て（午前）（四条傘鉾） - 前祭・宵々々山。2013年（平成25年）まではこの日から露店が出たが、2014年（平成26年）からは露店が出ず四条通・烏丸通の歩行者天国も実施されない。そのため比較的落ち着いた人出となっている。 - 中之町御供（古式一里塚松飾式。14時頃・松原中之町町会所・松原中之町八坂神社・行事そのものは非公開・祇園祭の公式な行事ではない）。下記参照。 |
| 7月15日                   | - 高橋町斎竹建（4時30分・四条麩屋町交差点）。前祭巡行時、長刀鉾稚児が切断する注連縄を渡す竹を建てる。 - 豊園泉正寺真榊建（9時・洛央小学校）。3つある神輿のうち、主祭神である素盞嗚命を乗せる中御座を先導する「豊園御真榊」を建てる行事。元々3つの神輿全てを「御真榊」が先導しており、この御真榊は元は東御座を先導していた。他の御真榊は廃絶しここだけが現在も残っている。元々は高辻通高倉西入ルにある泉正寺町が出していたが、1町だけで継続するのが難しくなり、1989年（平成元年）から旧：豊園小学校の学区全体で出すことになり、豊園小学校で建てられるようになった。1992年（平成4年）に豊園小学校など5小学校が統合し、豊園小学校の地を使って京都市立洛央小学校となった時に先導する神輿が中御座になった。この日は八坂神社から神職がやって来て清祓を行う行事となっている。以前は16日に行われていたが、年によって14日になるなど日時が変更の可能性があるため毎年要確認のこと。そのあと榊は東洞院仏光寺郵便局向かいに移って展示され、粽の授与や朱印の押印が行われる。 - 手洗井戸開き（7時ごろ・四条錦小路交差点北）。手洗水の井戸の蓋をあけ、清祓を行う。 - 月次祭並庖丁式（10時・八坂神社）。毎月15日の月次祭が祇園祭に重なるのに合わせ、日本式庖丁道生間流の庖丁式を神前に奉納する。 - m前祭・宵々山（この日と16日の宵山の深夜までの両日、出店・夜店が立ち並び、四条通と烏丸通が歩行者天国になる）。 - 山伏山護摩焚き（11時頃 山伏山町路上）。2014年（平成26年）から始まった行事。聖護院からやって来た山伏たちが10時頃からまず町会所2階の山伏像の神体の前で法要を行った後各山鉾を回り、再び山伏山に戻り次第、路上で護摩焚きを行うが、護摩壇は役行者山護摩焚きのように巨大ではなく、密教寺院の堂内で行っている程度のサイズであり、かつ山伏の数もあまり多くなく、「山伏問答」などの行事がないなど、内容が大幅に省略されている。後祭も前祭と合同で開催されていた頃は役行者山護摩焚き（7月16日の宵山の日に開催されていた）に参加した山伏達が、山伏山に立ち寄って参拝するだけだった。開始時間も役行者山護摩焚きと異なり、露店が開く前の午前中に行われる。 - 伝統芸能奉納（15時〜18時八坂神社 日本舞踊や尺八などを奉納） - 宵宮祭（遷霊祭とも。20時頃・八坂神社）。本殿から神輿に神霊を移す神事。クライマックスの10分間ほどは境内の全ての明かりが消され、闇の中を神霊が遷る。下記参照。 |
| 7月16日                   | - 前祭・宵山。14日 - 16日をまとめて「宵山」と総称することもある。 - 献茶祭（9時・八坂神社）。表千家と裏千家が隔年交代で、神社境内の井戸水で茶を点てて神前に供える。 - 高橋町斎竹参拝（10時 - 16時・ホテル日航プリンセス京都内宴会場）。巡行時、稚児が切断する注連縄を、注連縄張りを担当している高橋町内のホテルで一般公開する。参拝者にはお神酒が振る舞われ、八坂神社の神紋の入った素焼きの盃を持ち帰ることができる。なお、前日15日に一般非公開で八坂神社の神職を招いて神事が行われる。 - 宵宮神賑奉納神事（18時から深夜まで・四条通祇園商店街）。八坂神社近くの四条通に作られた臨時ステージや路上などで舞楽・京舞・鷺踊・三味線の演奏などが奉納される。また、路上に舞妓・芸妓による茶の接待所が設けられる。 - 石見神楽（18時半・八坂神社）。祭神に因む石見神楽が奉納される。 - 前祭・日和神楽（22時頃・各山鉾町〜八坂神社御旅所往復）。次の日の巡行の安全と好天を祈願して、囃子方を持つ山鉾町の人々が祇園囃子を演奏しながら四条寺町の御旅所まで往復し、御旅所では囃子を奉納する。長刀鉾のみ八阪神社まで行く。23時過ぎに各山鉾町に戻り山鉾の周りでも演奏し、山鉾によっては三三七拍子で締める。 - 船鉾神功皇后御神体腹帯巻き（23時30分・船鉾町町会所・一般非公開）。宵山期間に町会所で授与された安産の腹帯は、普通はすぐに祈願者側に手渡さず御神体に何重も巻かれる。巡行後外したあと初めて祈願者に渡される。 |
| 7月17日                   | - 前祭・山鉾巡行。9時出発。下記参照。 - 長刀鉾稚児・お位返しの儀。巡行の終了時間によるが、13時から14時ごろ八坂神社。 - 神幸祭（神輿渡御）。通称「おいで」。下記参照。 |
| 7月17日〜24日             | - 無言詣（四条寺町・御旅所）。御旅所に神輿が鎮座する間、毎晩無言で夜間参拝を行うと、どんな願いも叶うとされる。最終日は四条大橋と御旅所を7往復半するのが正式とされる。 |
| 7月18日〜20日             | - 後祭の鉾建て（大船鉾） - 後祭の曳山建て（鷹山） |
| 7月19日〜20日             | - 後祭の曳山建て（南観音山・北観音山） |
| 7月19日                   | - 後祭の舁山建て（午前）（鯉山） - 松取式（13時頃真松到着次第・六角町（北観音山の南側））。北観音山と南観音山の2本の真松は市内鳴滝で伐採され運ばれてくる。両町の代表者がまず予備抽選としてジャンケンをし、勝った方が本抽選の順番を決定できる。本抽選は縄切れを引く方式のくじ引きで、勝った町が先に松を選ぶことができる。勝った方は「良い松を選べた」負けた方は「良い松を残してもらった」と言った意味のことを言うのが通例。 - 後祭の曳山の引き起こし（北観音山・南観音山）（年にもよるが、15時から17時ぐらいの間に行われる） |
| 7月20日                   | - 南観音山真松白鳩取り付け（朝8時から11時頃）。前日に引き起こした山の真松に、木登り名人の大工が登って。白鳩の木彫を取り付ける。屋根が組み上がるとすぐに取り付ける年や、屋根の取り付け後一旦休憩を取ってから作業再開後取り付ける年、午前の作業の終わりに取り付ける場合など、年によって大きく実施時間が変化する。 - 後祭の舁山建て（午前）（浄妙山・黒主山・役行者山・鈴鹿山・八幡山）。八幡山は新町通にあるため、他の舁山のように午前から建て始めると、以前は15時に新町通で行われる曳山の曳き初めに支障するため午後に行われていた時期もあったが、現在は町会所の敷地内で午前中に山建てを行い、16時の舁き初めの時に新町通りに初めて出る。 - 15時・後祭の鉾・曳山の曳き初め - 大船鉾（新町通の四条通から仏光寺通間）・北観音山と南観音山（新町通の三条通から四条通間）・鷹山（三条通の新町通から室町通間）。2014年（平成26年）は大船鉾のみ14時だったが、復興初年だったこともあり通りが見物客で大混雑し四条通から北に行くことを断念した。2015年（平成27年）以降は混雑を分散するため他の曳山と同じ15時に変更された） - 15時・花傘巡行馬長稚児・児武者宣状式（15時・八坂神社） - 16時・後祭の舁山の舁き初め - 八幡山（新町通の三条通から六角通間）。 |
| 7月21日                   | - 後祭の舁山建て（午前）（橋弁慶山） - 11時、後祭の舁山の舁き初め - 橋弁慶山（蛸薬師通） - 後祭・宵々々山。 |
| 7月22日                   | - 後祭・宵々山。 |
| 7月23日                   | - 後祭・宵山。 - 煎茶献茶祭（9時 八坂神社） - 琵琶奉納（13時 八坂神社） - 役行者山護摩焚き（14時頃 役行者町路上）。聖護院からやって来た山伏たちが宵山期間に奉納された護摩木を路上に作られた大きな護摩壇で焚き上げ、護摩を奉納した人の祈願成就と、明日の巡行の安全を祈る。13時頃からまず町会所で法要を行った後各山鉾を回り、再び役行者山に戻り次第、路上で各種法要を行う。まず「山伏問答」と呼ばれる儀式がある。これは本物の山伏かどうかを確かめる内容の一種の寸劇で、内容は「修験道とは何か?」とか「修験道の開祖は?」という内容で、周囲の観客に修験道を解説するために行われるものである。その後も多くの儀式があり護摩はその後に行われる。15日の山伏山での護摩よりも遥かに大きな護摩壇が作られる。 - オハケ清祓（14時・境外末社又旅社）。翌日の還幸祭の時に神輿に乗った神霊は、又旅社（御供社）のオハケという御幣に宿って休憩するといわれる。そのオハケを予め清める儀式。境内で神事が行われた後、三条通に設置された芝生の台にオハケを立てお祓いを行い、神職や関係者が予め神泉苑で汲んだ聖なる水をオハケの根元の芝生に掛ける。2022年（令和4年）から引き続き周囲にいる一般人も水を掛ける事ができるようになった。 - 後祭・日和神楽（22時頃・各山鉾町〜八坂神社御旅所往復）。翌日の巡行の安全と好天を祈願する行事。23時前後に各山鉾町に戻った一行は、山鉾にもよるが山鉾の周りでも祇園囃子を演奏したり、三三七拍子を行ったりする町もある） - 南観音山あばれ観音（要員が日和神楽から戻り次第、23時〜23時30分頃開始）。本尊の楊柳観音像を布に包んだ上蓮台にぐるぐる巻にして、同じく布に包んだ善財童子像を抱えた人の先導で町内を南北端の交差点まで走りながら3往復する。交差点と南観音山の脇では「ワッショイ」の掛け声と共に激しく上下に揺らす。夜更けの行事ではあるが多くの見物客で町内は埋まる。一説では南観音山は女性の観音で、北観音山は男性の観音とされ、北観音山の観音が南観音山の観音に恋心を抱いた際に、諦めさせるために女性の観音を暴れさせたといわれる。 |
| 7月24日                   | - 高橋町斎竹撤収（早朝・四条麩屋町交差点）。前祭の巡行時、長刀鉾稚児が切断した注連縄を渡していた竹を撤去する。 - 後祭・山鉾巡行。9時30分出発。 - 花傘巡行。下記参照。この日に行われていた後祭の代わりに始められたものだが、後祭復活後も継続。2019年（令和元年）までは河原町通の全区間及び御池通の寺町 - 河原町間では後祭・山鉾巡行に続いて巡行していた。3年間の中断を経て2023年（令和5年）に復活したときは巡行ルートが下京中学校成徳学舎をスタートして高辻通 - 烏丸通 - 四条通の片道ルートになった。 - 還幸祭（神輿渡御）。通称「おかえり」。下記参照。22時頃から順次神輿が八坂神社に到着し、宵宮祭と同様に照明を消した中で神霊が本殿に移される。 - 丹波八坂太鼓奉納（八坂神社等）。八坂神社の分社である京丹波町の「尾長野八坂神社」（八坂神社の御神田がある）に伝わる太鼓を八坂神社境内や還幸祭の神輿渡御途中で奉納する。 |
| 7月25日                   | - 南北観音山真松伐採（早朝6時以降準備でき次第）。前日にある程度解体済みの曳山を立てたまま、大工が真松に足場等を取り付けて登って、真松を鋸で伐採する。 - 狂言奉納（13時・八坂神社）。境内の能舞台で茂山狂言が奉納される。 - 千団子（14時頃・境外末社又旅社）。還幸祭の際に神輿に供えられた団子を、この日お下がりとして参拝者に配布する。食べると厄除けの効果があるとされる。 |
| 7月下旬の日曜日           | - 平成女鉾清音会八坂神社奉納囃子（15時30分 八坂神社） |
| 7月28日                   | - 神用水清祓式（10時・四条大橋）。夜の神輿洗いで使う水を鴨川から汲み上げる。 - 神輿洗い（20時頃・四条大橋）。7月10日の神輿洗いと同様であるが、終了後に神輿は蔵に収納される。 - お見送り提灯行列（19時〜21時・氏子区内）。「神輿洗」の神輿が社にお帰りになるのをお見送りするため、町衆である祝い提灯講社がそれぞれの提灯を立て行列を整え巡行する。 |
| 7月29日                   | - 神事済奉告祭（16時・八坂神社・一般非公開）。祇園祭の終了を神に奉告する行事で、かつてはこの神事が祇園祭の最後とされていた。旧暦（太陰太陽暦）時代は6月が年により29日までの場合と30日までの場合があったため、必ず存在する29日を祭の最後の日としたものである。 |
| 7月31日                   | - 疫神社夏越祭（10時・八坂神社境内摂社 疫神社）。関係者に続いて一般参拝者が鳥居に取り付けられた茅輪をくぐり、護符を受ける。茅輪の一部を切り取って護符を結びつけ、お守りとする。現在は祇園祭の最終公式行事とされている。 |

## 各種行事

### 長刀鉾町稚児お千度
7月1日にその年の長刀鉾町稚児が初めて公式に八坂神社に参拝し、稚児に選ばれたことを奉告し、祭の無事を祈る。本殿の斜め向かいにある「斎館」で身支度を整えた稚児と禿の3人は、9時45分頃には関係者らと本殿に入り、10時頃に神事が始まる。稚児は13日の稚児社参の前で、正式に神の使いとなる前であるので、白塗りの化粧をしているものの、冠などは被っておらず頭髪が見えており、衣服も13日以降とは異なる。また、自分の足で歩く。
そのあと10時20分頃から一行は本殿前で2礼2拍手1礼の参拝を行ったあと、時計回りに3回本殿を回る「お千度」を行う。途中本殿裏と本殿前に至った時にそれぞれ2礼2拍手1礼の参拝を行う。
3回本殿を回っただけで「お千度」と呼ぶのは、かつては稚児は300人以上の人を従えて参拝したので、延べ千度回ったと解釈し「お千度」というのである。ただし、現在は30人程度しか従えていないが、旧例に従って3周だけで「お千度」と称しており、「綾傘鉾稚児お千度」や「みやび会お千度」でも同様となっている（10時・八坂神社）。

### くじ取り式

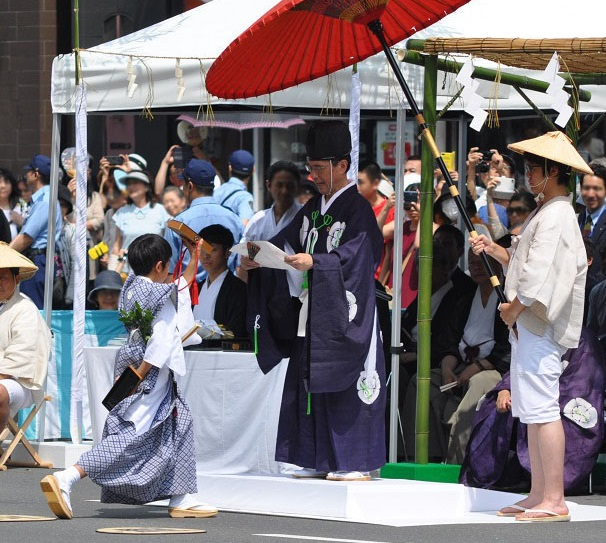
1500年（明応9年）侍所開闔 松田豊前守頼亮により始められた「くじ取り式」、「くじ改め」で奉行役を務める京都市長（2019年、後の祭り）

山鉾のその年の巡行順をくじ引きによって決める儀式。応仁の乱後33年間中断していた祇園祭を復興する際に、激化した順番争いを収めるために室町時代の1500年（明応9年）、当時の侍所の役人（開闔）であった松田豊前守頼亮私宅でくじ取りを行ったと伝えられており、現在もこの神事は、当代の京都市長が裃姿の松田頼亮役として参加するものとして続いている。その後、長らく六角堂で開催されてきたが、1953年（昭和28年）から京都市役所の市会議場で開かれるようになり現在に至る。現在は7月2日に行われている。まず前祭のくじ取りを行い、引き続いて後祭のくじ取りを行う。一般の傍聴席での見学は往復はがきで申し込み当選した人に限られている。山鉾町の人々はこのあとすぐに八坂神社に社参し、巡行順が決定したことを奉告する。

### 神輿洗い
鴨川の水で神輿を清める神事。飾りを解いた状態の中御座を夕刻四条大橋へ運び出して行う。神幸祭に先立つ7月10日（先の神輿洗い）と還幸祭の後の7月28日（後の神輿洗い）の2度ある。
これに関連する慣わしとして、「お迎え提灯」がある。これは町衆が神輿の到来を祝して自主的に始めた行列で、先の神輿洗いの日（7月10日）の夕方より行われ、後の神輿洗い（7月28日）には行われない。なお、雨天時には「お迎え提灯」は大きく省略されたり中止になったりする。また、大雨時や暴風警報が発令されたときなどは、神輿洗い自体が大きく省略され、八坂神社境内だけで全ての行事が行われ、四条通には出て来なくなる。
この神輿洗いで担がれる神輿は四基全ての神輿ではなく、素戔嗚尊を載せる中御座（三若）一基である。担ぎ手は神幸祭で東御座（四若）を担ぐ四若神輿会が担当する。
18時から神輿蔵出の儀が始まり、中御座は飾り付けをされない状態のまま南楼門の外に置かれ、他の神輿は舞殿に上げられて飾り付けが行われる。19時頃にまず大松明が八坂神社を出発し四条大橋まで往復して、神社と四条大橋の間を清めたあと、19時半頃に中御座は4本の松明に守られて四条大橋に向かう。西楼門下では子供達が提灯を持って迎えている前では神輿を大きく揺らして鈴を鳴らす。四条大橋でも神輿を大きく揺らして鈴を鳴らす。20時頃に四条大橋の上で朝の神用水清祓式で汲んだ水を、八坂神社の神職が榊に含ませて大きく振りかざし、神輿に振り掛けることにより「清める」。神輿洗いの名であるが、一般的にいうところの「洗う」わけではない。この際榊に含まれた神用水は見物人を含めた周囲の人にも掛かる。神職もあえて周囲の人にも掛かるように榊を振る。飛沫を浴びると厄除けになるという。神輿洗いを終えた中御座は八坂神社に元のコースを辿って戻る。西楼門下では再び子供達が提灯を持って迎えている。20時半から21時頃に境内に戻った中御座は舞殿の周りを2周したあと、舞殿に上げられて飾り付けが開始される。並行して境内では鷺舞などの子供による芸能が行われる。
なお、八坂神社からの出入りは四条通に面した西楼門ではなく、本殿の正面にある南楼門を使う。
後の神輿洗いでは、「お迎え提灯」が無いことの他、境内に戻った中御座は、そのまま神輿庫に収められる点が違う。

### 稚児社参
7月13日には11時に長刀鉾の、14時には久世駒形稚児の社参が行われる。
長刀鉾稚児社参は、まず稚児一行は10時頃に長刀鉾の町会所を出発する。稚児は狩衣と烏帽子姿で馬に乗り、禿2人は徒歩で神社に向かう。一行の服装は、稚児や禿に赤い傘をさす人・馬を引く人や荷物を運ぶ人は白い水干姿で、先導役は長刀鉾の浴衣姿で、町の役員や稚児・禿の父親は裃姿である。一行の最後には和装の稚児・禿の母親が続く。四条通は通行止めにこそならないものの、稚児一行を自動車は追い越すことができず、四条通の東行は路線バスを含めて稚児のあとを徒歩のスピードで続くことしかできない。バスは1時間近く遅れることもある。八坂神社への参入は神輿と同様に南楼門からとなる。10時45分頃に南楼門前に到着した稚児一行は、稚児が下馬し服装などを整え直したあと、徒歩で本殿に正面入口から参入する。本殿内の儀式は一般公開されていないが、神事が行われて稚児は五位少将・十万石大名の位と格式を授かるため、長刀鉾稚児社参は「お位貰い」とも呼ばれる。この神事以降は正式に「神の使い」となるため、公式行事の場では決して地面を歩かなくなり、剛力の肩に乗って本殿から退出する。以前は再び馬で帰っていた時期もあったが、現在は南楼門前の「中村楼」で食事をした後に、14時頃にハイヤーに乗って宿舎に帰っていく。これ以降、稚児・禿は17日の巡行と「お位返し」までを稚児の宿舎となっているホテルで過ごすことになる。
14時には久世駒形稚児の社参が行われる。現在の久世駒形稚児の社参は馬で神社に向かうことはせず、ハイヤー等で八坂神社境内にある「常盤新殿」という建物に入り、ここで身支度を整えて13時45分頃に常盤殿を出発し、徒歩で南側の道路に出て南楼門から境内に入り本殿に参内する。南楼門前を通過する際には中村楼内にまだ長刀鉾稚児の一行がいることが多い。稚児は神幸祭と還幸祭でそれぞれ別の稚児が選ばれているので、2人並んて歩いて参内する。久世駒形稚児は長刀鉾稚児よりも数学年ほど年少の小学生が選ばれることが多い。
7日の綾傘鉾稚児の社参も久世駒形稚児の社参と同様に「常盤新殿」からスタートする。綾傘鉾稚児は正副合計6人選ばれるが、小学校低学年から幼稚園児ぐらいの幼い子が選ばれるので、止まっていてもじっとしていないことが多い。14時過ぎに「常盤新殿」を出発し、久世駒形稚児と同様に徒歩で南側の道路に出て南楼門から境内に入り本殿前で手と口を清めてから本殿内に参内する。14時20分から30分頃からの本殿での神事の後、本殿を時計回りに3周する「お千度」が行われる。お千度のあと本殿前で各自の記念撮影を行い、その後は一時的に閉じられた南楼門前で全員の集合写真を撮影したあと、再び列を作って「常盤新殿」に戻っていく。長刀鉾稚児以外は、ホテルに缶詰になることはなく、祭の時以外は普通の生活を送る。
なお、長刀鉾稚児は1日に既にお千度を済ましている。

### 鉾建て・山建て・曳き初め

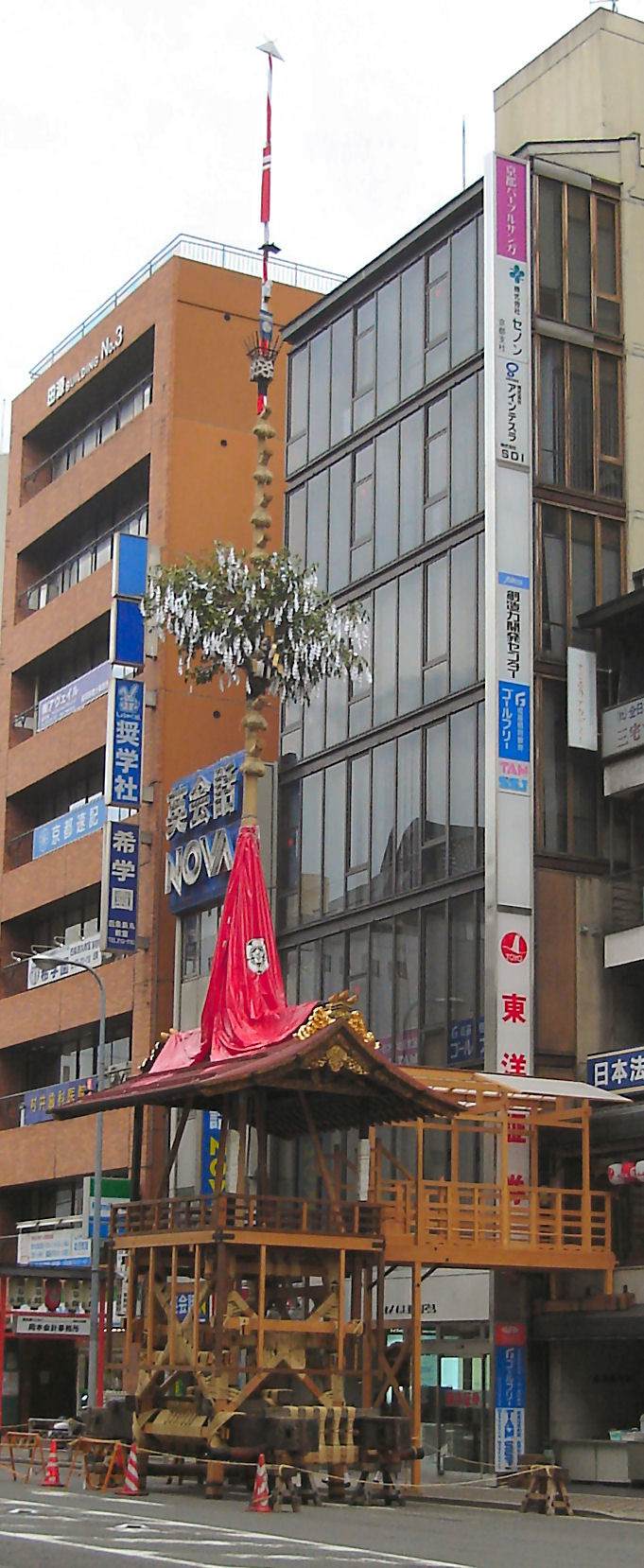
鉾建て中の函谷鉾

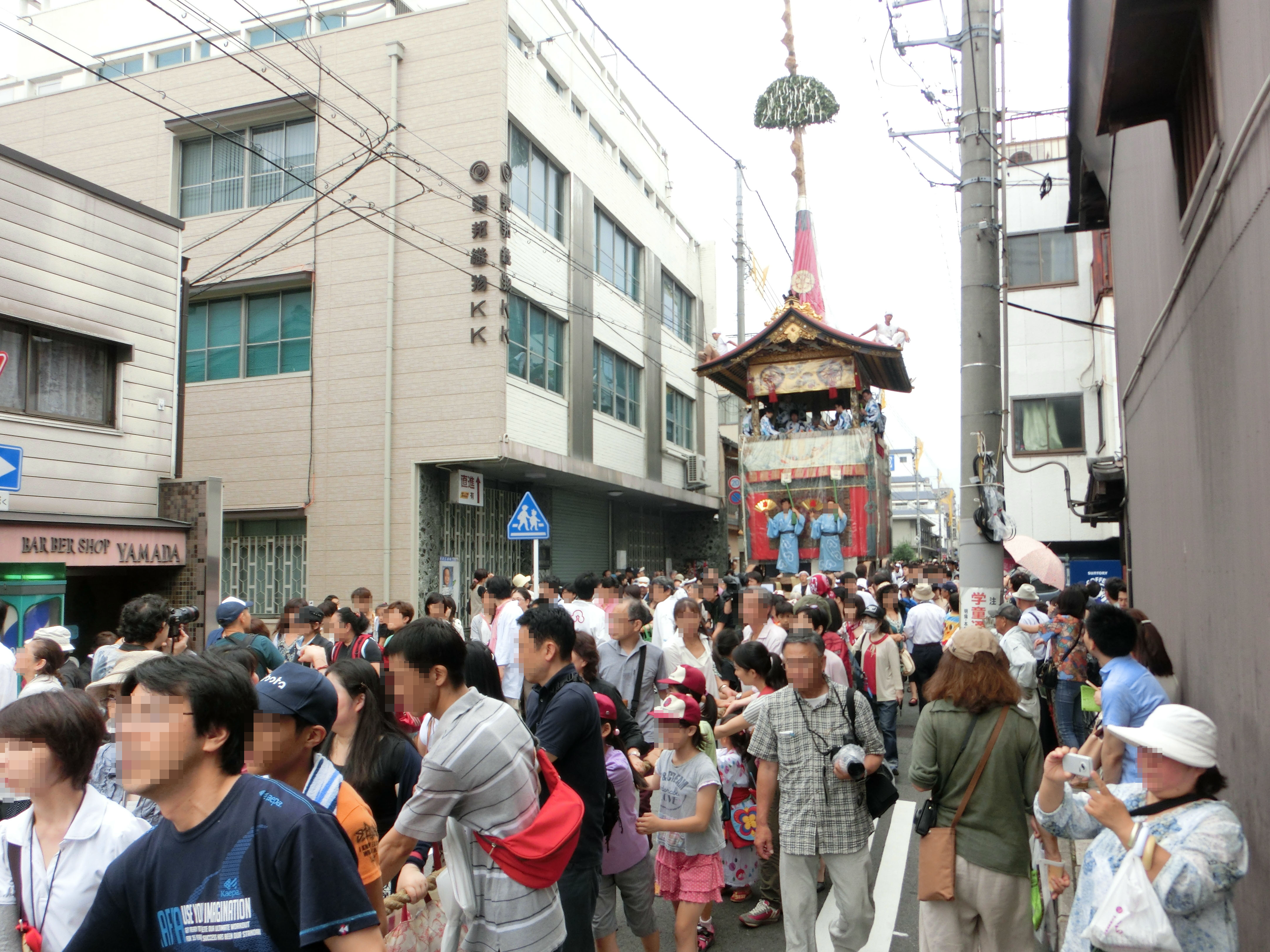
放下鉾の曳き初め

山鉾は普段は、各山鉾町が所有あるいは賃借している蔵や、円山公園にある収蔵庫である「祇園祭山鉾館」に解体して収められている。高さの高い鉾や曳山と、小規模な舁山では建て方が異なるが、いずれにせよ釘を一切使わず、縄だけで組み立てていくのは共通している。大規模な鉾の組み立ては普通3日間かかる。初日は基礎部分の組み立てが行われる。
2日目は基礎部分を横倒しにし、20メートル以上の高さがある真木や、曳山の場合は高い松の木（真松）が取り付けられ、梃子の原理を利用して引き起こされる。昼前後に行われる鉾の引き起こしは鉾建て最大の見どころである。引き起こしには山鉾によりウィンチを使ったり、昔ながらにロープを人力で引いたりするが、関係者だけで作業を行う山鉾が多い中、北観音山は周囲の観客にロープを引いてもらって山を引き起こす。鉾の場合、真木を取り付けたあとに御神体である天王人形の取り付けが行われる。ほとんどの鉾では群衆に御神体が間近で見えないように布で隠して取り付ける。布には紐がついており、鉾を引き起こして天王人形がある程度地上が離れてから紐を引いて布を取り外す。その他、菊水鉾は引き起こし直前に榊に付ける大量の白幣を付近にいる人たちに取り付けてもらうなどの、鉾による手順の差異がある。
3日目は、屋根の取り付け、車輪の取り付け、飾り付けなどが行われる。曳山建ては岩戸山は3日間掛けるが、後祭の曳山（北観音山・南観音山）は2日で完成させる。この場合曳山の引き起こしは初日の15時〜16時頃に行われる。後祭の鷹山は、前祭時期から既に基部を組み立てている。北観音山・南観音山・鷹山は真松に木彫りの鳥を取り付けているが、北観音山・鷹山は真松を取り付ける時に鳥を結びつけるが、南観音山は山を起こしたあとに翌日の午前に、木登りをして鳥を取り付ける。
3日目の15時前後には「曳き初め」が行われる。これは、数百メートルの往復を行って巡行のテストを行うのであるが、曳き手に女人禁制のある鉾であっても、この時ばかりは付近にいる人なら、男女・老若・国籍に関係なく誰でも鉾や曳山を曳くことができる。ただし、悪天候時は幼児の参加を断る場合がある。一部の鉾・曳山では最後まで曳き初めに参加した人にお礼を渡す。鉾・曳山により、無料登鉾券であったり、厄除けのお札であったりする。子供限定で菓子や飲み物が渡されることもある。ただし、近年は参加者が増加しすぎて無料登鉾券の配布は中止するところも増えている。
山鉾町にある企業や短期大学の女性が浴衣姿で参加したり、幼稚園児や小学校の生徒が団体で参加したり、外国人観光客が飛び入りしたりと、山鉾巡行とは違った姿が見られるが、囃子方や音頭方等が乗り込み、長刀鉾には稚児も乗り込むことは本番と変わらない。観客が本格的に祭に参加できるほぼ唯一の行事である。ただし参加希望者が多いため、人気の鉾であったり週末の場合はかなり早めに行っておく必要がある。一部の鉾は、混乱を避けるために関係者だけで曳くところもあるので、確認は必要となる。曳き初めをバスツアーに販売して、運営資金の一部とするところもある。2024年では長刀鉾や岩戸山は招待された小学生や幼稚園児と保護者だけで曳いた。後祭の曳き初めは比較的参加しやすい。ただし、後祭では鷹山の曳き初めや南観音山は関係者と招待者に限られている。これが終わると鉾・曳山の前後に駒形提灯が取り付けられて灯が入れられ、祇園囃子の演奏が始まる。
前祭の四条通・室町通に位置する鉾の鉾建ては7月10日から、新町通に位置する鉾・曳山の鉾建て・山建ては7月11日から行われる。後祭の鉾・曳山は7月18日から大船鉾建てが、7月19日から曳き山建てが開始される。
舁山の組み立ては鉾の基礎部分だけの組み立てに似ており、普通は半日で組み立てが完了する。一部を除き宵々々山の前日の午前に山建が行われる。孟宗山や橋弁慶山のように宵々々山の日の早朝に山建てを開始し、昼ごろまでに完成させる所もある。
前祭の蟷螂山と後祭の橋弁慶山・八幡山は「舁き初め」が行われる。長らく橋弁慶山だけが舁山の舁き初めを行ってきたが、町内住民の増加により、2012年（平成24年）に蟷螂山も約140年ぶりの舁き初めを再開した。他の舁山でも非公式に組み立て終わった山を動かしてみる所もあるが、両山のように山を本番同様に飾り付けて舁き初めする所はない。橋弁慶山の舁き初めは関係者だけで行うが、蟷螂山の舁き初めは鉾のように引き綱を臨時に取り付けるので、鉾の曳き初めと同様に観客であっても参加できる。八幡山の舁き初めは2013年から始められた。町会所の敷地内で建てられた山を新町通りに出すことを兼ねた行事であるので、蟷螂山・橋弁慶山と異なり、飾り付けを行わない状態での舁き初めである。公式には関係者だけで行うことになっているが、実際には一般人も申し出れば参加できる。
傘鉾は基本的には傘を開くだけなので、鉾本体の設置は簡単である。四条傘鉾は前祭の宵々々山である7月14日の朝に設置される。傘鉾の設置そのものよりも、駒形提灯の設置のほうが面倒となる。

### 中之町御供
「古式一里塚松飾式」ともいう。7月14日の14時頃に松原中之町町会所の奥庭にある小祠である「松原中之町八坂神社」を参拝する形で行われる。八坂神社側の公式行事ではない。
1955年（昭和30年）まで前祭巡行は松原通を通っていたが、その際に長刀鉾の稚児は長刀鉾町の「寄町（協力関係にある町）」であった巡行路途中の松原中之町の町会所で休憩し、その際に町会所奥の祠（松原中之町八坂神社）に詣でていた。巡行路が変わり松原通を鉾が巡行しなくなったため、しばらく断絶した後、7月17日の巡行の日に松原中之町の人々が京都市役所前に出向いて、長刀鉾だけでなく全ての山鉾の関係者に冷たい茶や菓子を振る舞う行事となった時期もあった。
現在では7月14日に稚児や八坂神社・長刀鉾町関係者が松原中之町町会所に出向いて神事を行う。稚児一行は山鉾町に隣接した所にある稚児の宿舎となっているホテルを13時40分頃に出発し、徒歩でまず保昌山の会所を詣でてから「祇園床」という床屋だった建物の奥にある松原中之町町会所に至る。雨天時などはコースを変えたり車を使うこともあるようである。神事の後、冷水で出した薄茶を稚児ら関係者に振る舞う。14時30分頃神事が終了し、旧：祇園床の建物の前で稚児を中心にして記念撮影をしたあと、再び徒歩で保昌山経由で宿舎のホテルに戻る。稚児が出発した後、町内関係者の参拝が終了次第、付近にいる一般人にも町会所奥の祠の参拝が許される。以前は一般人にも薄茶を振る舞っていたが、現在は薄茶は関係者だけしか飲めない。八坂神社側の行事ではなく松原中之町側の行事で、八坂神社や稚児等は招待客という扱い。この日の稚児や禿は和装に下駄履きで、長刀鉾町の人に、赤い傘を差してもらっているが、白塗りの化粧をしておらず、唇あたりに薄く紅をしている程度で、冠も帽子もかぶっていない。また、13日の稚児社参後ではあるが非公式行事であるため、稚児は普通に地上を歩く。
この日から3日間、稚児・禿は夕刻に非公式に八坂神社を参拝するが、中之町御供と同様のいでたち・薄化粧で、地上を歩く。

### 宵宮祭
遷霊祭ともいう。神霊を本殿から神輿に遷す行事。7月15日に行われる。19時45分頃には、本殿と神輿が置かれた舞殿の間に注連縄が巡らされ、神の道の結界を作る。本殿と舞殿の間には神霊を遷す神官が通るためにゴザが敷かれる。19時50分頃から本殿内で神事が始まる。雅楽の演奏とともに宮司による祝詞や関係者による礼拝が一通り行われたあと、20時20分頃から「遷御の儀」が行われる。境内の照明が全て落とされて、本殿前は「浄闇（じょうあん）」すなわち神事をとり行う際の穢れのない暗闇に包まれる。もちろん街中の神社であるので漆黒の闇にはならず、すぐに目が慣れる。やがて本殿からかすかに琴の音色が聞こえてくると、幣を振る神官に先導され、白い幕で隠された神霊が舞殿に向かう。神霊を運ぶ神官の足元だけが小さな明かりで照らされる。先導の神官は幣を振りながら警蹕（けいひつ）の声を上げる。いまから神が通るという合図の「ぅおおおお」という低い声である。神霊遷しは本殿と舞殿を3往復するわけではなく、1度で3つの神輿の神霊を遷す。舞殿上で別の神輿に移動するときや、最後に神官一同が本殿に戻る際も警蹕の声をあげる。神官一同が本殿に戻ってしばらくすると照明が再び点灯され、宵宮祭のクライマックスは終了する。最後に関係者・神官一同が神輿の正面側から拝礼して行事は終了する。行事の終了とともに一般参拝者も神輿の正面からの参拝が許される。
行事の前に繰り返し「照明が消されてからの写真撮影、ビデオ撮影、特にフラッシュの使用」は禁止である旨の案内がある。
なお、7月24日の還幸祭で3つの神輿が八坂神社に戻った際も神霊を本殿に遷す際にも、10分ほど照明を消す。

### 宵山期間

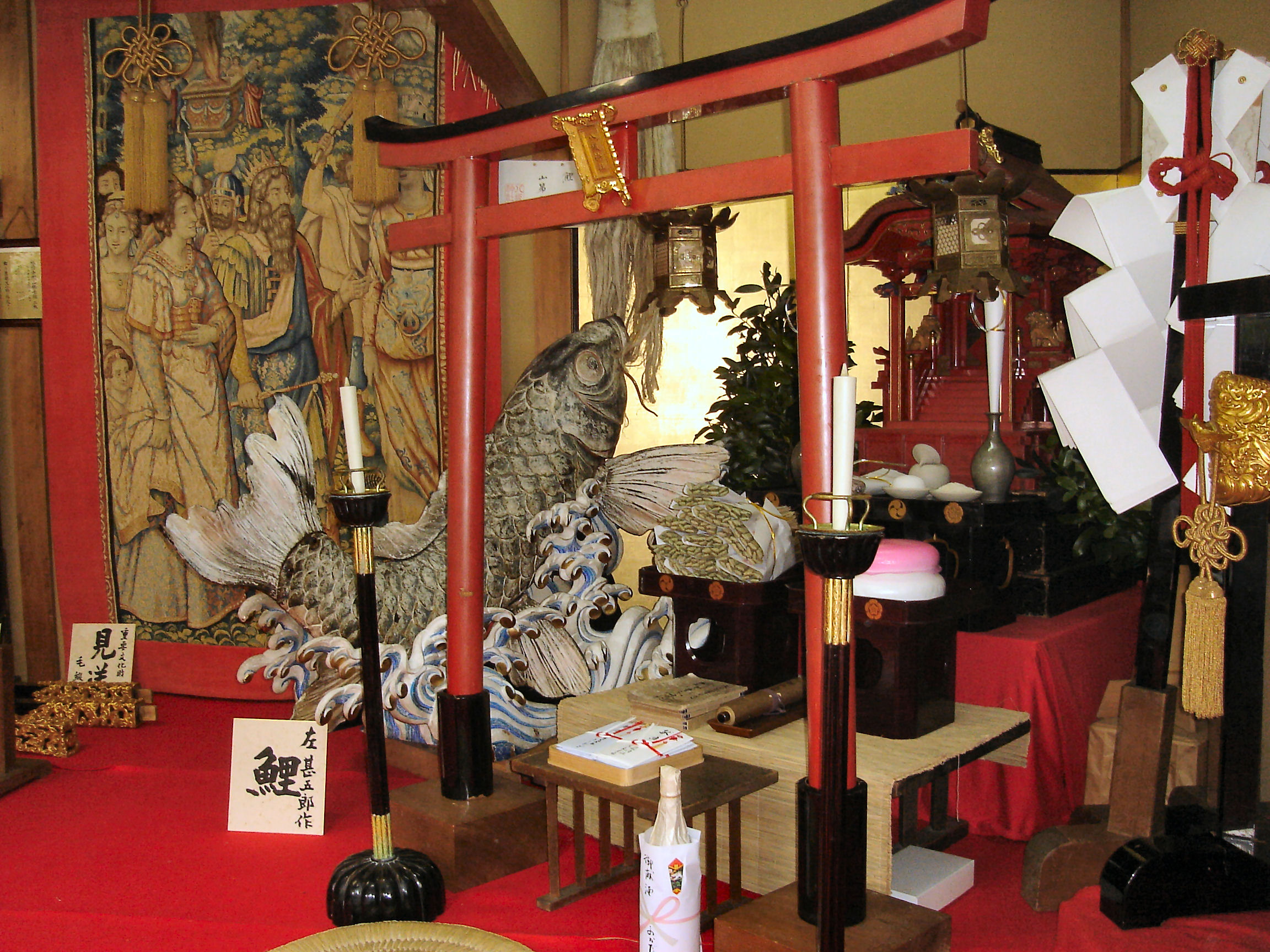
鯉山の町会所飾り。奥にある見送りは16世紀、ブリュッセル製のタペストリーで、ホメーロスの叙事詩『イーリアス』に取材したもの。仕立て直されてはいるものの16世紀のタペストリーが伝世するのは極めて稀であり、大航海時代の東西交流を物語る貴重な資料として、「祇園会鯉山飾毛綴」の名称で国の重要文化財に指定されている。

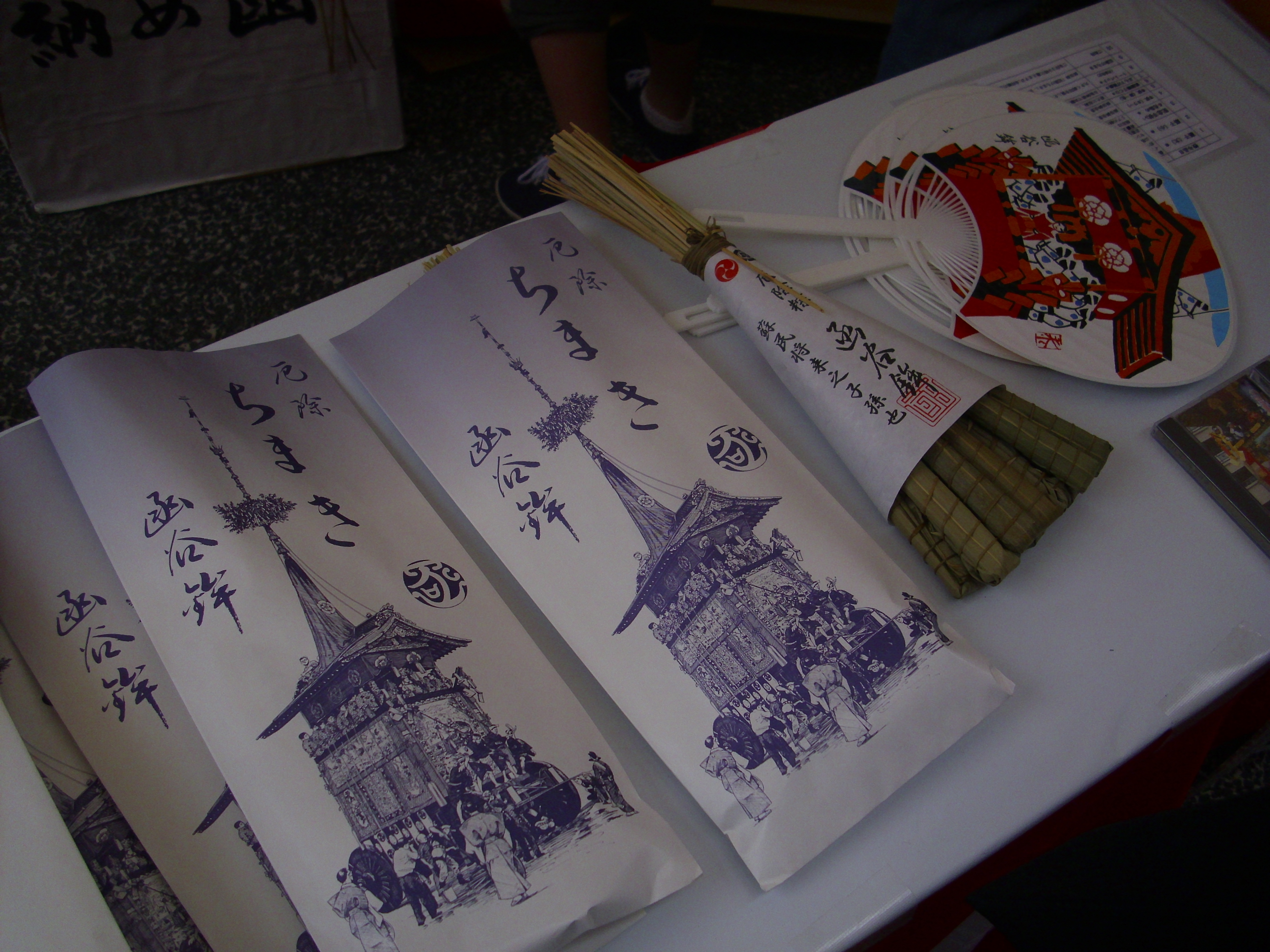
函谷鉾の粽

山鉾からは祇園囃子のコンチキチンという独特の節回しが聞かれる。現在のような囃子ができたのは江戸時代から。また、ゴブラン織をはじめとする豪奢な山鉾の飾りも見どころの一つである。
山鉾の飾り付けは巡行の3日前から始まり、この日を宵々々山と俗にいうが正式には14〜16日まで夕刻より始まる祭は全て宵山。宵山という言葉に前夜祭の意味はなく、単に夜祭（夜々々祭では意味を成さない）を表す。ただし、近年は宵々々山（正式には14日の宵山）の前日の夕刻から飾り付けを開始する所が多くなっている。2日前が宵々山（正式には15日の宵山）と俗に呼ばれる。山鉾の前後には駒形提灯という提灯群が取り付けられ、夜に提灯に明かりが灯る様子は、巡行と並ぶ祇園祭の象徴的な光景である。
宵山期間は、昼間から各山鉾町の町会所に展示されている宝物を見学できる。全ての舁山の町会所や曳山の岩戸山・鷹山・鉾の放下鉾は無料で見学可能・船鉾は1階の御神体のみ無料で見学可能・大船鉾は一部の神体のみ無料で見学可能である。ここでは各山鉾の御神体人形に因んだ利益があるとされるお守りや御札、粽を販売している。また、各町会所にはスタンプや朱印が設置されており、朱印集めをする人も多い。町会所は表通りに面した所もあれば、細い路地の奥にある所もある。町会所の中には100年以上前から伝えられた建物もある。祭の期間、一般の家や会社は白い提灯を掲げているが、町会所の入口だけには赤い提灯が設置されており、町会所の目印となっている。町会所には町の人々や関係者が詰めている。孟宗山のように町内居住住民がほとんどいないため、町内のオフィスビルの会社や銀行から従業員が浴衣姿で応援に出る所もあれば、蟷螂山のように近年町内に新しいマンションが次々に建ち、新住民の増加で町会所や粽売場が賑やかな所もある。
重要文化財のベルギー・ブリュッセル製タペストリーを伝える鯉山の町会所飾りなどは人気が高く、時間帯により入場に長い時間が掛かる所もある。また多くの山鉾では小学生以下の少女が童歌を歌うのが名物となっている。
一部の山鉾町では、「南観音山あばれ観音」や「役行者山護摩焚き」などの伝統行事が宵山期間に行われる。巡行中に行われる両傘鉾の棒振り踊りは宵山でも披露される。また、前祭期間の宵々山と宵山の両日のみ露天商の夜店が出る。この両日の18時以降23時までは四条通と烏丸通の一部が歩行者天国となる。後祭期間は全日とも露天商の出店も歩行者天国もないが、その代わり宵々々山からの3日間、17時から22時の間「エコ屋台村」が5箇所に設けられ、地元のレストランのテイクアウト食品やスイーツ・地ビールの店などが出店する。後祭は前祭よりも人出が少ないことが予想されるため、2014年はスタンプラリーを行い、大人は手ぬぐい・子供はクリアファイルを貰える企画を行った。
すべての山鉾には朱印があり、朱印めぐりをコンプリートするためにすべての山鉾を回る者も多い。朱印は無料で押印できるところもあるが、お賽銭が必要なところや、100円から300円の押印料が定められているところもある。また、押印は係員が行うところと、押印希望者が自ら行うところがある。現在唯一の「休み山」である布袋山の押印が可能な年もある。また、15・16日には東洞院仏光寺郵便局の向かいに、17日の神幸祭で神輿を先導する「豊園泉正寺榊」が展示されるが、ここでも2022年から朱印を開始している。
宵山期間、一部の旧家や商店では伝来の屏風等の家宝を通りから見えるように展示する。この行事のことを「屏風祭」と呼び、宵山そのものを屏風祭と呼ぶこともある。

#### 鉾・曳山の拝観
宵山期間は北観音山を除く鉾・曳山の上に一般客が搭乗（拝観）することができる。ただし、長刀鉾と放下鉾では女人禁制を今日に伝えているため、女性の搭乗はできず、町会所の2階までの拝観となるほか、喪中の人の搭乗の自粛を呼びかけるところもある。拝観期間は宵々々山から宵山の間が多いが、一部、曳き初めの日の夜から搭乗可能な鉾もある。搭乗料金は「拝観料」として金額が予め決まっている所（船鉾・大船鉾・南観音山・函谷鉾・月鉾）・粽やガイドブックなど何かをその鉾・曳山の販売所で買えば、サービスとして搭乗できる所（長刀鉾）・前述の曳き初めに参加した人は無料搭乗できる所・拝観料も決められているが、指定されたものを買っても搭乗できる所（岩戸山・菊水鉾・鶏鉾）がある。北観音山は関係者以外の搭乗はできない。放下鉾は男性のみ賽銭だけで搭乗できたが、2024年（令和6年）から男女とも町会所2階までの拝観となり、観光客の搭乗はできなくなった。岩戸山ではその他に「Tシャツパスポート」と称して、販売しているTシャツを拝観受付で提示するか、そのTシャツを着用していると、その年も翌年以降も何回でも搭乗できるというサービスを行っている。一般的に四条通や室町通の鉾は混雑し、新町通の曳山は比較的空いている。

### 山鉾巡行
祇園祭のハイライト。7月17日の神幸祭で街中の御旅所に神輿でお出ましに、7月24日の還幸祭で神社にお帰りになる神体の通行の前に、町衆が予め町・通りを清めるために始められた。そのために7月17日の前祭と7月24日の後祭の2つの巡行が生まれた。元々は付け祭りだったが、町単位で山鉾が出されたため、各町が贅を競い合うようになり、京の町衆の財力を背景にこちらの方が遥かに大規模で豪華になった。
山鉾巡行は、交通規制の都合により1966年（昭和41年）より後祭巡行も17日に統合されたものの、2014年（平成26年）に旧に復した。山鉾の数は現在は33基（前祭の鉾9基・前祭の山14基・後祭の鉾1基・後祭の山9基）で、これも時代によって変化している。
山鉾巡行のコースは時代によって大きく変化している。1955年（昭和30年）までは、前祭は四条烏丸を出発し、寺町通から松原通を経て烏丸までの巡行で、後祭は烏丸三条から寺町通を経て四条烏丸まで巡行した。これは江戸時代から続く伝統的な巡行コースであった。
1956年（昭和31年）から1960年（昭和35年）までの間、前祭は四条烏丸から寺町通りを北上し、河原町御池から左折して新町御池に至るコースに大きく変更された。この背景には京都市役所沿道に有料観覧席を設ける観光目的があった。
1961年（昭和36年）からは、前祭は四条烏丸から河原町通を北上し、河原町御池から左折して新町御池に至るコースに変更された。これは寺町通の狭隘化（アーケード化）と、観光客の増加による混雑の危険度が高まったため、幅員の広い河原町通を巡行することにしたのである。1966年（昭和41年）には後祭も前祭に合同し、この巡行コースが祇園祭の定番コースとなった。
2014年（平成26年）に前・後祭が分離し、前祭は四条烏丸からほぼ既定のコースを踏襲することにしたが、後祭は逆向きに、烏丸御池から出発し、河原町通を経て四条河原町から四条烏丸を終着点とするコースを巡行することになった。
合同巡行のため、後祭の代替として始められた花傘巡行は、前後祭分離に伴って、後祭と同時に開催されることになり、八坂神社から四条寺町を右折し、寺町通を通って御池通を右折し、河原町御池から後祭の最後尾に連なって巡行し、四条河原町から八坂神社へ戻るコースとなった。
巡行の日は早朝から各山鉾街では、町会所などに展示してあった装飾品や神体人形を山鉾に取り付ける作業が行われる。また、出発前に町会所等では神事が行われたり記念撮影が行われる。出発地点を公式に出発する時間の30分から1時間前に町内を出発する山鉾が多い。ほとんどの山鉾は出発時に一旦バックして町内全ての家に「挨拶」してから出発地点に向かう。出発地点の手前でくじ順に並び直しをする。
前祭の山鉾は長刀鉾を先頭に9時に四条烏丸を出発し、午前中から昼過ぎにかけてコースを回る。四条烏丸交差点で稚児の長刀鉾への乗り込みがある。鉾のそばまでハイヤーでやって来た稚児は、既に神の使いとなっており地上を歩かないことになっているため、男性強力の肩に乗せられて長刀鉾に掛けられた梯子で鉾に乗り込む。
四条堺町交差点ではくじ改めが行われる。奉行に扮した京都市長に対し、山鉾町の代表者（町行司）が7月2日のくじ取り式で受けたくじ札を見せ、くじ順に巡行していることを確認する。町行司役は子供のこともある。いかに格好良く文箱の紐を解き、いかに粋な格好で奉行にくじ札を見せるかを各山鉾町が競い合う。確認が終了すると町行司は扇子を使って山鉾に通行して良い旨の合図を送るが、これも山鉾により異なる型がある。舁山は奉行に山の全面の懸装品を見てもらうために、山の回転を行う。くじ取らずの山鉾は奉行に挨拶だけを行う。
四条麩屋町交差点では稚児による斎竹（いみたけ）の注連縄切りがある。神の使いである稚児が太刀を使って注連縄を切断して結界を開放し、神域への山鉾の進入を神に代わって許可する。太刀の使用には危険も伴うので、実際は稚児の後方の大人が二人羽織のように太刀を扱う。なお、現在の形での稚児によるの注連縄切りは1956年（昭和31年）から始まったものであるが、古い文献に見える注連縄切りを復活させたものとされる。
その他にも傘鉾の棒振り踊りなど見所は多岐に渡るが、最も目を引く見所は辻回しと呼ばれる鉾の交差点での方向転換である。鉾の車輪は構造上方向転換が無理なため、路面に青竹（舗装以前は樫の丸太だった）を敷き、それに水を掛け、その上に車輪を乗せて引き綱を横から曳くことにより車輪を滑らせて向きを変える。一度で転換すると車輪や鉾本体を傷めるため、3回から4回ほどかけて90度の方向転換を行う。この時音頭方は通常の2人に加えて、前輪を股で挟んで固定する役の2人も加えて計4人となる。
長刀鉾の稚児は新町御池で鉾から降り、ここで公式の山鉾巡行は終了して各山鉾は解散という形で、くじ順に関係なく各山鉾町内に向かう。舁山は一部は室町通を南下するが、背の高い鉾や曳山は新町通を必ず進む。新町通は鉾の巡行に備えて、一切の通りを横断する電線がないが、他の通りには電線があるためである。昔ながらの幅の新町通を次々と鉾が通過していくため、道路の端にいてもすぐ近くを車輪が通過していき迫力があり、新町通で巡行を見るファンも多い。囃子のある鉾や曳山では、町内に到着すると祇園囃子が到着・終了の曲となり、曲のテンポが早まるところが多い。囃子の最後は多くの鉾で横笛の和音で終了し、付近の観客からは拍手が起こる。また、その後に「一本締め」や「祝い締め」を行うところもある。
その後に後祭の南北観音山では柳の木の枝を厄除けの縁起物として付近の人に配る。縄を配るところもあるが、山に建つ松は災厄を吸収しているとして配ることはない。
後祭の山鉾は7月24日の9時30分に烏丸御池を出発し、前祭の逆コースを行く。生稚児の乗る鉾がないため、注連縄切りはない。くじ改めは京都市役所前で行われる。
かつては、巡行時に鉾の上から囃し方が粽（ちまき）を観衆に投げていた。観客が粽を取り合って怪我をする事故が複数回発生したため、中断と復活を繰り返したが、1983年（昭和58年）以降は禁止されている。この粽は厄除け用として作られており、笹の葉の中に餅は入っていない。近年になって一部の鉾町が食用の粽も販売しているが極一部に留まっている。
なお、祇園祭に由来する祭である大津祭では、現在でも粽投げが行われるが、以前と異なり、道路の観衆に対しては投げられない。沿道の家の二階に対してのみ投げられるが、おこぼれを観衆が拾うことは禁止されていない。
囃子方になるためには（一部例外はあるものの）鉾町の住民の男子であるか、または鉾町以外でも現役の囃子方の推薦を受けた子供に限られている。2011年現在では学区の統廃合で一部の学校は無くなってしまったが、昭和の時代には明倫小学校や本能小学校等の地元の男子児童で鉾の囃子方であることも普通に見られる光景であった。
山鉾巡行時の山鉾の曳き手は町内の住人であったり、学生アルバイト、留学生、ボランティアなど多岐に渡る。元々舁山（かきやま・担ぐ山の意味）には車輪がついておらず神輿のように肩に担いでいたが、都市化により担ぎ役となっていた力自慢の近隣農家が減少し担ぎ手の確保が困難となったため、1963年（昭和38年）に保昌山が初めて車輪を取り付け、郭巨山を最後に現在は全て車輪付きとなっている。それでも巡行の要所では今でも山を担いで回転させるパフォーマンスが見られる。
巡行終了後、各山鉾町に戻った山鉾は、即座に解体・収納される。巡行中に疫神を引き受けた山鉾を即座に封印するためという説がある。山は数時間で解体・収納が完了するが、鉾・曳山は2日間かけて解体・収納するところが多い。ただし大船鉾は、鉾が建つ新町通りをその日の夜に還幸祭の神輿渡御が通過するため1日で解体するほか、2022年（令和4年）に復活予定の鷹山も大船鉾と同じ理由で1日での解体となる予定である。
山鉾巡行が行われる通りでは、道路の設備も山鉾の通過に対応して設計されているのが特徴である。一例として信号機は、山鉾が通過の際に接触しないよう、容易に折り曲げが出来る構造になっている。山鉾巡行の当日の朝、自動車の通行規制が始まると高所作業車が何台も出て、一つ一つの信号機を折り畳んでいき、巡行で最後の山鉾が通過し終わると、山鉾を追うように再び高所作業車が登場し、これまた一つずつ信号を元の位置に引き出して復帰させていく。また、背の高い鉾が通過するため、道路を横断する電線が全くない。

#### 山鉾巡行を見るポイント
各山鉾町から出発地点
全ての山鉾を見ることはできないが、通りに人が比較的少なく穴場。辻回しも比較的簡単に見られる。ただし正式なルートではないため、くじの順番通りに山鉾が来ず、傘鉾の踊りもまだ行っていないことが多い。
- （前祭）南北の通りにある山鉾（室町通の菊水鉾・鶏鉾。新町通の放下鉾・船鉾・岩戸山が辻回しを行う。
- （後祭）鉾・曳山は鷹山以外は全て新町通にあるため、新町通を御池通まで北上して辻回しを行う。鷹山は三条新町の狭い交差点でも辻回しを行う。八幡山以外の舁山は主に室町通を北上する。

四条通の烏丸通から河原町通の間
繁華街であり、かつ大阪方面からの鉄道交通が至便であるため特に前祭は多くの人で埋まる。四条通は2015年から歩道の幅が広がり、早くから待った場合は山鉾に近い所から観覧できる可能性がある。後祭は比較的容易に前方で見ることができる。後祭の場合は山鉾巡行に先立って花傘巡行も見ることができる。
河原町通
繁華街であり、四条通と違い歩道が狭くて前祭は大変混雑する。また、歩道から山鉾までの距離が少し遠い。
御池通
街路樹の緑が多く写真映えがするが、前祭ではほぼ全区間が有料観覧席が設置され、一般客はその後ろからの観覧となり、山鉾までの距離が非常に遠くなる。後祭では市役所付近にしか有料観覧席がないため、四条通などよりも最前列で観覧しやすい。ただし、道幅が巡行路で最も広いため、前列でも山鉾までの距離は少し遠い。緑が多いため蝉が多く、祇園囃子をかき消すほど大きな蝉の鳴き声が大変うるさい。そのため音声付きでの動画撮影の際にも影響する。
解散地点から各山鉾町
（前祭）全ての山鉾が新町御池まで進むが、ここで一部の舁山は室町御池に戻って室町通を南下し、全ての鉾・曳山と一部の舁山は幅の狭い新町通に入る。観覧場所となる道端から鉾までの距離が非常に近く迫力がある。通りが狭いので鉾全体の姿の撮影はかなり難しい。鉾通過直後に鉾の後ろについて歩くこともできる。四条新町交差点で長刀鉾・函谷鉾・菊水鉾・鶏鉾・月鉾は辻回しを行い、四条室町交差点で鶏鉾と菊水鉾は更に辻回しを行う。2017年から「原則は」道が狭くて危険なので、新町通での観覧は「遠慮」してほしいということになり、四条新町から北上できなくなったが、実際には観覧は可能であり、回り道をして新町錦小路以北から新町通に出れば観覧可能である。
（後祭）四条新町の交差点で鷹山・大船鉾・南観音山・北観音山が辻回しを行う。前祭と同様に四条新町からは山鉾の後を追うことができなくなったが、他の通りから新町通に入ることは可能である。鷹山は三条新町の狭い交差点で再び辻回しを行う。

#### 山鉾巡行に関わる人々
山鉾巡行に直接携わる人々は、囃子方の一部の例を除き、現在でも全て男性のみで構成されている。
曳き方
綱を引っ張り鉾や曳山を曳く。鉾にもよるが40人から50人程度で構成される。以前から町内の人ではなく近隣の農家の人が主体だったとされるが、現在では京都に多い大学の学生のアルバイトやボランティアが主で、毎年特定の大学の体育会系クラブが曳き方を担当したり、大学の社会貢献の一環としてボランティア参加したりしている。大学に留学している外国人の姿も散見される。なお、後方にも綱を手にする人々がおり、ブレーキが必要なときには後ろ方向に綱を引きブレーキとする。
音頭方
鉾・曳山の前方下部に搭乗し、扇子で発進や辻回しの合図・指揮をする。普段は2名だか、辻回しの時は4名となる。音頭方の掛け声は、鉾などにより少し異なるが、発進時は「エンヤラヤー」、辻回し時は「ヨイヨイヨイトセ ヨイトセ」という。
囃子方
鉾や曳山の上で祇園囃子を演奏する。幼少時に鉦を打つ練習から始めて、小学生ぐらいから実際の巡行に参加し、次に笛の練習を行う。太鼓方は全体の指揮者を兼ねているので、囃子方全体のまとめ役が務めることが多い。鉦を練習中の幼い男の子が、将来の経験のために搭乗だけを行っていることも多い。鉦方と笛方は上部の縁に腰掛けており、揺れる巡行中に下に転落することを防ぐために、鉾などにより足をロープで固定したり、足を角材の間に入れて固定するなどの対策をとっている。2001年（平成13年）以降、連合会に届け出ることにより、女性の参加が容認されるようになった。
車方
車輪の調整役。指揮役の車方は「サエトリ」ともいい、「オサエ」という長い棒や笛、掛け声などで他の車方に進行方向の微調整などの指示をする。他の車方は指示に従い「カブラ」と呼ばれる先が楔状になった棒を車輪に噛ませて、進行方向の調整をする。また「カケヤ」と呼ばれる車輪止めを車輪前方すぐの場所に、綱で引っ張ることにより常に用意しておき、鉾がいつでも停止できるよう備えている。辻回しの時は車輪に青竹などを噛ませて、梃子で横滑りを促す役割を行っている。
屋根方
4名の大工方が屋根の上に待機している。鉾の屋根の先や真木などが信号機や電線、建物などと衝突する危険性を監視している。大工の棟梁は徒歩で路上から監視し、屋根方に指示をするほか、屋根方も独自の監視で危険を察知すれば、車方などに大声で伝える。それでも電線との衝突が不可避と判断すると、足で電線を蹴ったり、刺股で押すことで衝突を防ぐ。建物と衝突しそうになると、建物の壁を力いっぱい蹴ると、柔構造の鉾がしなって、衝突を回避できることがある。また、鉾の動揺により真木が異常に揺れると、綱を引いて調整することにより、真木の異常な動揺を抑える。幅の広い大通りが巡行の主なルートになったため、昔よりは活躍機会が減ったが、幅の狭い新町通では常時大活躍する。
人形方
動く稚児人形を備えた放下鉾では、3人の人形方が稚児人形の稚児舞を披露する。
舁き方
舁き山では20名前後の舁き方が山を「曳く」。以前はその名の通り神輿のように担いていたが、現在は車輪が取り付けられたため、普段は曳いているが、くじ改めや辻、その他要所では実際に担いでいる。静かに回す所と派手に掛け声を上げながら回す所があり、威勢よく何回転も回す所もある。
町会役員
山鉾の後方を裃姿で徒歩で随行している。沿道で知人を見つけると、粽を手渡したりしている。くじ改めでは、そのうちの2人が粽を渡す役、1人がくじを差し出す役となる。

### 神幸祭・還幸祭（神輿渡御）
こちらが本来の神社の中心行事。八坂神社から中御座神輿（）・東御座神輿（）・西御座神輿（）の大神輿3基に召した神々が各氏子町を通って渡る神事。7月10日に鴨川で神輿洗いの神事の行われた後、八坂神社の舞殿に神輿三基は安置される。7月15日の宵宮祭で神輿に御霊が移され、7月17日に神幸祭が行われて（山鉾巡行で浄められた）四条寺町にある御旅所（平時は土産物を売っている「四条センター」）に還幸祭の行われる7月24日まで神輿が滞在する。974年（天延2年）に御旅所（現在と所在地は異なる）を朝廷より賜り、行われるようになった。また、子供神輿である東若御座神輿も参加する。
神幸祭は朝の雅やかな山鉾巡行とは打って変わって、夕刻より行われる神輿渡御は勇壮豪快で荒々しいのが特徴である。3基の大神輿を総勢1000人以上もの勇猛な男達により担ぎ揉まれて神輿が暴れ狂う様は圧巻である。いわゆる暴れ神輿というものである。神社からの宮出しを完了した3基の大神輿と1基の子供神輿は祇園石段下交差点の楼門前に18時半頃集結しての揃い踏みにて神輿全基連合で勇壮に担ぎ上げられ練り暴れて、楼門前は歓声に涌きかえる。その後は神輿はそれぞれ別ルートにて御旅所へ向かう。朝に山鉾が動く美術館の名をほしいままに巡行した都大路を今度は神輿が勇壮に練り暴れながらの渡御を行い、四条寺町の御旅所宮入りにて神幸祭での最後の豪快な練りを披露する。
神輿の御旅所駐輿（）中に、誰とも言葉を交わすことなく一晩で七度、御旅所に参詣すれば、願いが叶うという。無言参りという。
還幸祭は神輿と神々が御旅所から各氏子町を通り、祇園祭発祥の地である御供社（又旅社）に立ち寄って八坂神社へ還る神事。今度は山鉾町をも含めた八坂神社の広大な氏子地域を練り暴れながら八坂神社に宮入を行う。八坂神社での宮入では、舞殿の周囲を3周する拝殿回しを行い、神輿3基がここぞとばかりに力を振り絞りながらの勇壮豪快な最後の練りを披露する。
舞殿前にて神輿の最後の暴れながらの揉みが終わり、神輿が舞殿に上げられ安置されると境内は消灯され漆黒の闇となり御霊遷しが行われ、神輿に乗せられた祭神が本殿に戻され、神輿渡御は静かに終了するのである。7月28日の神輿洗では神社に戻ったあと神輿は神輿庫に収められる。
なお、祇園祭の神輿を担ぐ時の掛け声は「わっしょい」ではなく「ほいっと、ほいっと」である。慎重に担ぐ場面では「よーさー」に変わる。神輿を振らずに練り歩く際は「よいやーさっさ（中御座）」「よいやっさーじゃ（東御座、西御座）」などの掛け声も使われる。神輿を担ぐ前後には「よーいとせーの チャチャチャ×3」（中御座）、「よーさの チャチャチャ（拍手3回）×3、ヨー!」（東御座、西御座）の掛け声で手締めを行う。又、神輿を担ぐ時は通常時は肩に乗せるが、腕を伸ばして神輿を持ち上げた状態を「差し上げ」、差し上げた状態で右回りに神輿を回転させることを「差し回し」という。

### 花傘巡行
1966年（昭和41年）に後祭の山鉾巡行が7月17日に統合されたあと、代替として始められた行事。約1000人からなる行列である。子供神輿を先導とし、山鉾の古い形態を現代に再現したものとされる花傘（傘鉾）のほか、獅子舞・鷺舞・田楽・万灯踊等の古典芸能や、子供太鼓・馬長（）稚児・児武者（）等の多くの子供の参加、舞妓・芸妓や「ミスきもの」、花笠娘等の女性の参加も多いことが、山鉾巡行との最大の違いである。
鷺舞や舞・芸妓は八坂神社に到着後、芸能の奉納を行う。八坂神社の氏子地域には4つの花街があるが2つの花街が交代で参加する。西暦奇数年は先斗町が歌舞伎踊り・祇園東が小町踊りを、偶数年は宮川町がコンチキ音頭・祇園甲部が雀踊りを奉納する。
京都織物卸商業組合が中心となって、八坂神社の氏子地域にある4つの花街のお茶屋組合、各種行事の保存会や八坂神社の諸組織、山鉾保存会などが共同で「花笠連合会」を作って行っている行事である。
当初の巡行コースは八坂神社〜四条河原町〜河原町御池〜寺町御池〜四条寺町〜八坂神社であった。
2014年（平成26年）から後祭の山鉾巡行が復活したあとも継続され、一部で後祭山鉾巡行のあとに連続して巡行できるように巡行ルートをそれまでの逆コースに変更し、八坂神社〜四条寺町〜寺町御池〜河原町御池〜四条河原町〜八坂神社となった。寺町御池から四条河原町の間は後祭山鉾巡行のあとに連続して巡行するようになる。
2018年（平成30年）の花傘巡行は記録的猛暑により、花傘巡行に多くの子供が参加しているため、熱中症の危険性を配慮して中止となる。猛暑を理由とした行事の中止は初めてである。2020年から2022年までは新型コロナウイルス感染症（COVID-19）流行の影響で中止となった。2023年に復活したときは巡行ルートが下京中学校成徳学舎をスタートして高辻通 - 烏丸通 - 四条通の片道ルートになった。その際に鷺踊と小町踊に参加する少年少女は四条木屋町からの参加となり、その地点までは「鷺踊」などと書かれた幟だけが巡行に参加する。

## 神輿一覧
本社神輿の3基については元禄年間ごろより三条台村の有志が三条台若中を組織し神輿渡御を行ったものに由来するが、後に中御座神輿（三若神輿）を除く2基の神輿渡御は他の地域により行うようになった。
2000年（平成12年）に中御座神輿（三若神輿）の金箔が貼り直されたほか、翌年には東御座神輿（四若神輿）、さらにその翌年に西御座神輿（錦神輿）もそれぞれ金箔が新調された。

### 本社神輿（宮神輿）
中御座神輿（、通称「三若神輿」、古称「大宮神輿」）
八坂神社の主祭神である素戔嗚尊（古称「牛頭天王」）を載せる神輿である。屋根は六角形で鳳凰が飾られ、胴の袈裟懸けは四基の神輿の中で唯一の紫色であり、このことは中御座神輿には男神、すなわち素戔嗚尊が乗ることを意味する。
東御座神輿ひがしござみこし（）
素戔嗚尊の本妻である櫛稲田姫命（古称「婆梨采女」）を載せる神輿である。屋根は四角形で擬宝珠が飾られ、胴の袈裟懸けは朱色（赤）である。このことは中御座神輿と同様に女神が乗ることを意味する。ただし、1260年（正元2年）には八角形の神輿であったという。豊園泉正寺町から出る「御榊」が供奉する。
東若御座神輿（ひがしわかござみこし）
東御座神輿の子供神輿。
西御座神輿（、通称「錦神輿」、古称「八王子神輿」）
素戔嗚尊の8人の子供（八柱御子神、古称「八王子」「八将神」）を載せる神輿である。屋根は八角形で鳳凰が飾られ、胴の袈裟懸けは朱色（赤色）である。実際に担がれている神輿の中では最も重い3.2トンといわれている。昭和40年代から50年代にかけては担ぎ手不足のため台車（二輪）を使用したこともあったが、近年は旧儀に復して担がれて巡行している。なお、1260年（正元2年）の記録では、八王子神輿は四角形であったという。東西の神輿の名称が中世末期〜近世初期のある時点で入れ替わったらしい。

### 町会神輿（氏地神輿）
- 開智子供神輿（）

## 山鉾

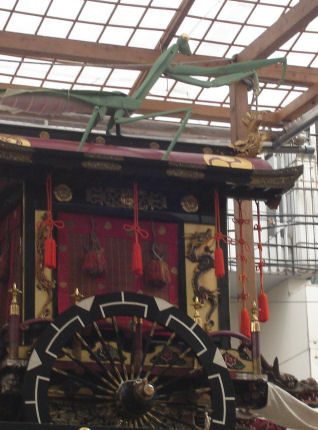
蟷螂山（屋根上のカマキリが動く）

山鉾はその形から5つに分類される。数の多い順に、「舁山（）」「鉾（）」「曳山（）」「船鉾（）」「傘鉾（）」である。
2008年（平成20年）の山鉾巡行の際、河原町御池の辻回し手前地点で計測された山鉾の重量（懸装品・乗員を含む）は月鉾で12トン弱。その他の鉾・曳山は10トン前後。曳山としては小型の岩戸山で8トン余り。舁山は最重量が蟷螂山で1.2トン、最軽量が占出山で510kgほどであった。傘鉾は台車を含めて400kgほどの重量であった。胴体は巡行の時だけ最も高級な懸装品で飾られ、宵山期間は略式の懸装品に代えるか、全く何も飾らず骨組みのままの場合がある。山の御神体人形や懸装品は宵山期間は町会所内に飾られる。悪天候の場合は懸装品をつけず、定紋入りの雨除けの覆いを回し、人形や神体を取り外して略式の巡行とすることもある。

### 舁山（）
御神体人形（祠に御神体を祀る所もある）を乗せ、それによって中国や日本の故事・謡曲などの一場面を見せる趣向を主とし（町内に祀られている神仏を乗せる所もある）、人が舁いて（担いで）巡行する（現在は人手不足を理由に補助輪を付けて押している）。御神体人形には橋弁慶山の御神体を除き朱傘が掛けられるが、郭巨山のみ油紙の屋根が掛けられる。山の上には布で覆った籠を伏せて置き、「山」に見立て、そこから松（真松という・太子山のみ杉）を立てて疫神の依代とする。山には前面に穴をあけて洞に見立て、中に御神体人形等を入れることもある。真松には山ごとに異なる数の鈴を吊るすことが多いが、月・日に見立てた金属板を吊るす山もある。孟宗山は積雪を表現した綿を松に乗せており、保昌山は宵山期間に町会所で販売され願い事を書いて奉納された恋愛成就の絵馬が多数吊るされる。山の胴体には、染織品・刺繍・タペストリー等の懸装品で飾られる。
なお、上に山を作らず、真松も立てない橋弁慶山・浄妙山・蟷螂山は、厳密には「屋台」という形式になる。

### 鉾（）
真木（）という中心の柱を疫神の依代とし（これ自体がいわゆる「鉾」）、それが大型化して乗り物となり、稚児や囃子方を乗せる形となったものである。真木の先端には「鉾頭」という鉾ごとに異なる形のシンボルが取り付けられている。その下方には「天王人形」という小さな御神体人形が取り付けられている。その下方には「しゃぐま」という縄で作った突起状のものが作られ、鉾により数が決まっている。しゃぐまの中間に榊が取り付けられる。多くの鉾は真木の両側に突き出るように取り付けられるが、函谷鉾のみ円形に取り付けられる。大屋根は千鳥破風の妻入とするが、菊水鉾のみ唐破風である。
乗員搭乗部は50人ほどが詰めあって乗り込め、囃子方などが乗り込む。最前部には長刀鉾のみ生稚児が、それ以外の鉾は稚児人形が乗る。胴体は懸装品で飾られる。胴体の下方には「石持」という巨大な角材がある。石持により鉾の重心を下げている。車輪にはクッションに相当するものがなく、縄で結ぶだけの柔構造により衝撃を少しは吸収している。乗員搭乗部の床には蓋があり、開けると基礎部の内部に出ることができ、巡行中に鉾の乗り降りをする急用ができた際に使われる。屋根にも穴が開けられており、屋根方の乗り降りに使われる。
いずれも前祭の長刀鉾・函谷鉾・鶏鉾・月鉾・菊水鉾・放下鉾がこれに該当する。

### 曳山（）
鉾同様に車輪を付け綱で引いて動かし、鉾のように囃子方も乗せている。鉾との最大の違いは屋根の上に舁山同様に真松を立てていることである。後祭の曳山の松には木彫の鳥が取り付けられる。
初期の曳山には屋根がなく、大きめの舁山に車輪が付いているような形で、山の上は舁山と同じように御神体人形に因む一場面を見せる趣向であった。
囃子方を雨や夏の日差しから守るため、簡略な日除けを設けていたが、寛政年間（1789年 - 1801年）に、岩戸山が鉾と同形の屋根付きに改造されたのをきっかけに、他の曳山も次々と屋根付きに改造された。現在の曳山は鉾同様の姿であるが、巡行中に鉾のように稚児人形を乗せず、御神体人形を乗員搭乗部に乗せている。岩戸山は屋根の上にも御神体人形を安置する。
前祭の岩戸山、後祭の北観音山・南観音山・鷹山がこれに該当する。

### 船鉾（）
鉾というが真木を立てない点で他の鉾と一線を画し、形が船という独特の構造をしている。独特な形の複雑な屋根を持つ。巡行中は鉾上に御神体人形を安置するところは鉾よりも曳山に近いが、真松を持たないので「山」ではない。分類では、「屋台」として分けられている。船体軸部の縦横方向にX状に交差した二重の桔木（はねぎ）を設けて衝撃を吸収し、巡行中の変形・転倒を防ぐ合理的な構造になっている。江戸時代前半までは長い帆柱を立てたといわれ、今はその代わりとなる竿に吹き流しをつけ、船尾に神紋を染め抜いた旗を掲げる。
前祭の船鉾、後祭の大船鉾がこれに該当する。

### 傘鉾（）
踊りの列や囃子方を有し、それらが大きな傘である鉾と一体で歩く行列である。鉾に乗ることはできないが鉾の古い形態といわれる。ただし、綾傘鉾は北観音山の旧台車を譲り受け、1834年（天保5年）から1864年（元治元年）まで「曳鉾」型で巡行に加わっていた時期がある（踊り手は歩行）。また、綾傘鉾には稚児6名も参加するが、長刀鉾の稚児と異なり地上を歩く。
前祭の綾傘鉾・四条傘鉾がこれに該当する。

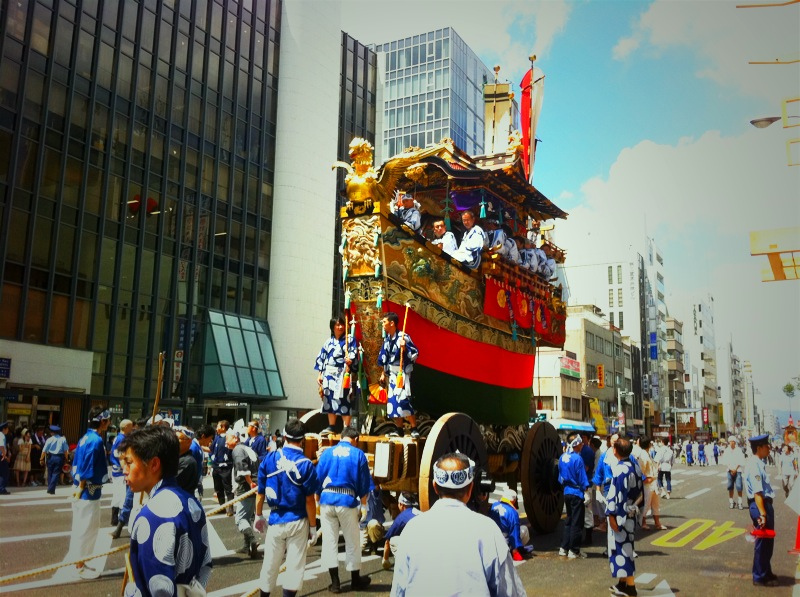
船鉾
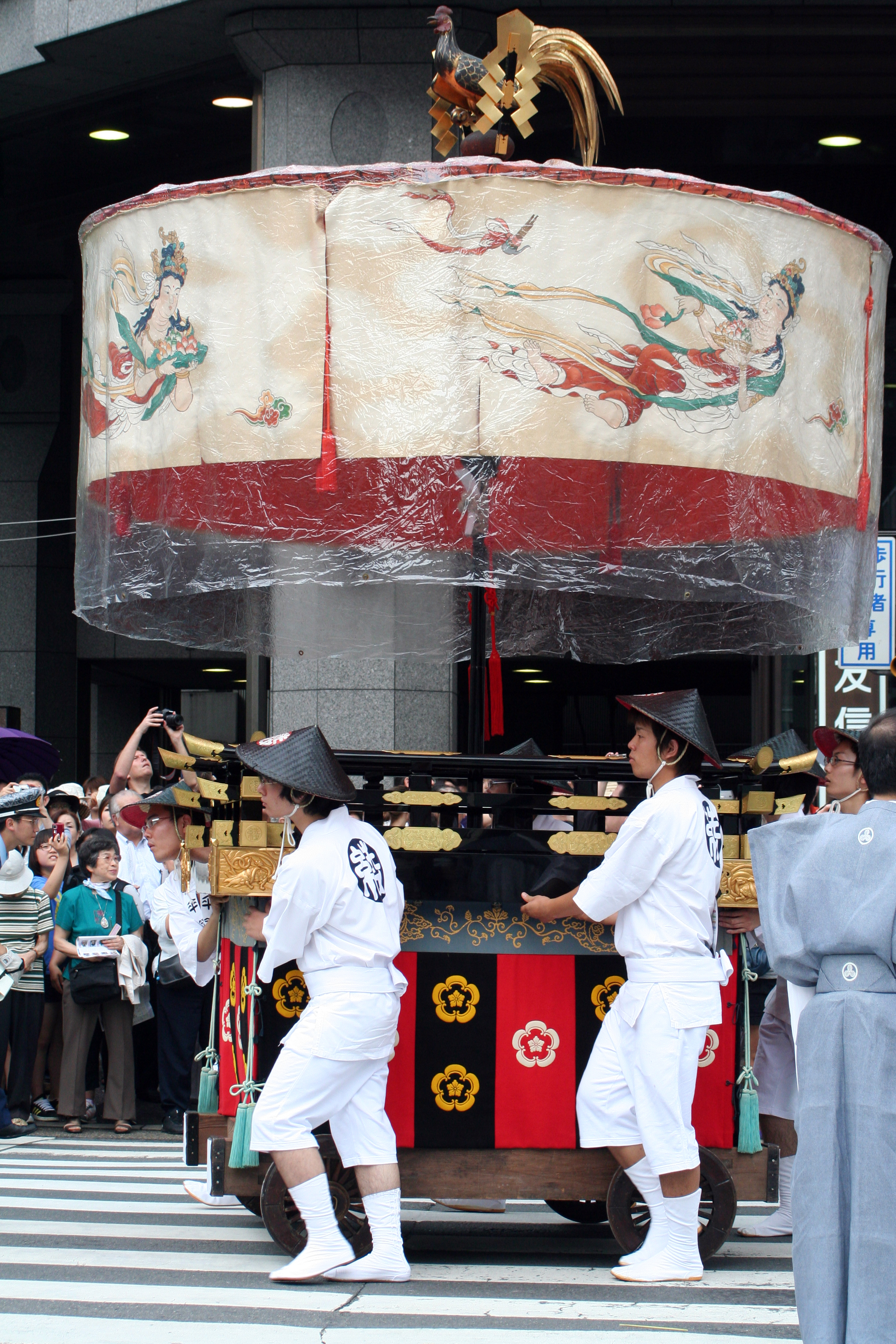
傘鉾の例・綾傘鉾
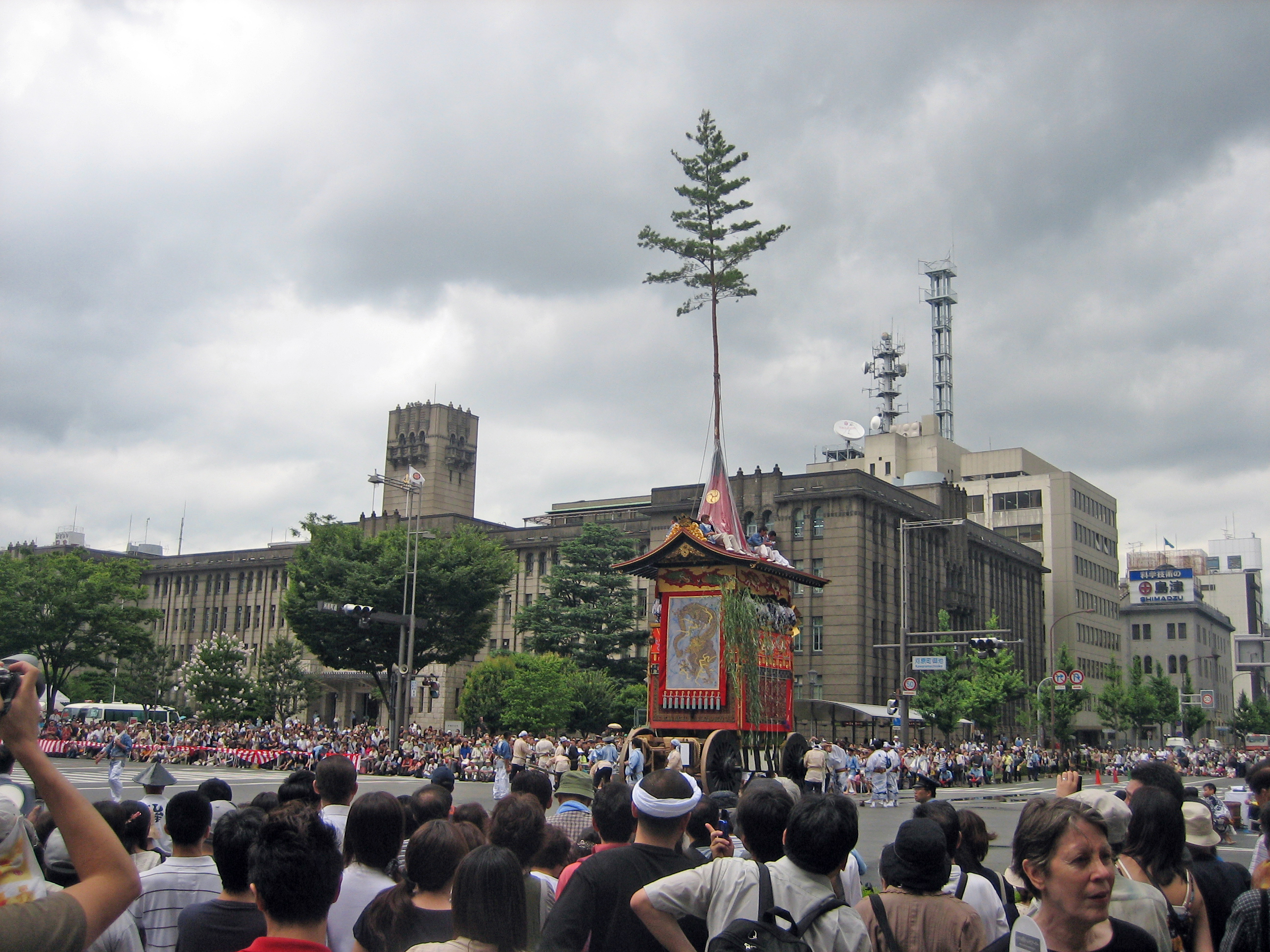
曳山の例・南観音山
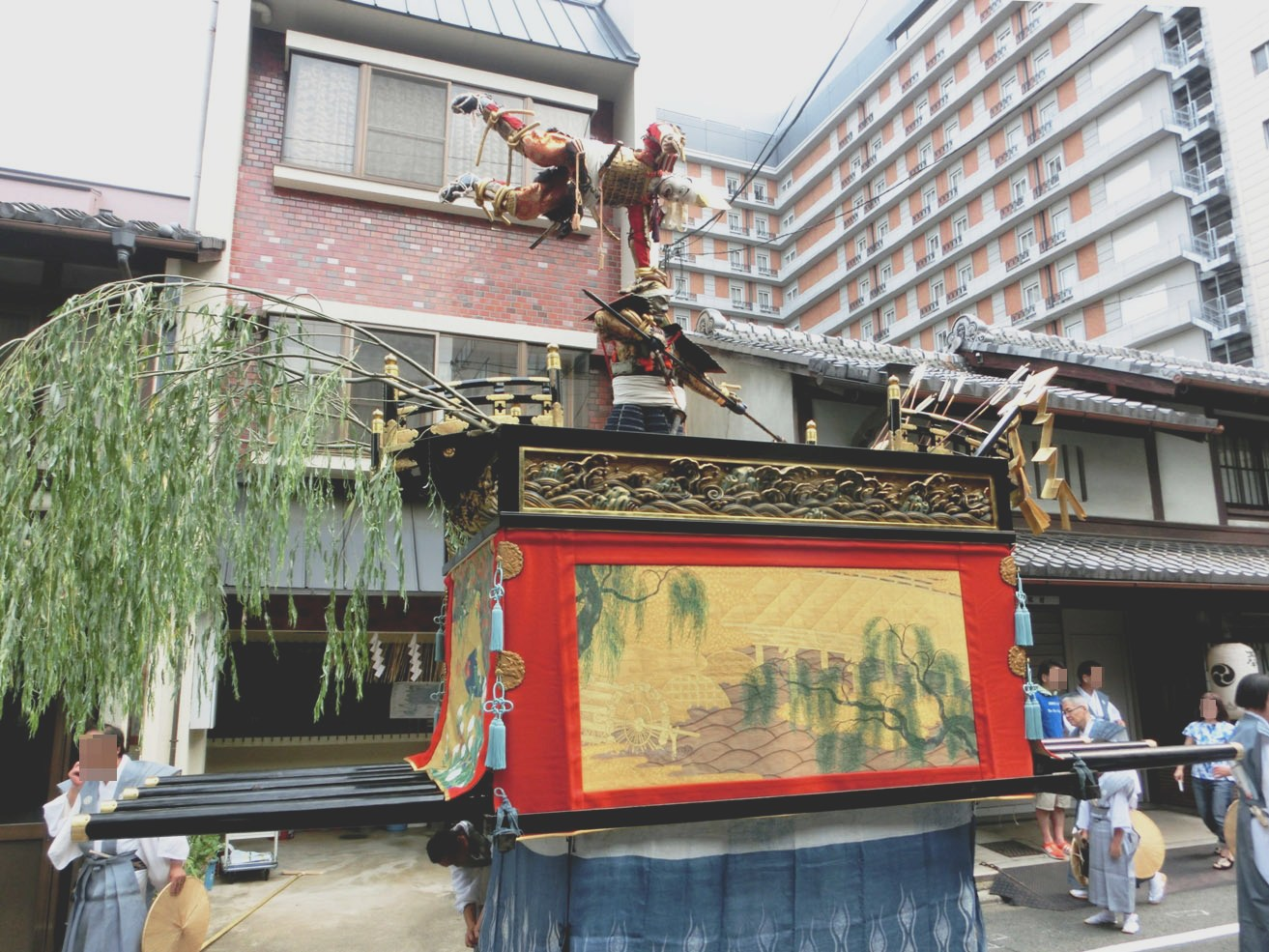
屋台型舁山の例・浄妙山
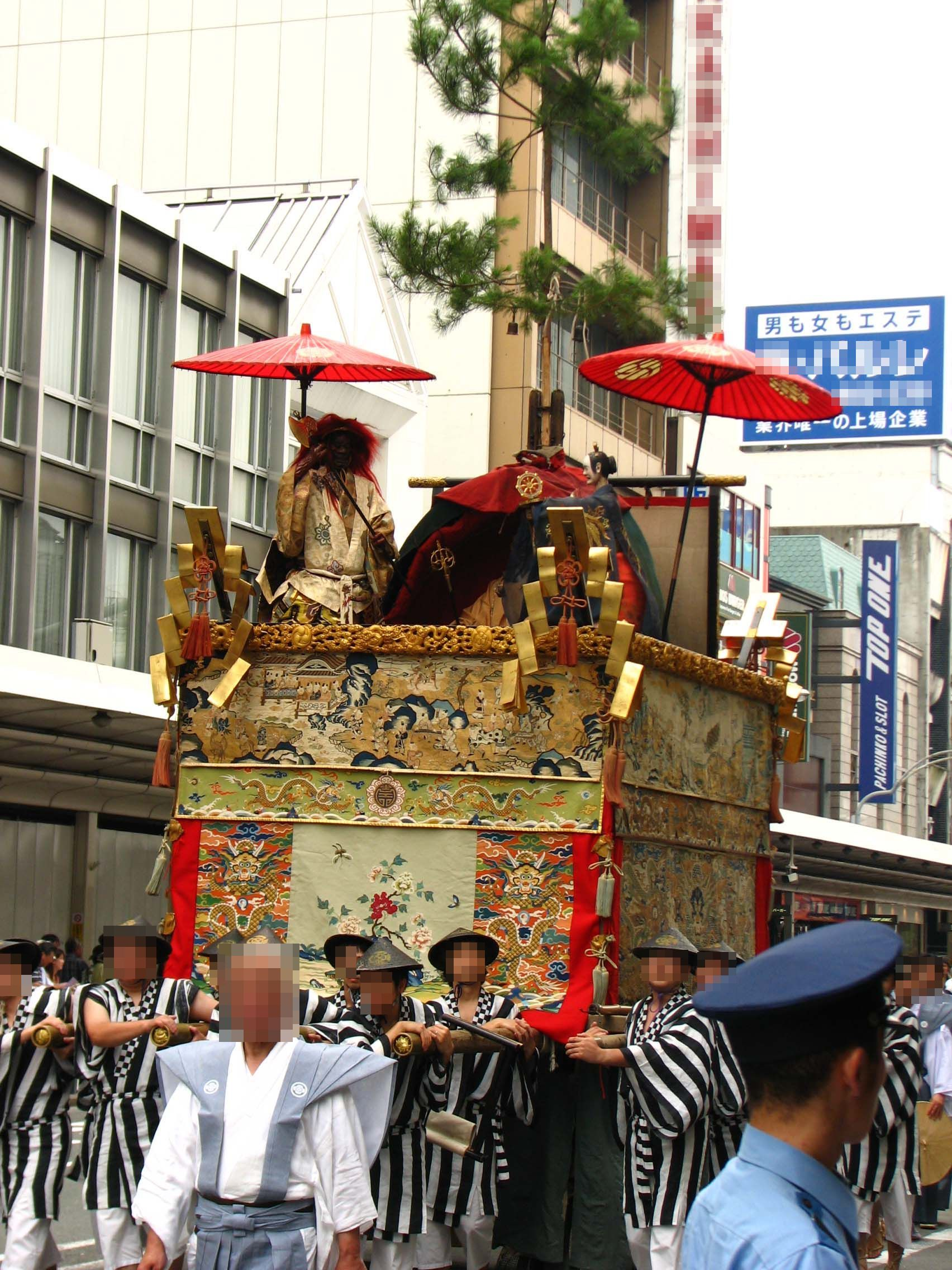
舁山の例・役行者山

### 山鉾一覧
※印は、くじ取らず。

#### 前祭
舁山
- 保昌山（ほうしょうやま）/東洞院松原上ル燈籠町。別名“花盗人山”。平井保昌が和泉式部のために紫宸殿の紅梅を手折り恋を叶えた伝説に因む。縁結びのお守りを授与する。

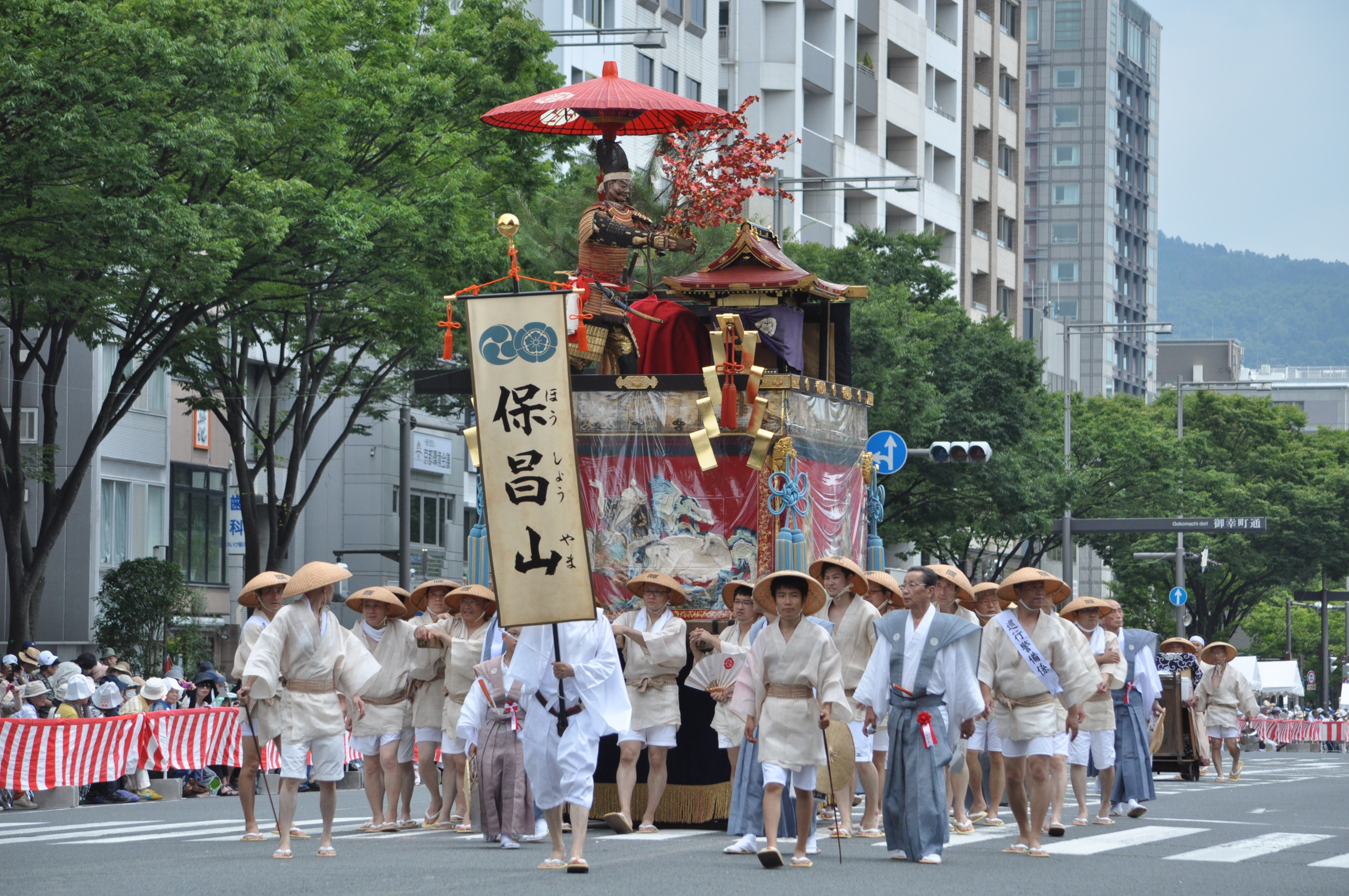
保昌山（2017年7月17日撮影）
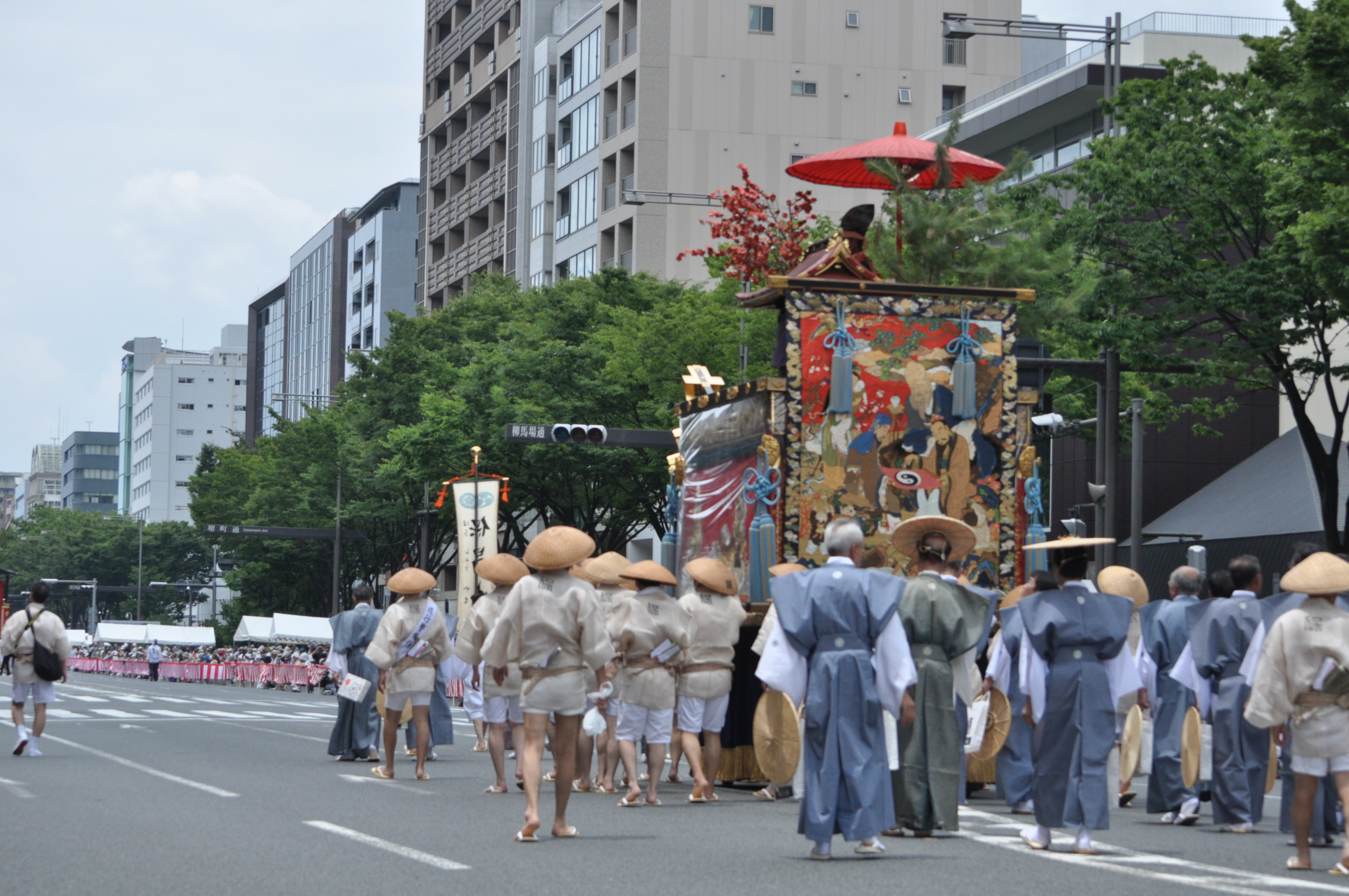
保昌山（2017年7月17日撮影）

- 孟宗山（もうそうやま）/烏丸四条上ル笋町。別名“筍山”。二十四孝に取材。孟宗が病気の母を想う一心で季節外れの筍を掘り当てた場面を表す。積雪の演出が特徴。

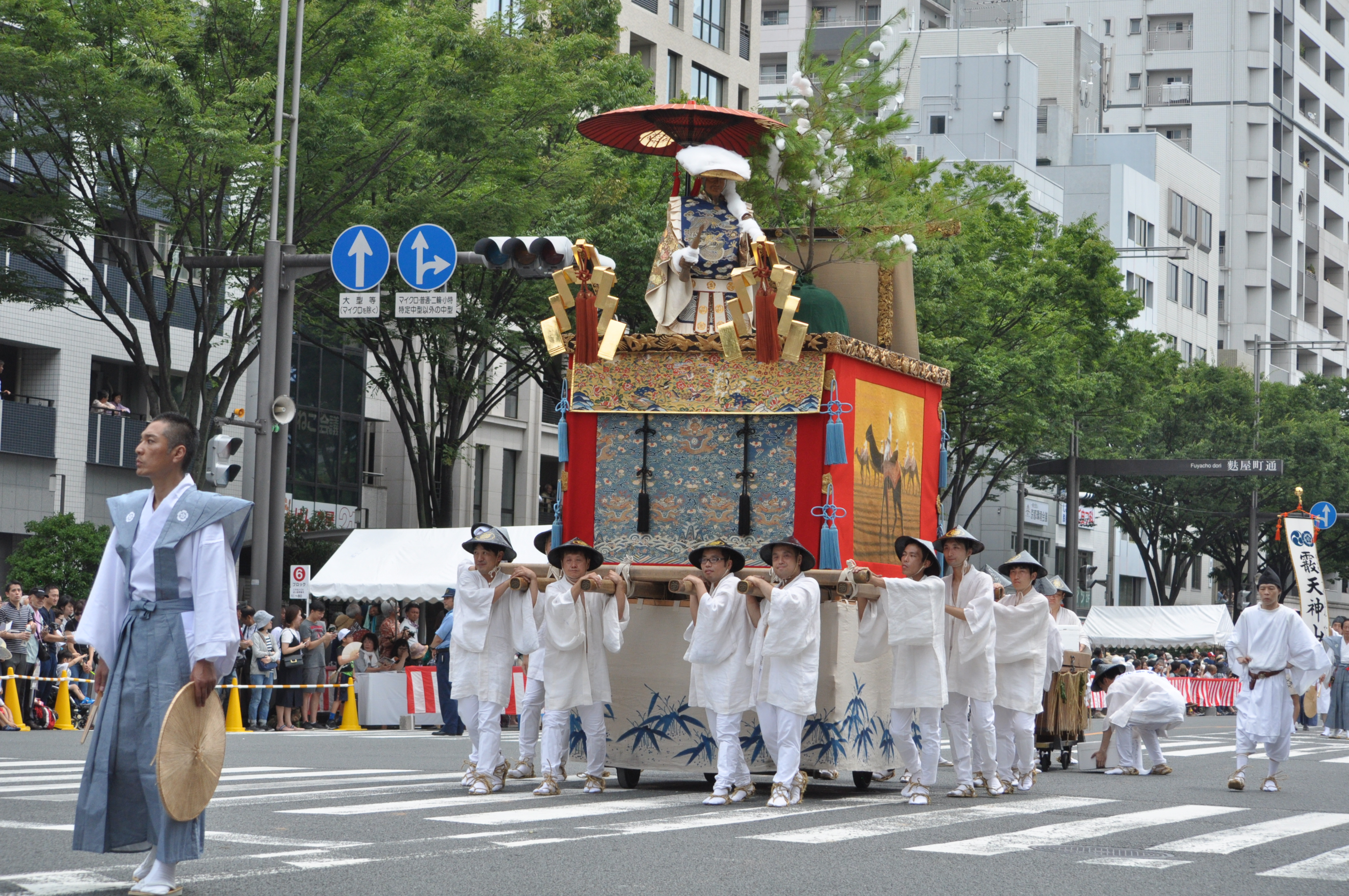
孟宗山（2017年7月17日撮影）
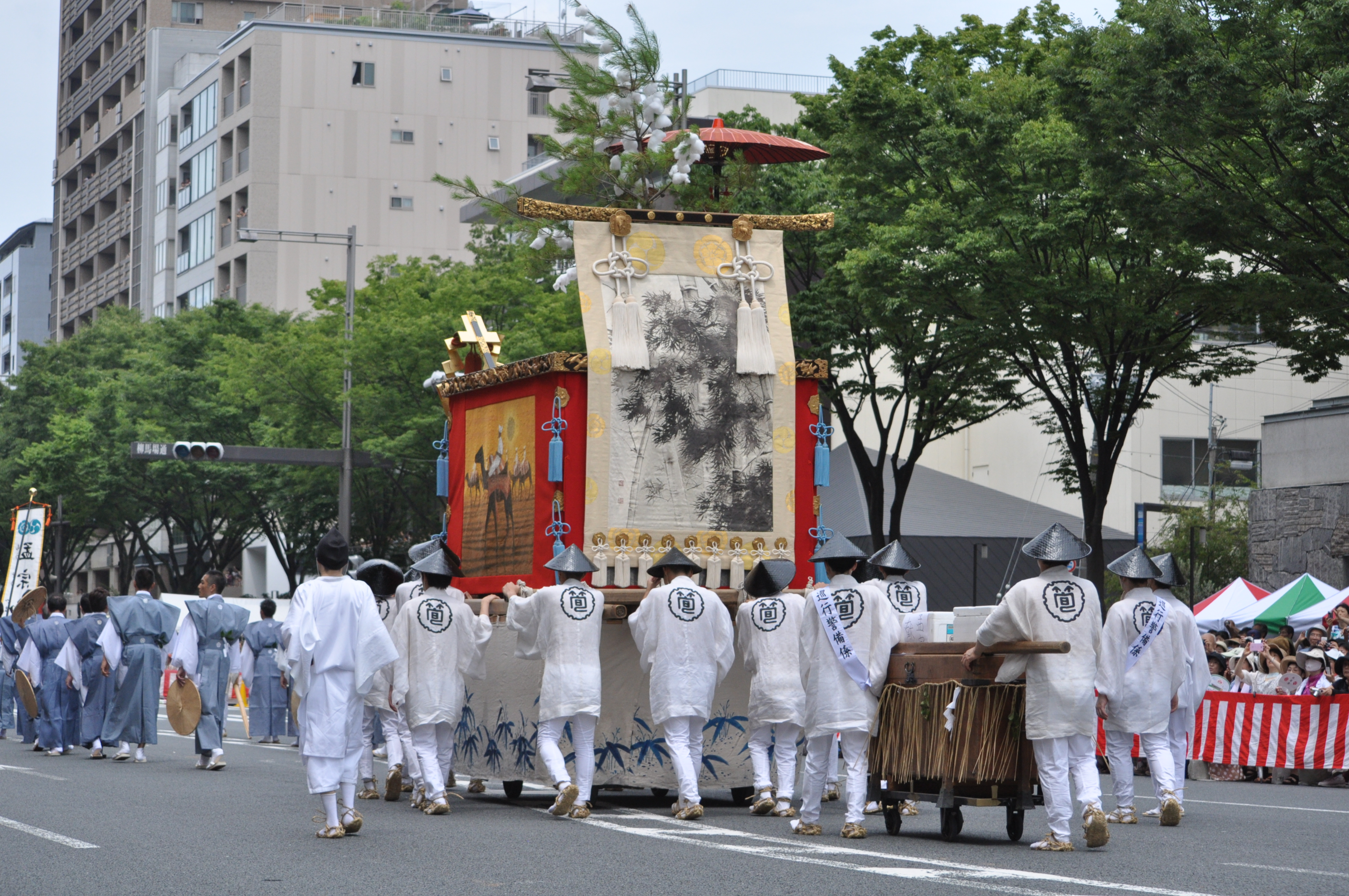
孟宗山（2017年7月17日撮影）

- 占出山（うらでやま）/錦小路室町東入ル占出山町。別名“鮎釣り山”。神功皇后が肥前国松浦で鮎を釣って戦勝を占った故事に因む。安産のお守り・腹帯を授与。巡行順が早いとその年のお産が軽いという。明治までは「あいわい山」と呼ばれており、町衆に人気の山鉾だったことが窺われる[32]。

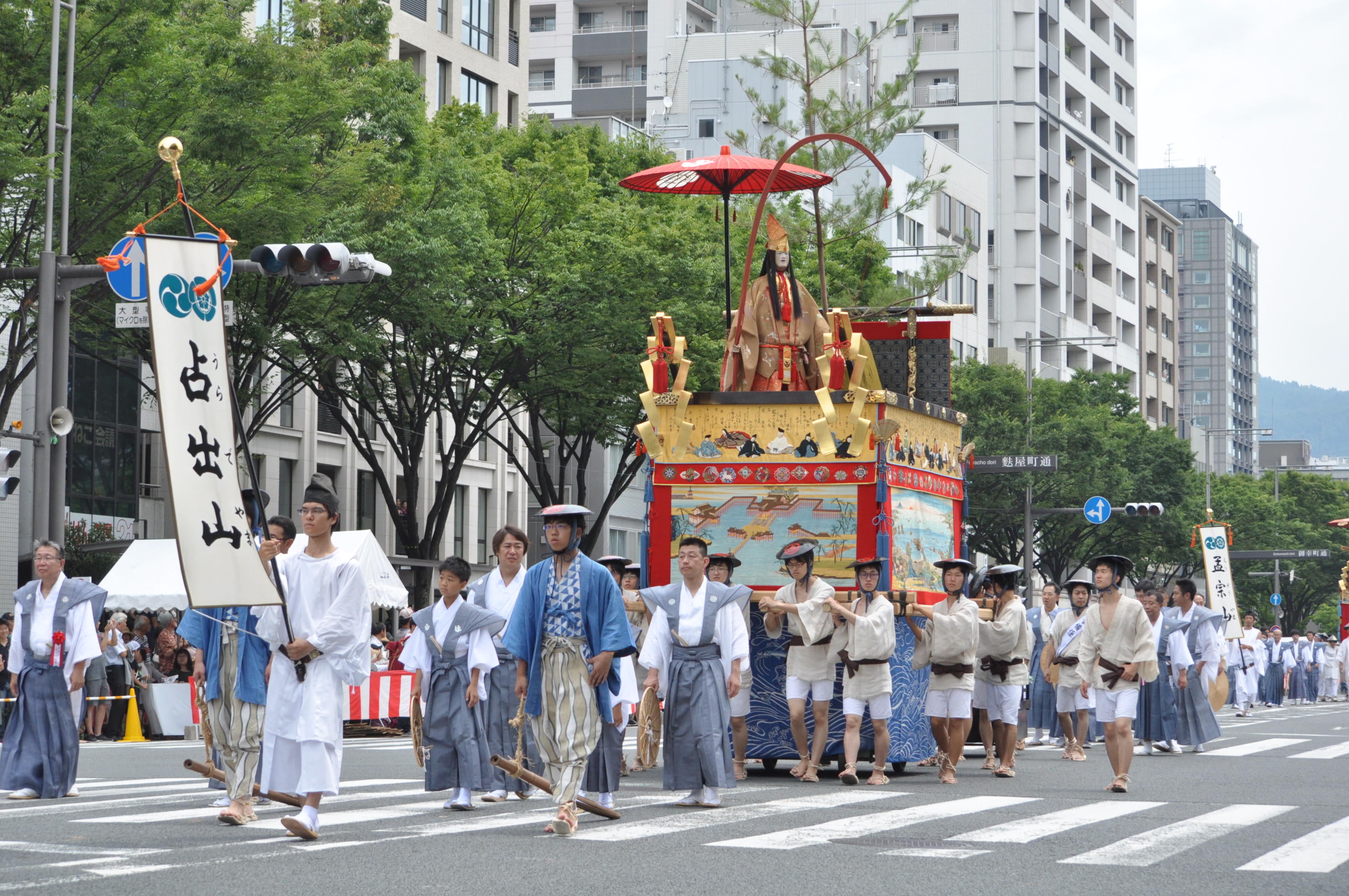
占出山（2017年7月17日撮影）
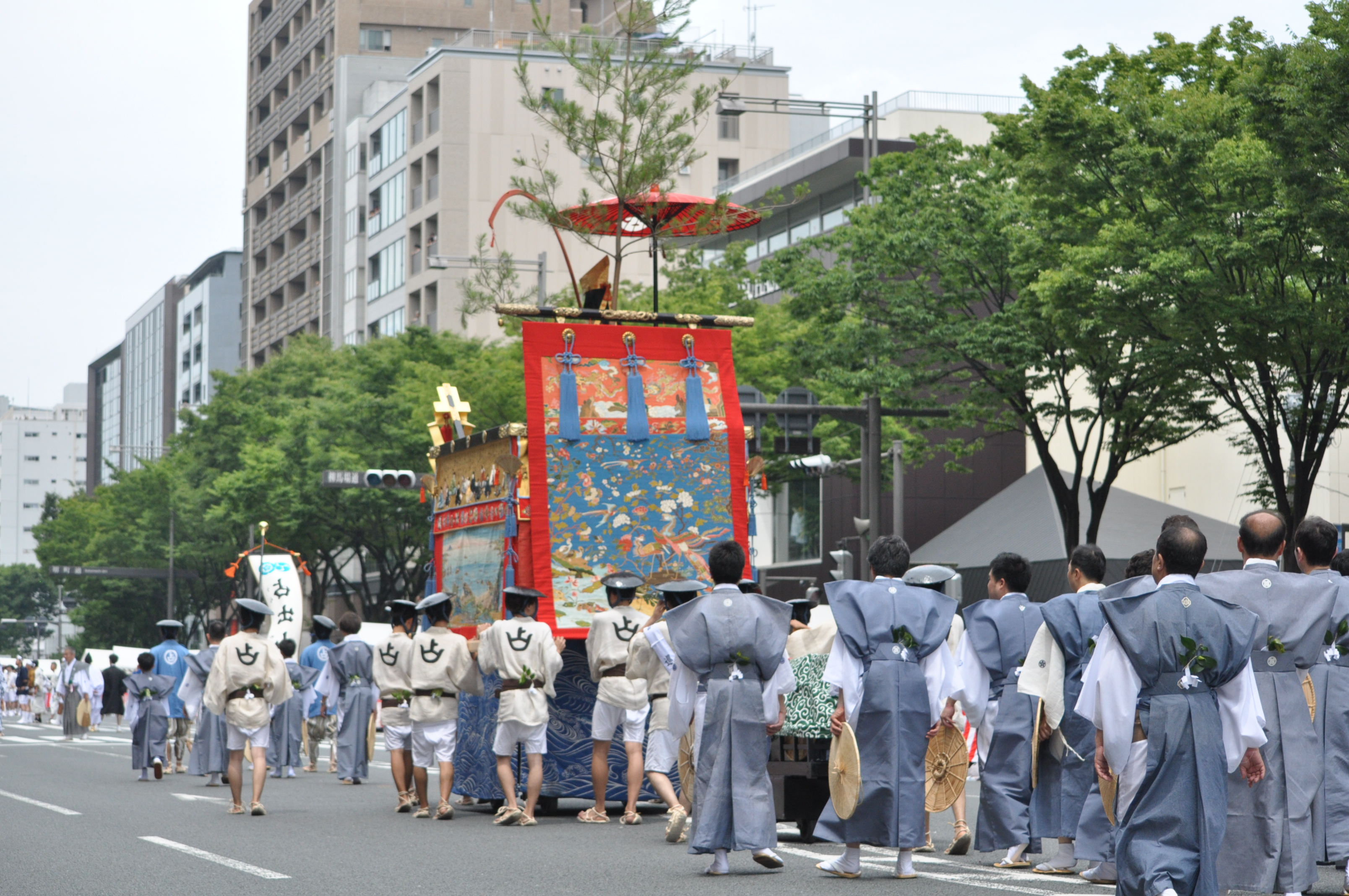
占出山（2017年7月17日撮影）

- 山伏山（やまぶしやま）/室町蛸薬師下ル山伏山町。地震で罹災した八坂の塔法観寺の傾きを直すべく大峰入りする浄蔵貴所がご神体。宵山には聖護院の山伏や六角堂の法印らが巡拝に訪れる。旧菊水鉾の懸装品の寄贈を受け、使用されている。雷除け、学業の御利益がある。

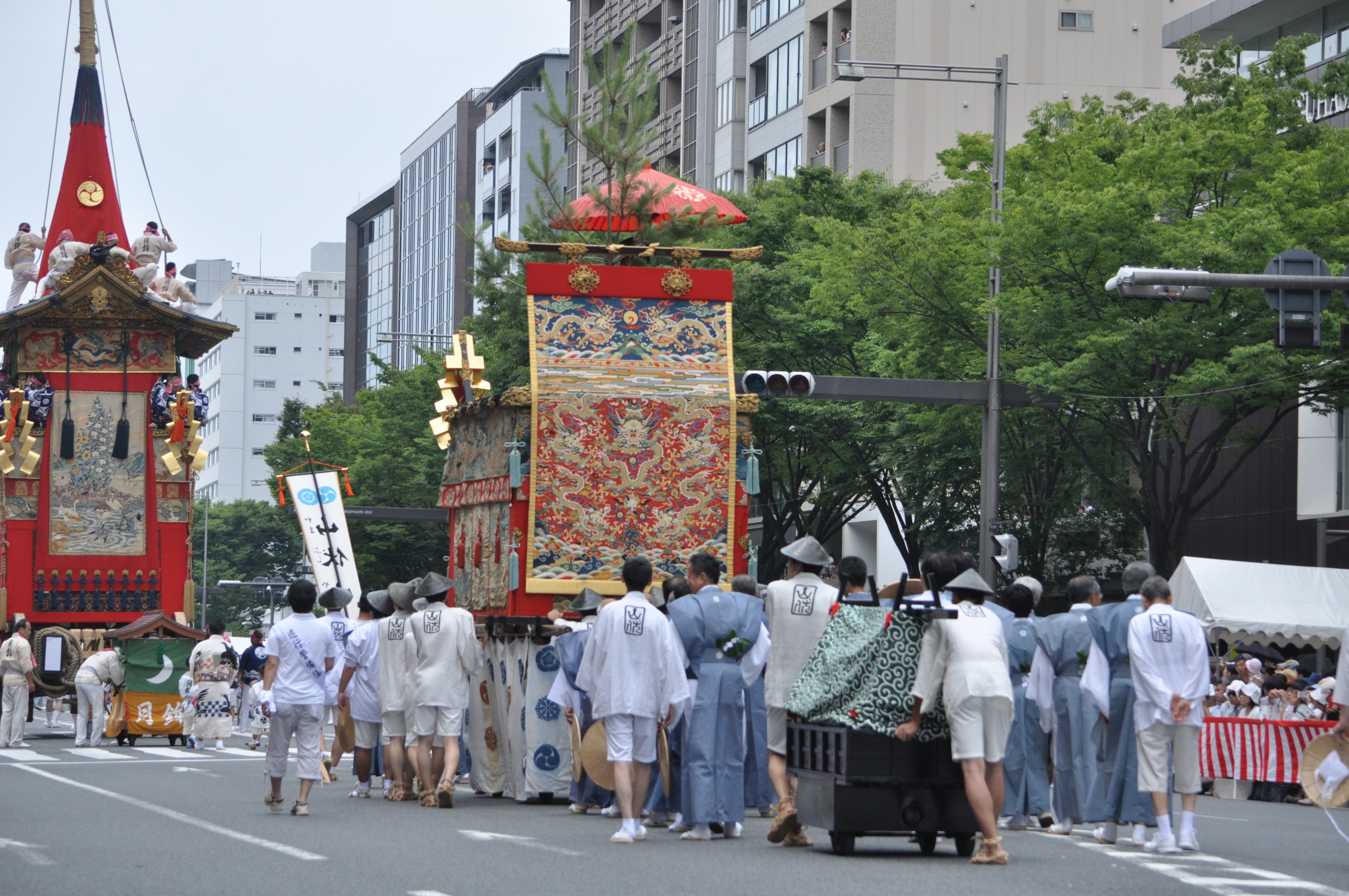
山伏山（2017年7月17日撮影）

- 霰天神山（あられてんじんやま）/錦小路室町西入ル天神山町。永正年間（1504年〜1520年）の大火の際、霰が降って鎮火した時、霰と共に降ってきた天神像を祀る。雷除け・火除けのお守りを授与し、自らも多くの大火で無傷だった山。お守りを売る時に歌う童歌の元祖の山といわれる。25年ごとに「半万燈祭」を開催。

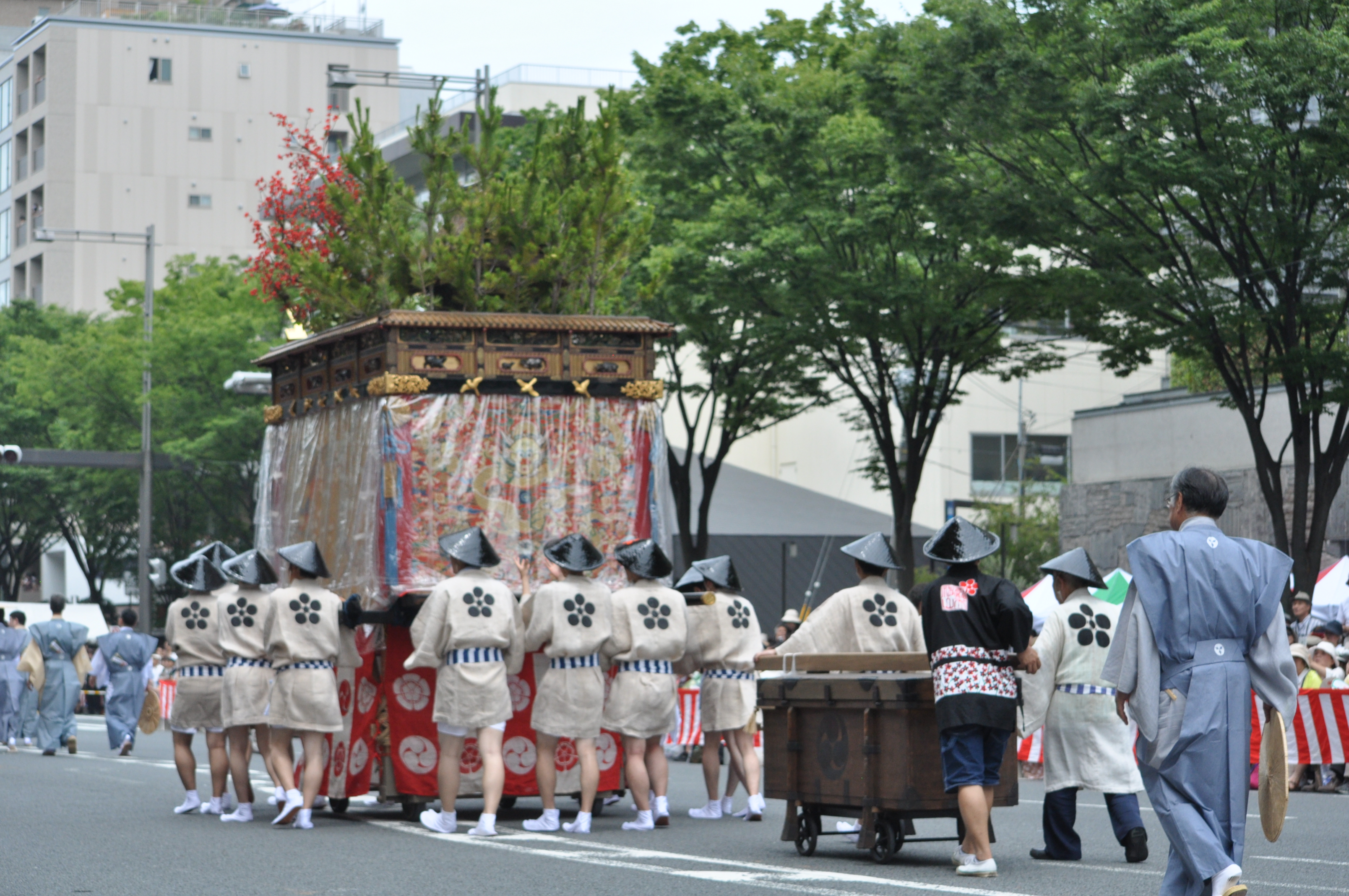
霰天神山（2017年7月17日撮影）

- 郭巨山（かっきょやま）/四条西洞院東入ル郭巨山町。別名“釜掘り山”。二十四孝に取材。郭巨と童子が黄金の釜を掘り当てた場面を表す。舁山で唯一屋根をかけるのが特徴。金運・乳の出の御利益がある。

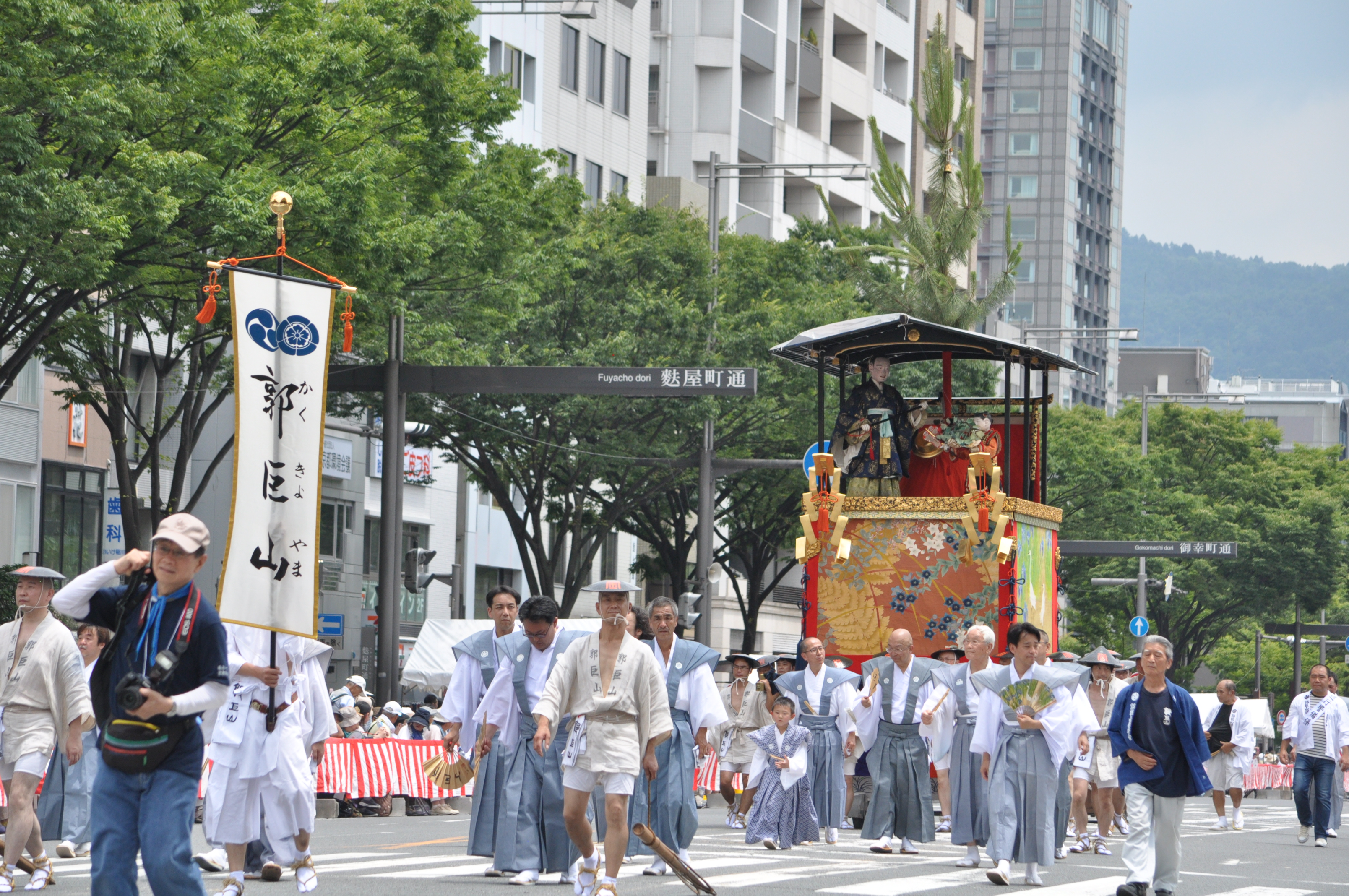
郭巨山（2017年7月17日撮影）
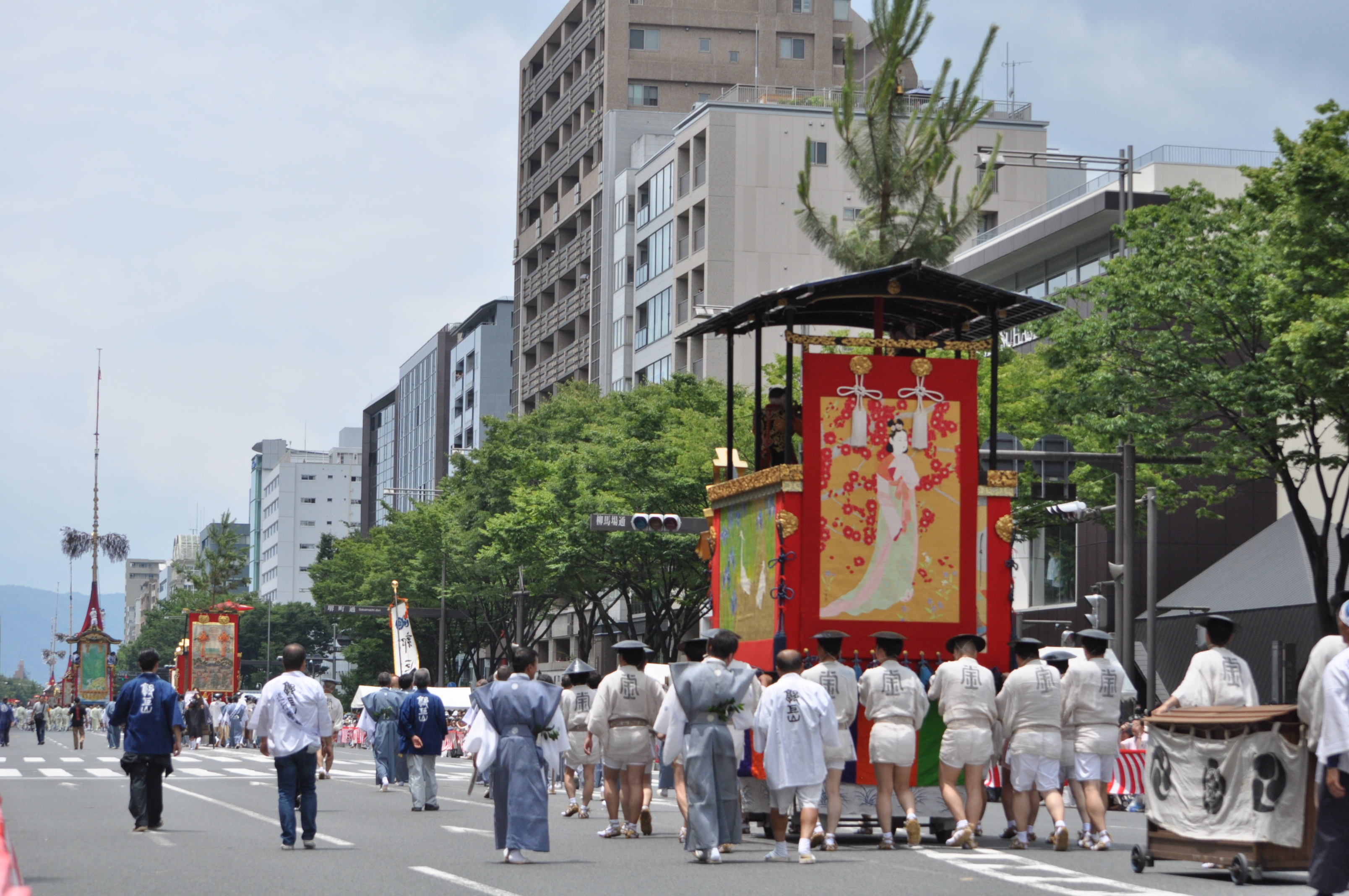
郭巨山（2017年7月17日撮影）

- 伯牙山（はくがやま）/綾小路新町西入ル矢田町。別名“琴破（ことわり）山”。真の友を失い悲しむ伯牙が愛用の琴を壊すべく斧を構える場面。芸能の守護神。

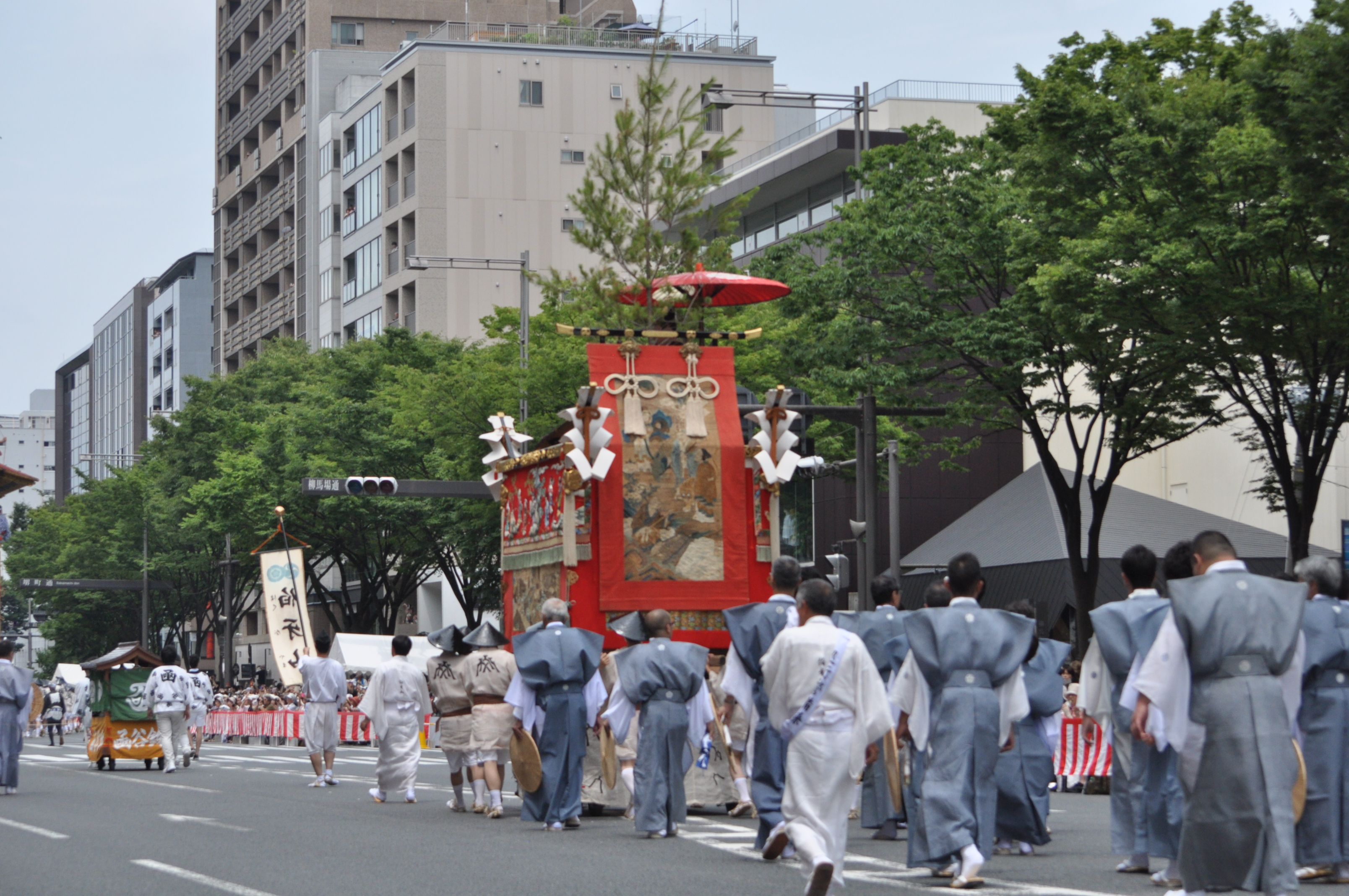
伯牙山（2017年7月17日撮影）

- 芦刈山（あしかりやま）/綾小路西洞院西入ル芦刈山町。謡曲『芦刈』に因み、老翁が芦を刈る場面を表現。夫婦和合が主題。御神体の旧装束「綾地締切蝶牡丹文片身替小袖」は山鉾最古の衣裳で重要文化財に指定。

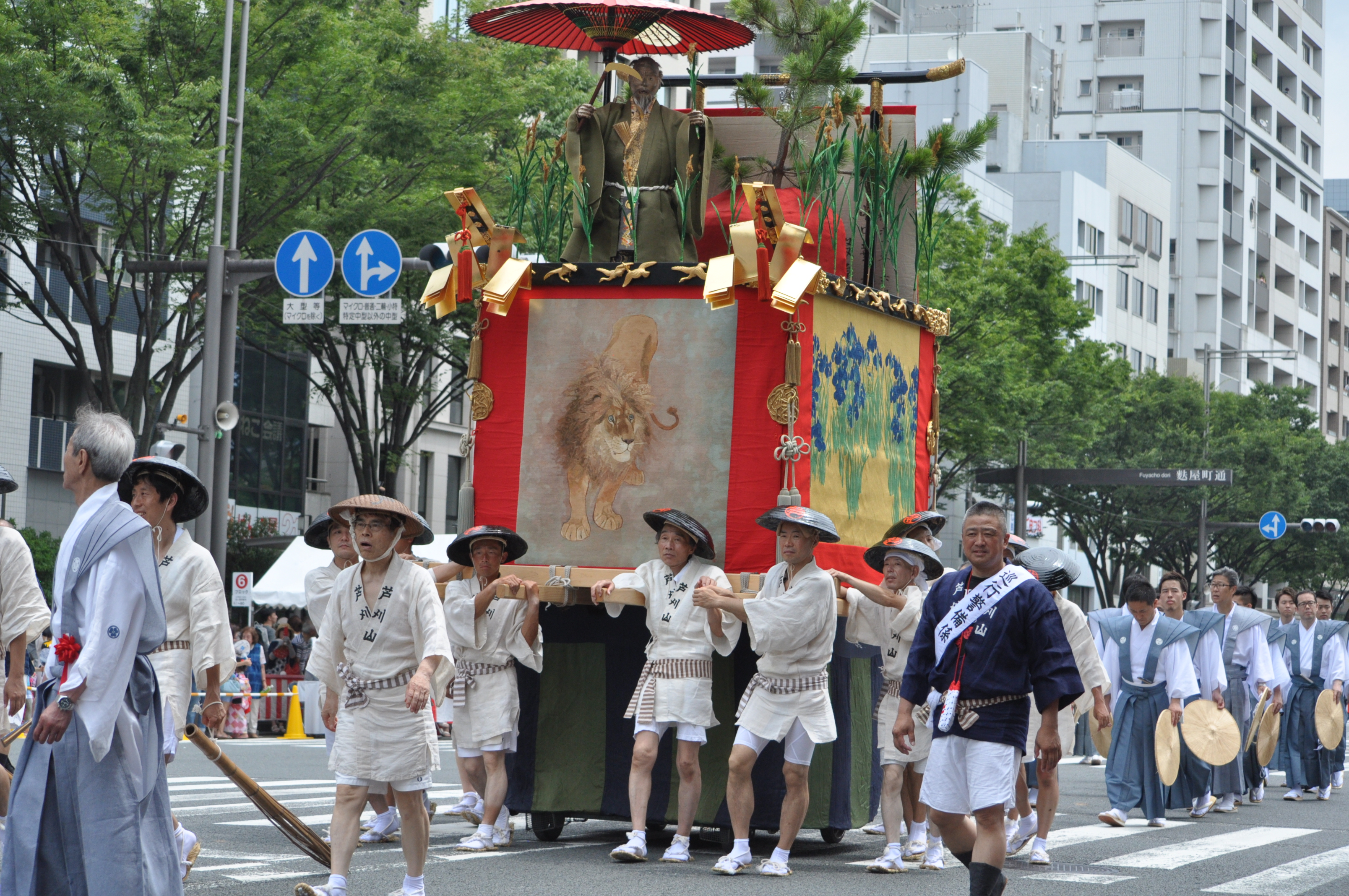
芦刈山（2017年7月17日撮影）
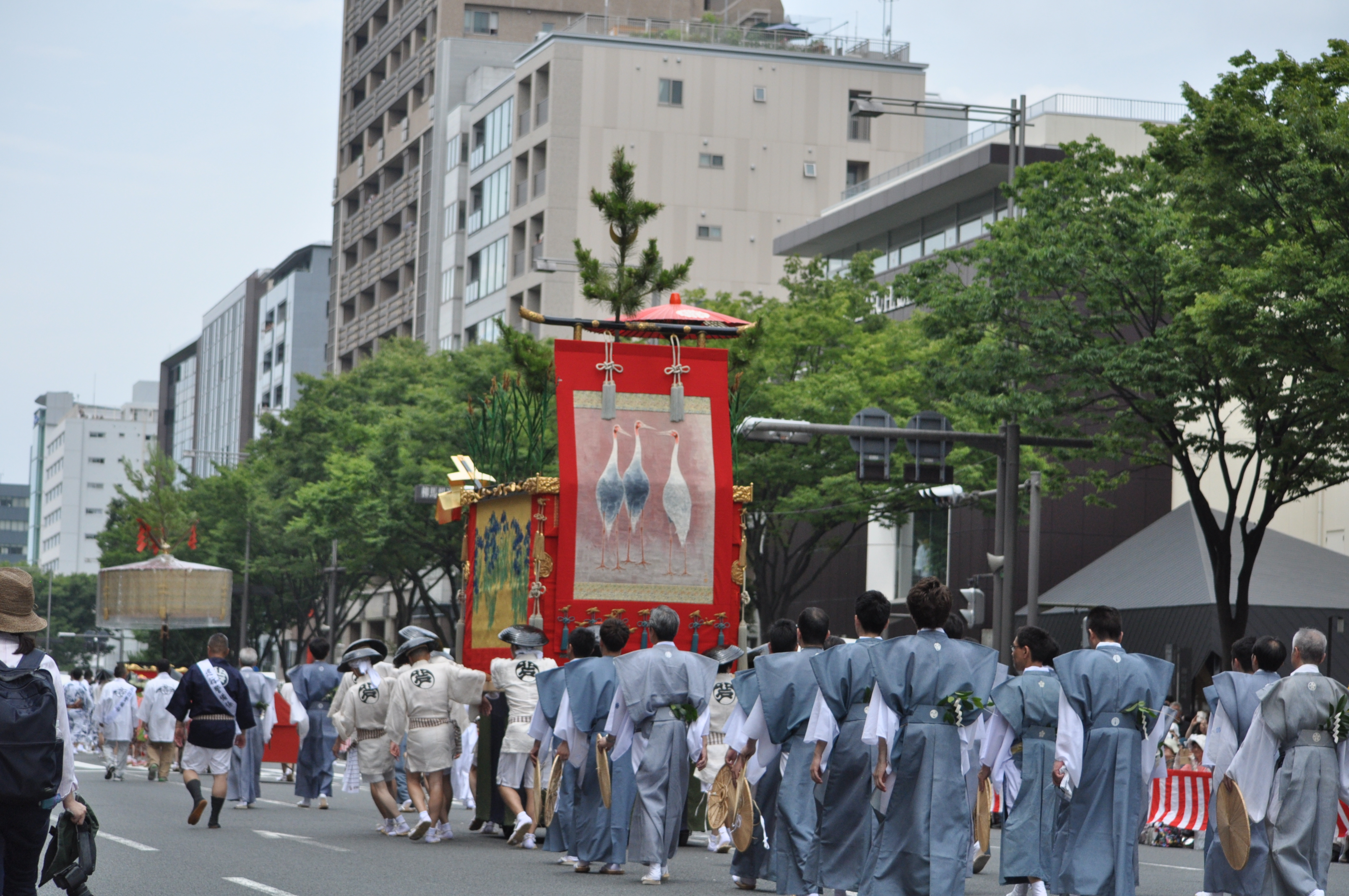
芦刈山（2017年7月17日撮影）

- 油天神山（あぶらてんじんやま）/油小路綾小路下ル風早町。町名に因む鎮守社の神号による。別名“牛天神山”。松のほかに紅梅の枝を立て、鈴をつける。

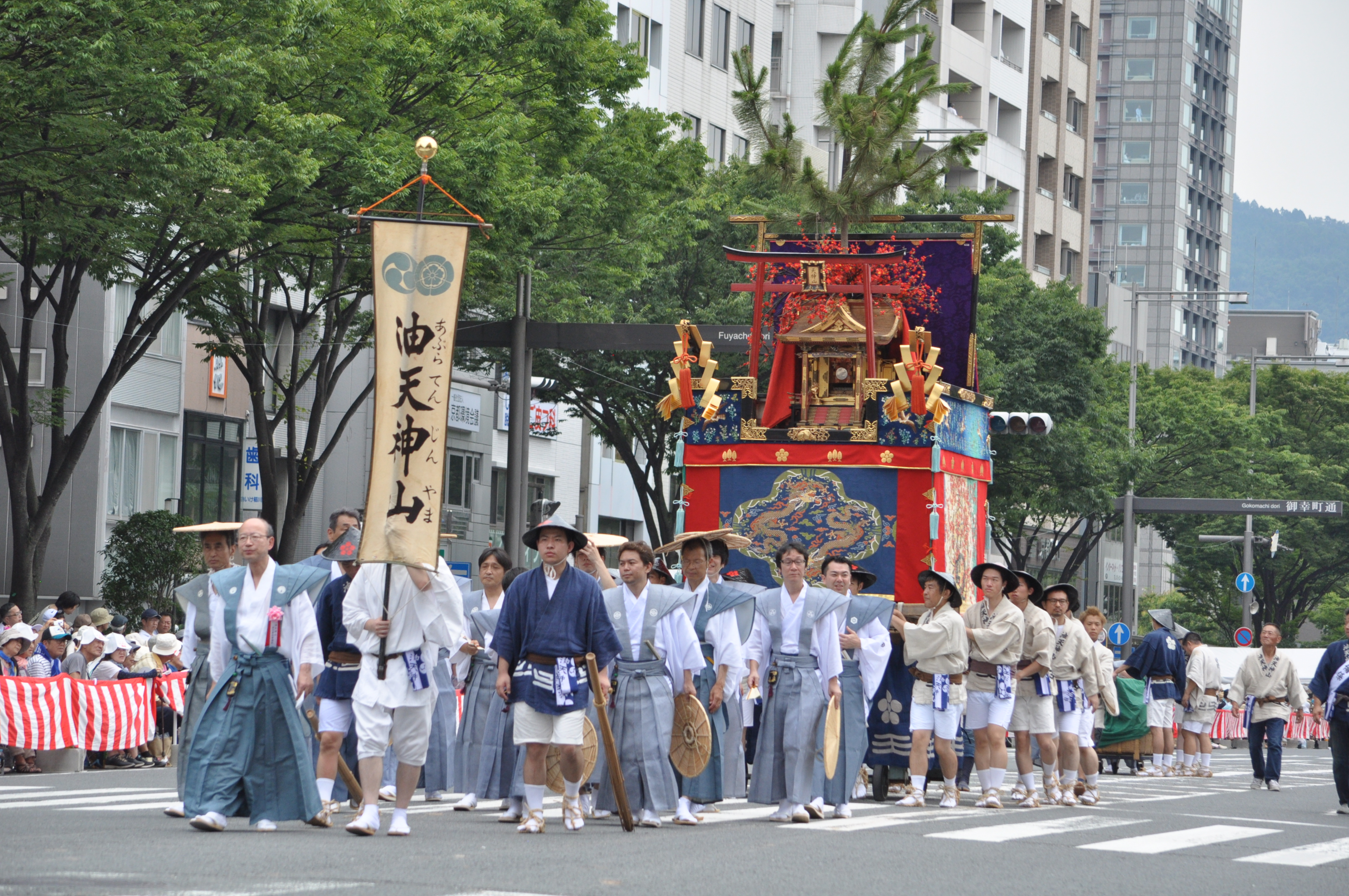
油天神山
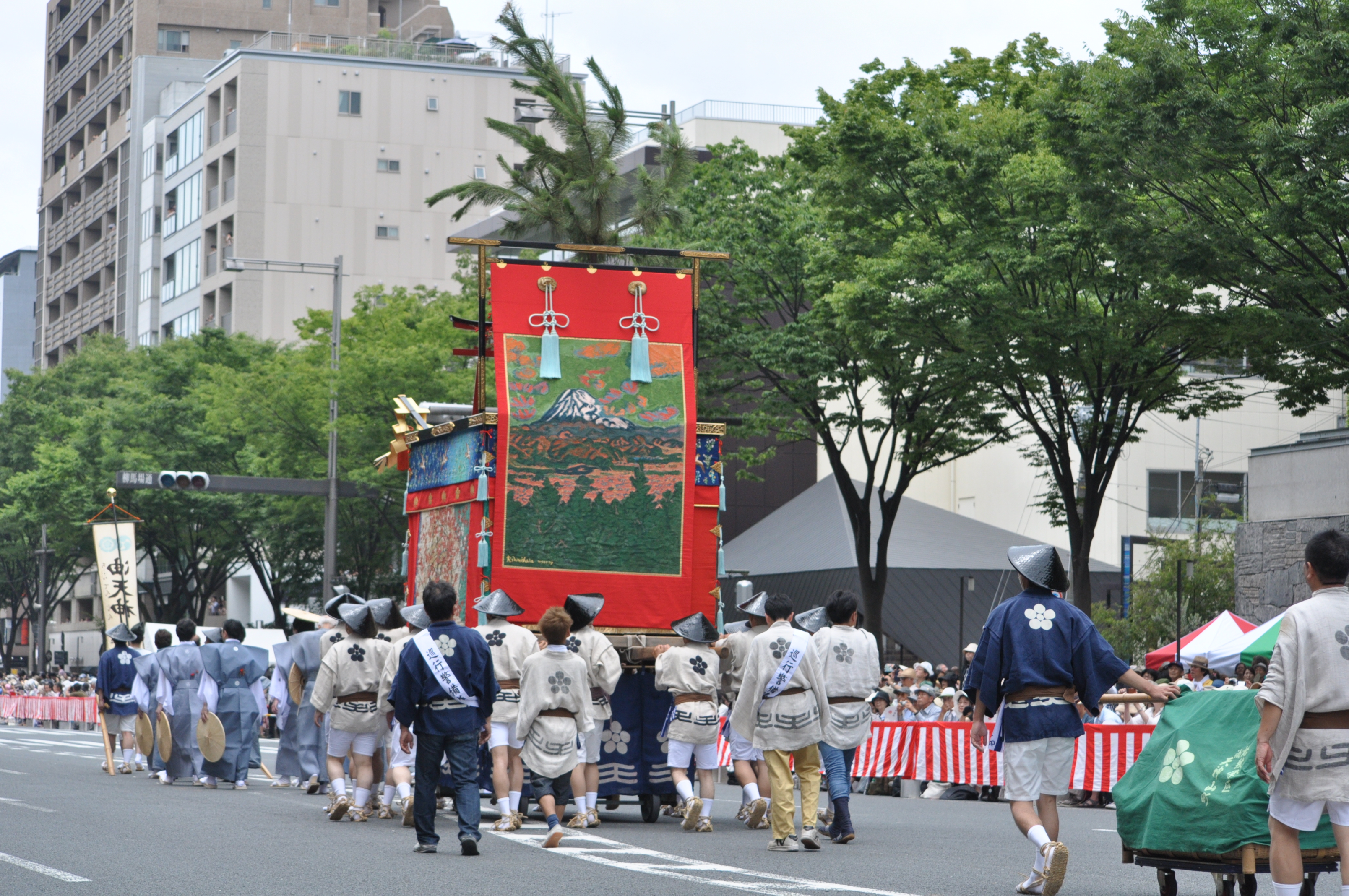
油天神山

- 木賊山（とくさやま）/仏光寺西洞院西入ル木賊山町。謡曲『木賊』に取材。我が子をさらわれた翁が木賊を刈る場面。迷子除けのお守りを授与する。

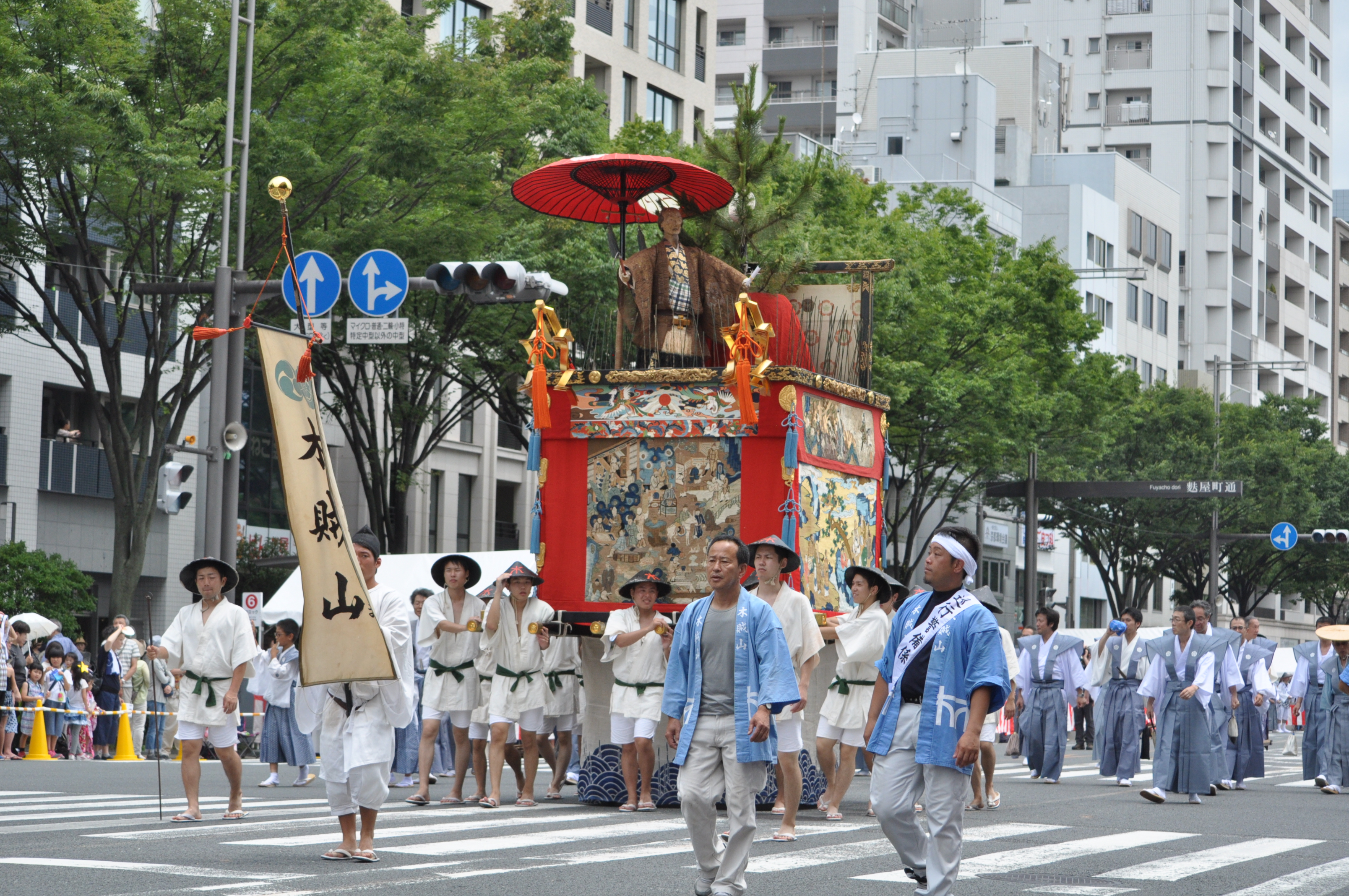
木賊山（2017年7月17日撮影）
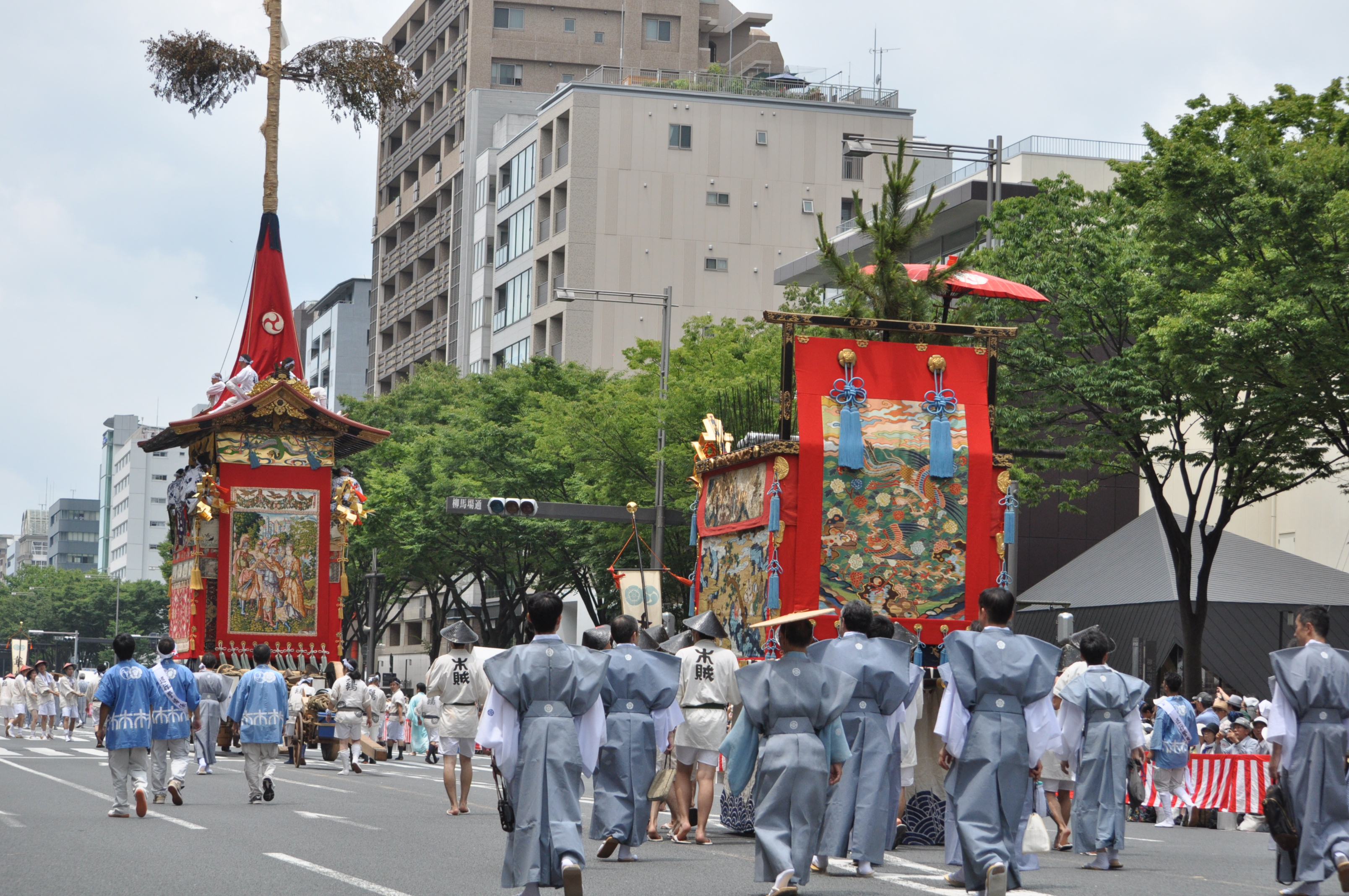
木賊山（2017年7月17日撮影）

- 太子山（たいしやま）/油小路仏光寺下ル太子山町。聖徳太子が四天王寺建立のため良材を探す場面。この山のみ松ではなく杉を立てる。知恵のお守りを授与。

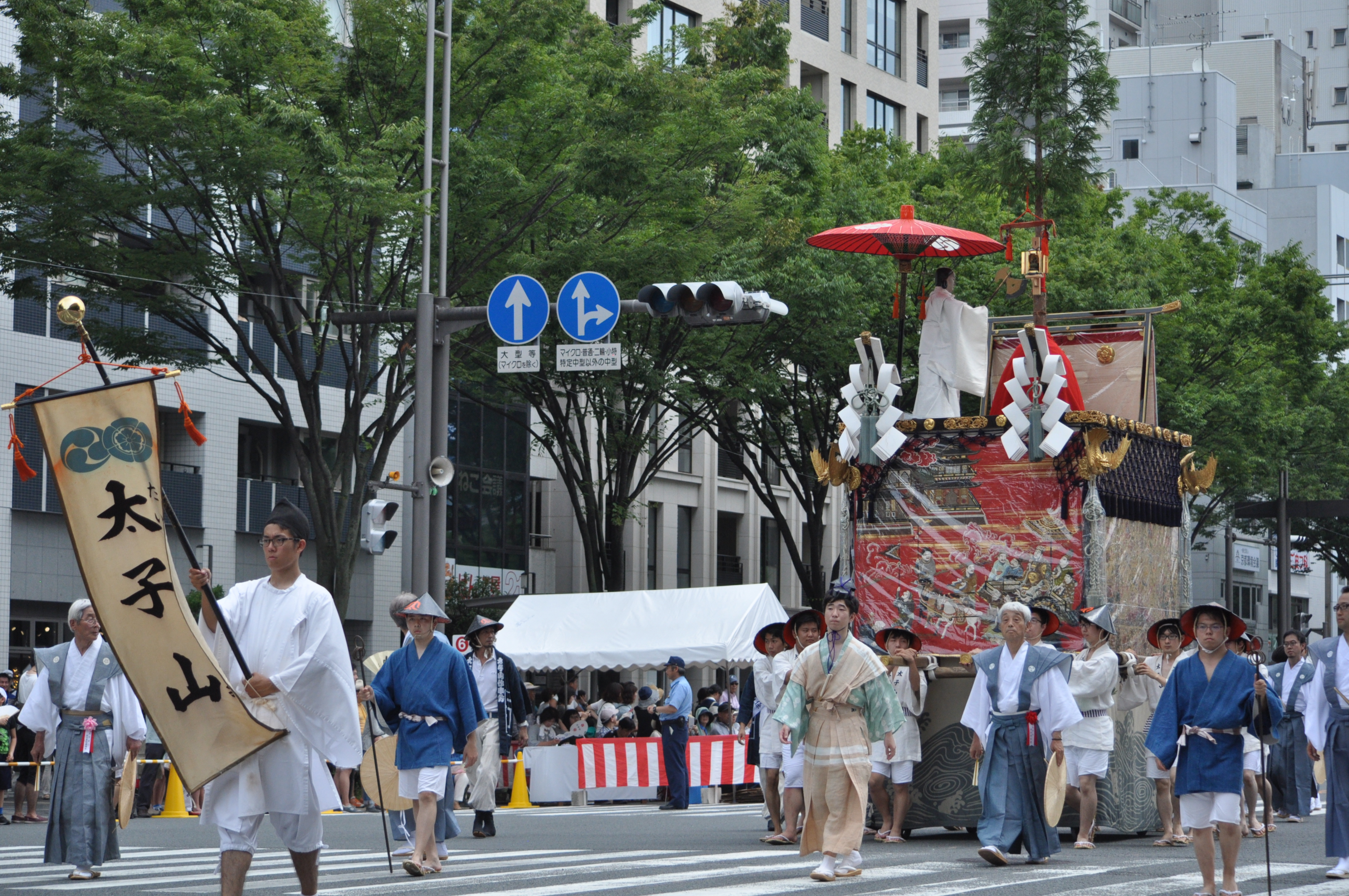
太子山（2017年7月17日撮影）
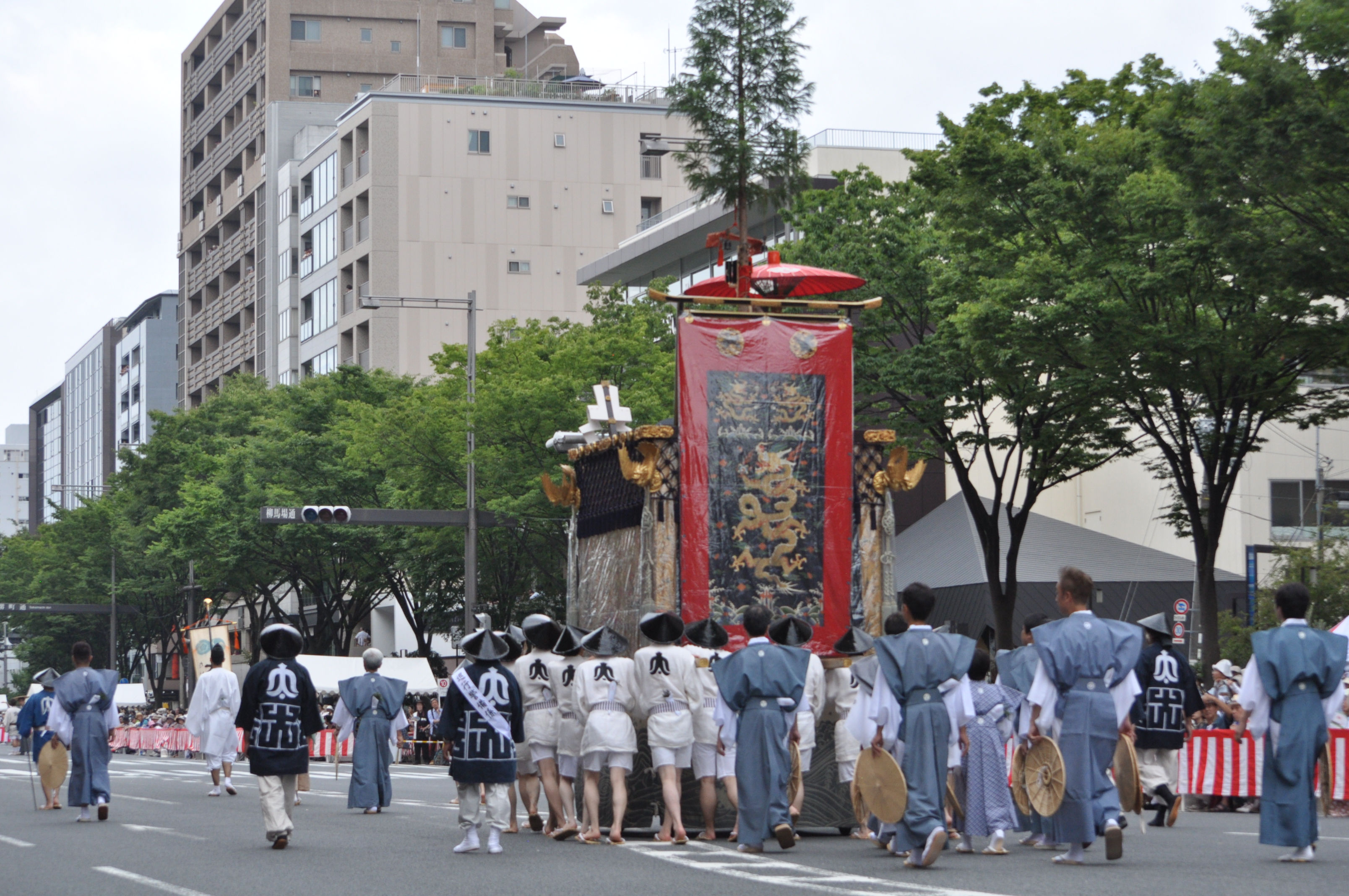
太子山（2017年7月17日撮影）

- 白楽天山（はくらくてんやま）/室町綾小路下ル白楽天町。白居易が樹上の鳥窠道林禅師に仏法の大意を問う場面。学問成就の守護。

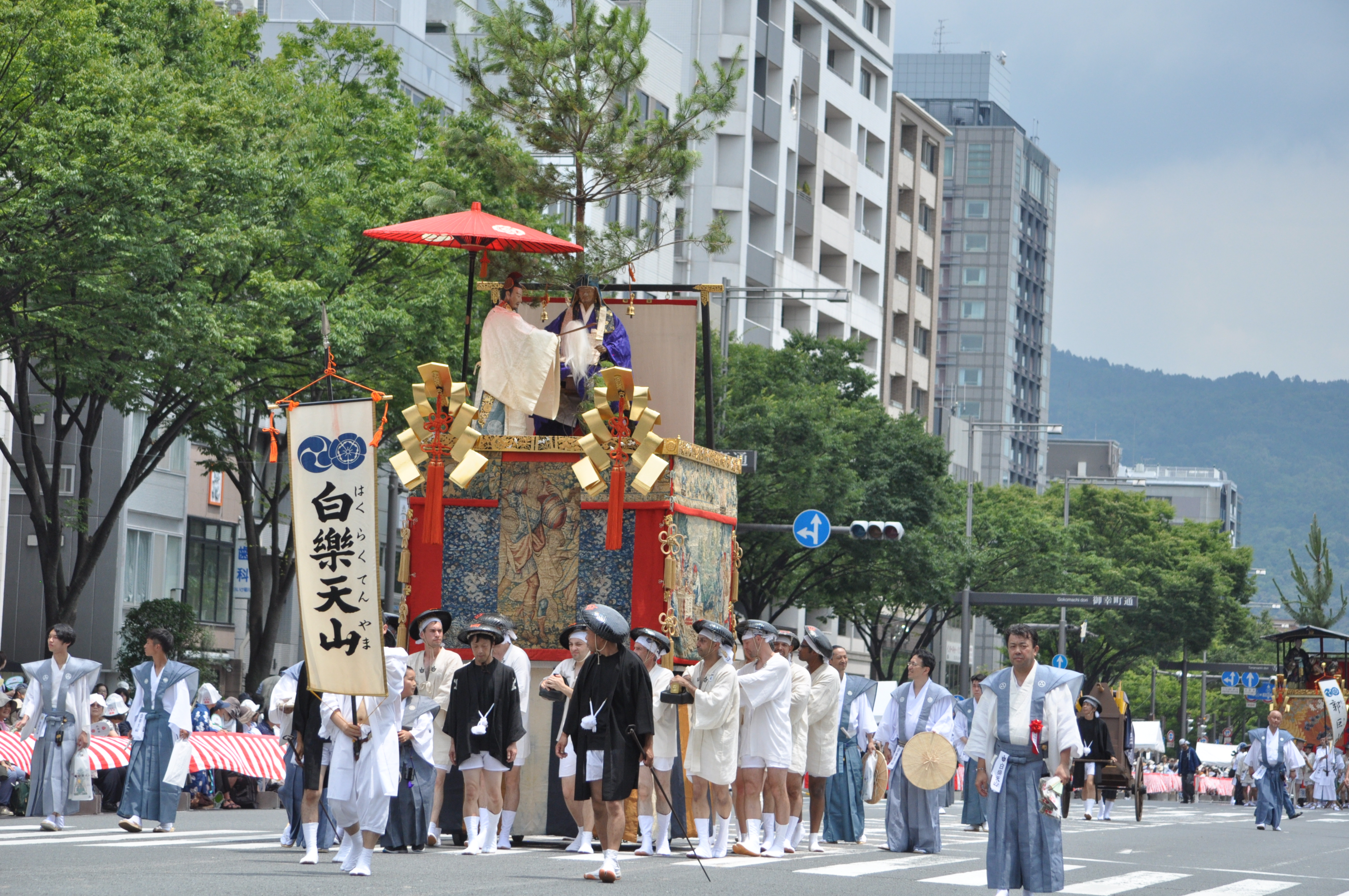
白楽天山（2017年7月17日撮影）
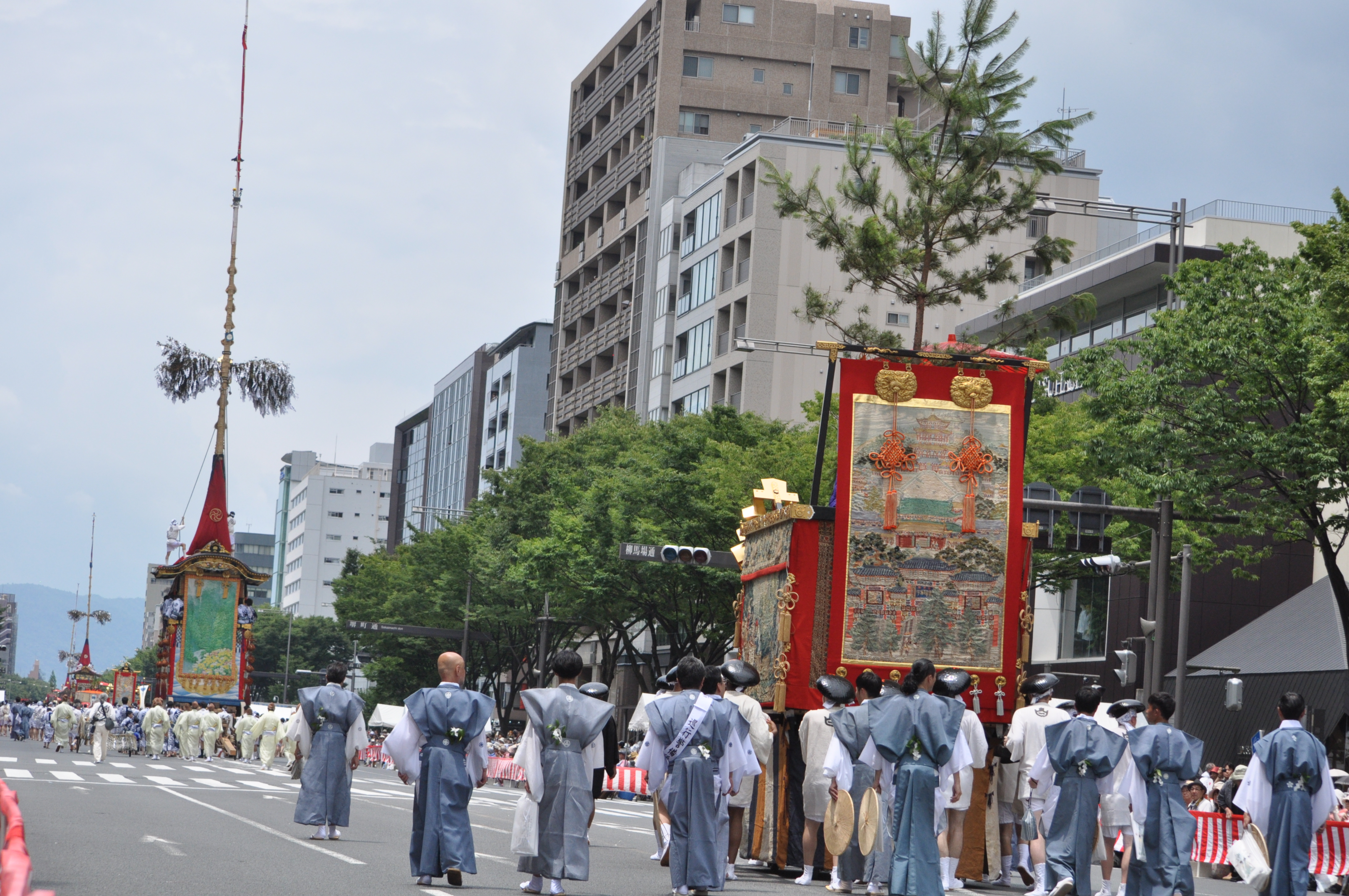
白楽天山（2017年7月17日撮影）

- 蟷螂山（とうろうやま）/西洞院四条上ル蟷螂山町。からくりを仕込む唯一の山で、御所車の車輪とその上のかまきりが巡行中に動く。南北朝時代に町内に館を構えていた四条隆資が、公家の身ながら強大な武家（足利義詮）軍に歯向かった勇気を讃え、町内に住む中国の薬商・陳大年（外郎（ういろう）家の祖）が「蟷螂の斧」の故事にたとえて、四条家の御所車にカマキリの作り物を乗せて巡行に出したのが起源という。町内の住民が多く、オリジナルの手作り授与品が多い。

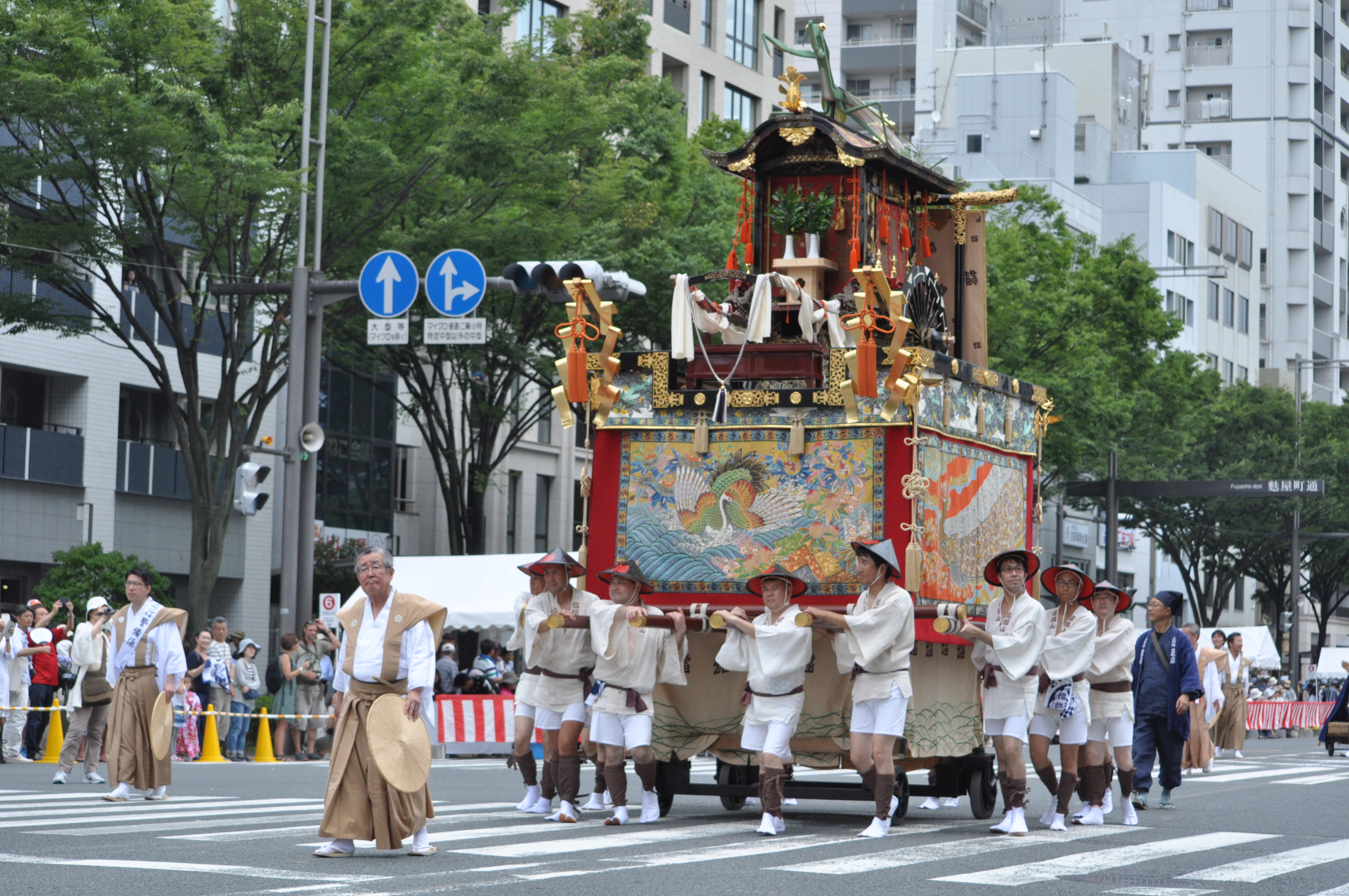
蟷螂山（2017年7月17日撮影）
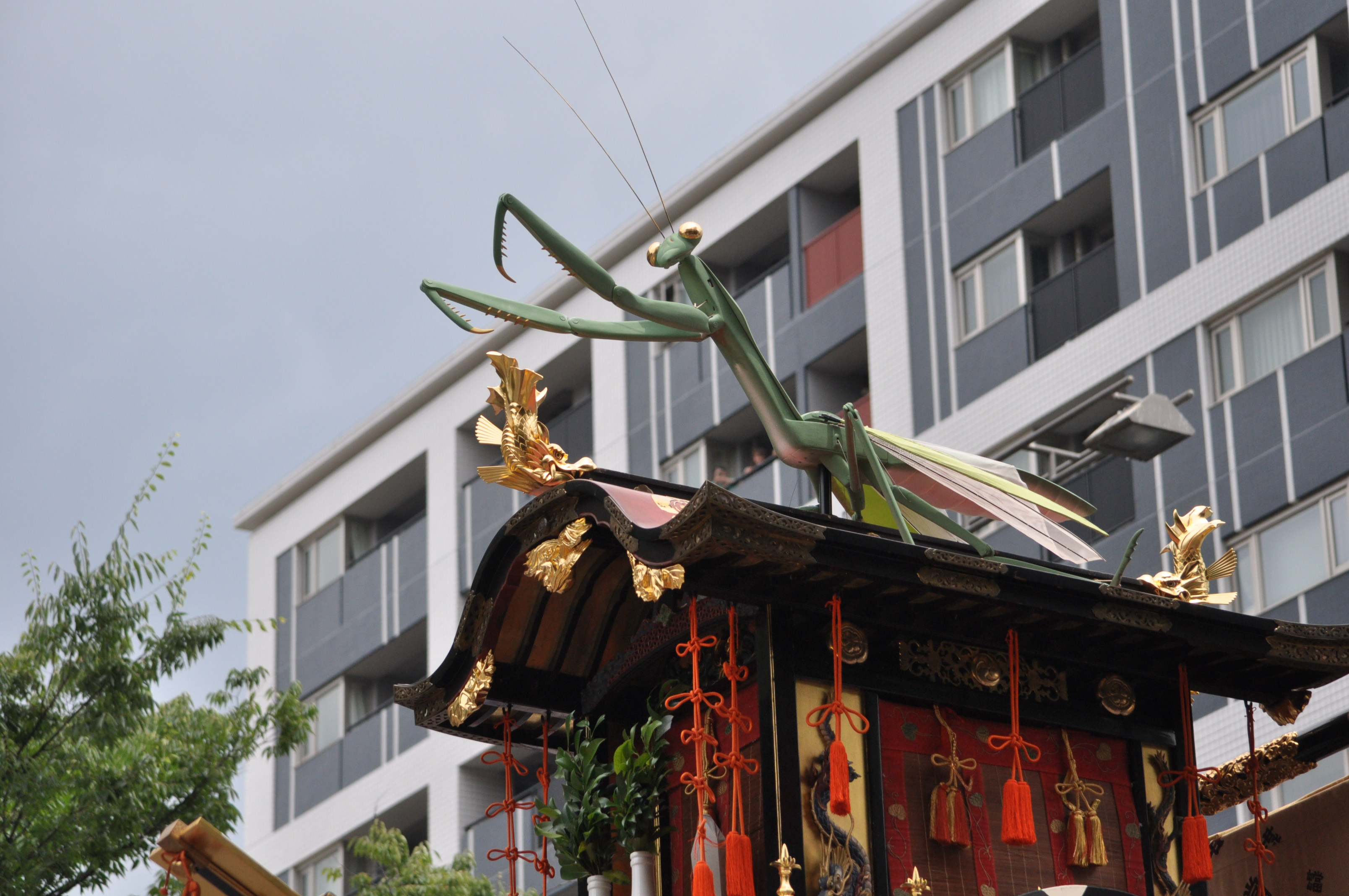
蟷螂山（2017年7月17日撮影）
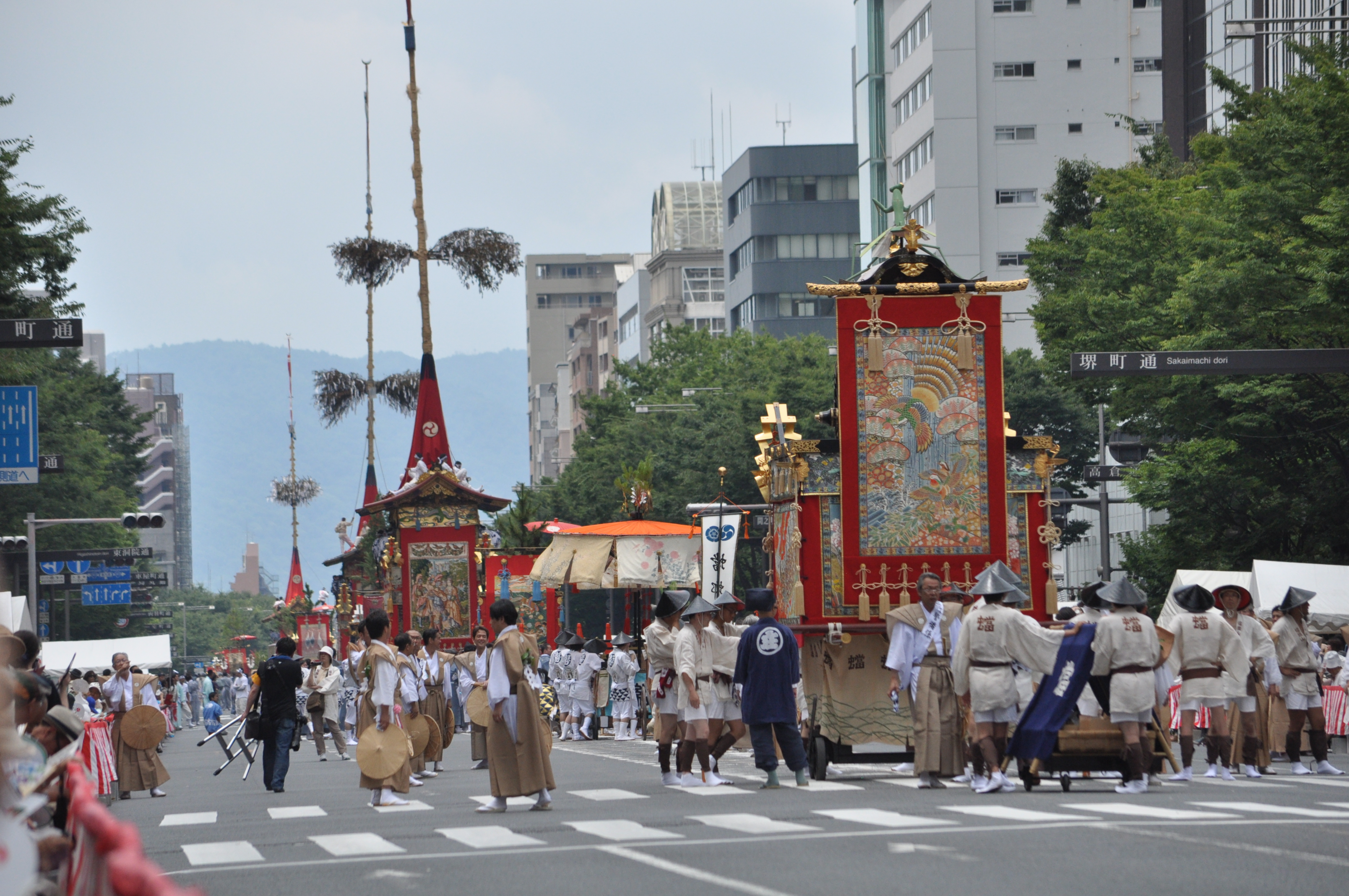
蟷螂山（2017年7月17日撮影）

鉾
- 長刀鉾（なぎなたほこ/ぼこ〈以下同じ〉）/四条烏丸東入ル長刀鉾町。鉾頭が長刀。山鉾の中で唯一生稚児が乗り、巡行で先頭を行く。天王人形は泉小次郎親衡、左肩に舟を担ぎ右手に長刀をとる形。軒裏には二十八宿、欄縁には三十六禽を浮彫にした金具が施され、中央の長刀を北斗七星の「破軍星」に見立てて、陰陽道で用いる式盤の形を具現している。※

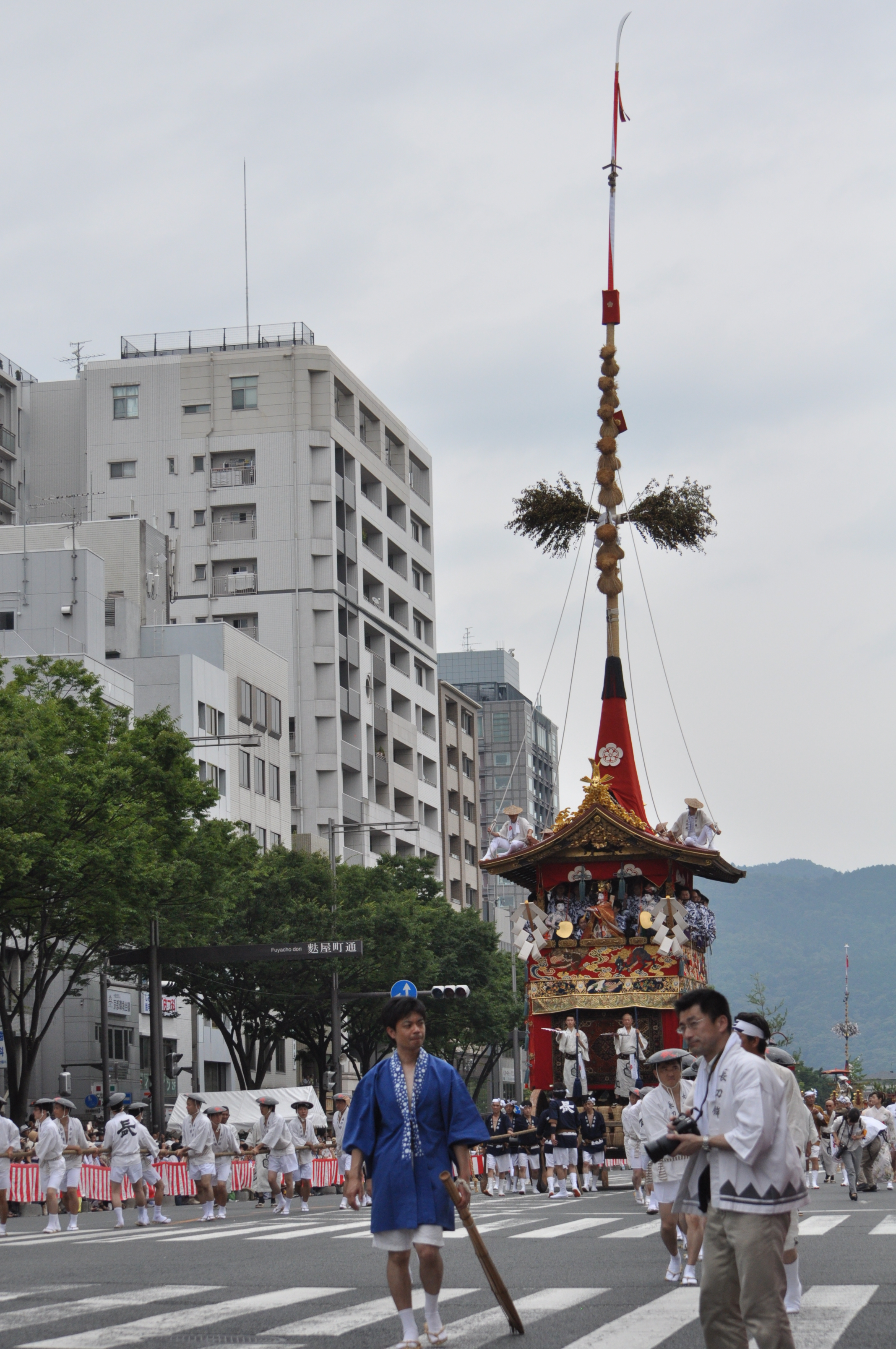
長刀鉾（2017年7月17日撮影）
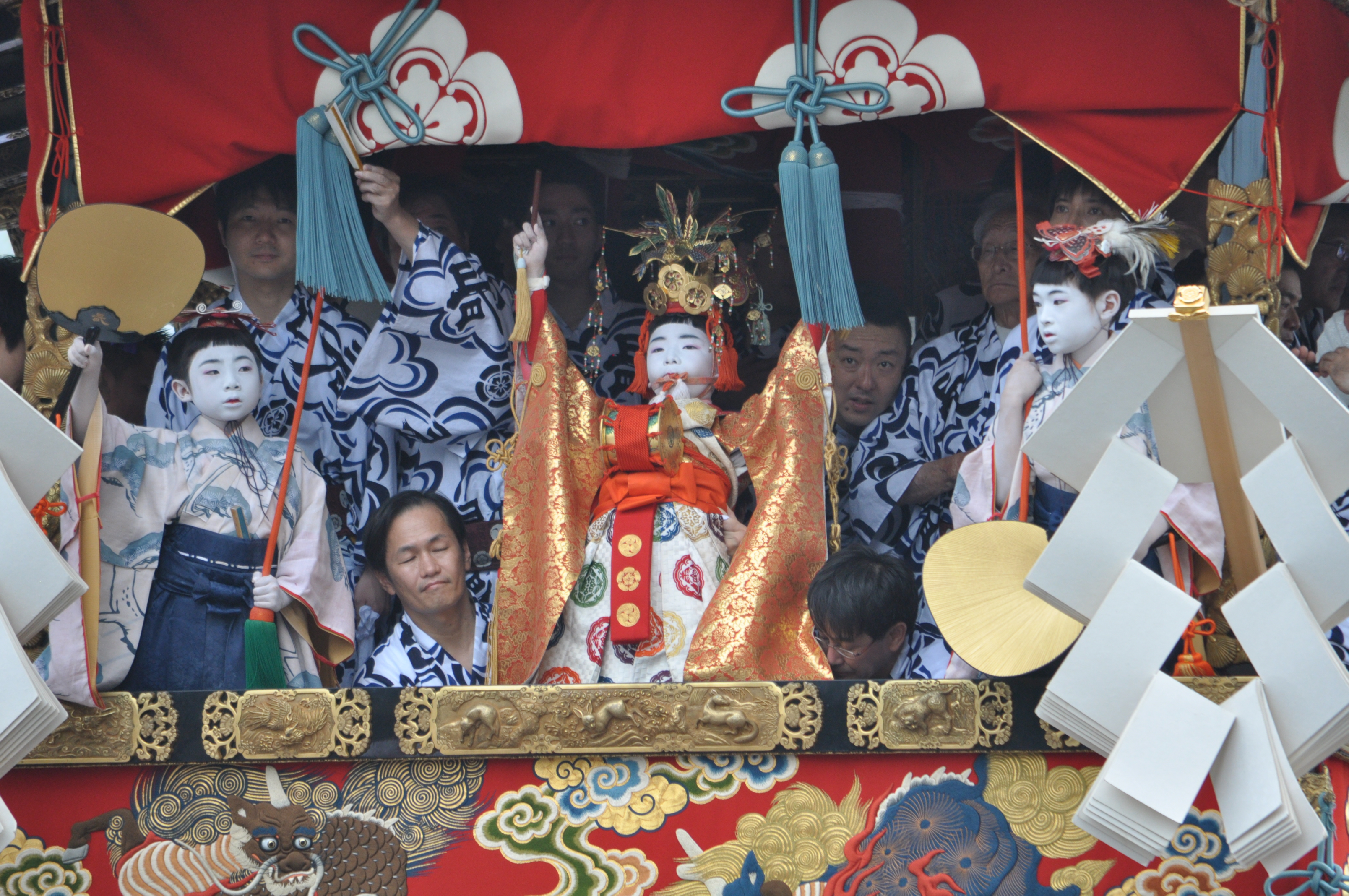
長刀鉾（2017年7月17日撮影）
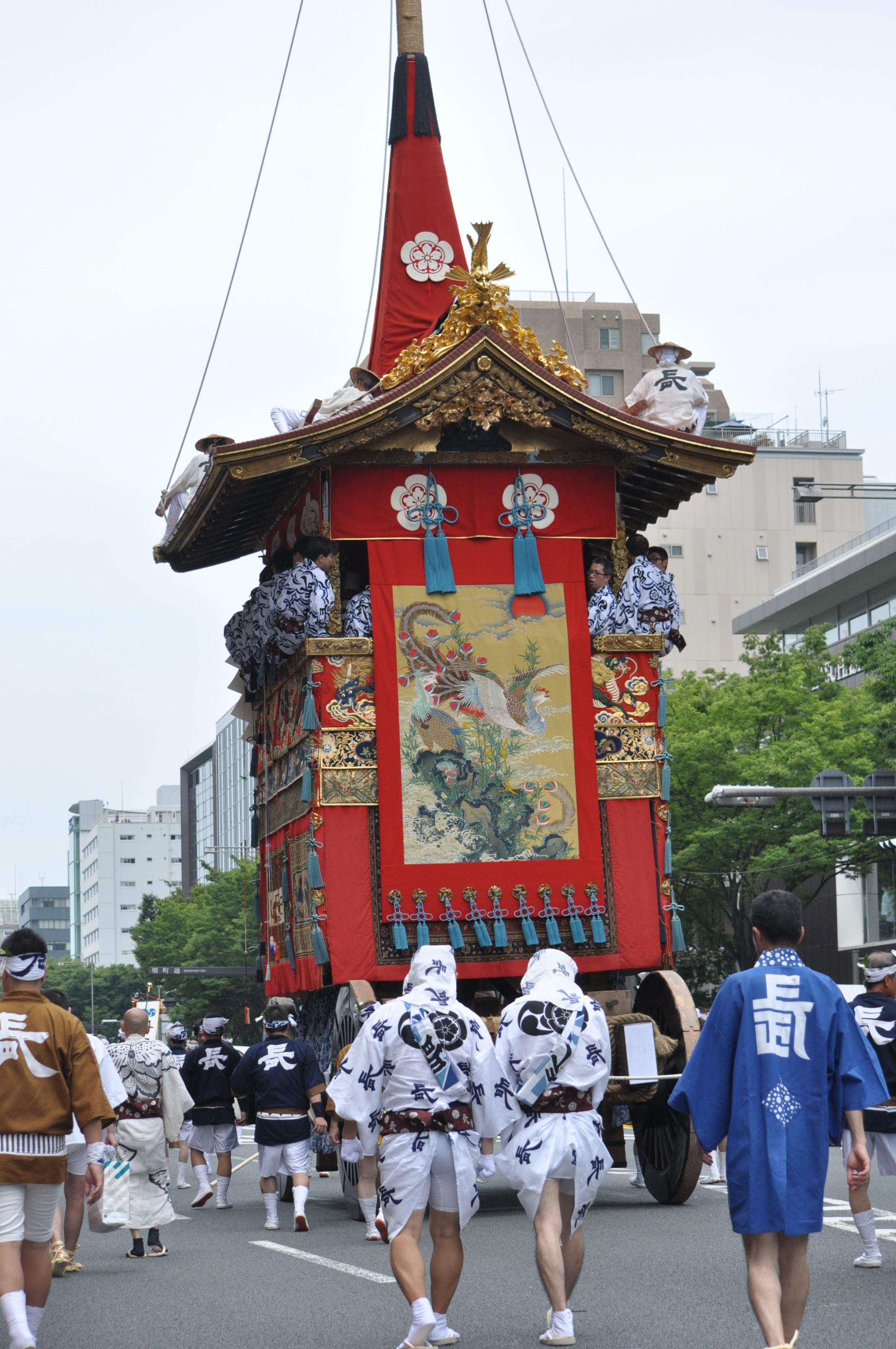
長刀鉾（2017年7月17日撮影）

- 函谷鉾（凾谷鉾）（かんこほこ/かんこくほこ）/四条烏丸西入ル函谷鉾町。中国の斉の孟嘗君が、鶏の鳴きまねをして難所の函谷関を突破した故事により、鉾頭は函谷関の山上に掛かる三日月を表す。鶏と烏の意匠が鉾全体に散りばめられている。榊には紙垂（しで）を多数付けるのが特徴。天王人形は孟嘗君、右手に剣をもち左手をかざす形。前懸は重要文化財「イサクに水を供するリベカ」（旧約聖書の創世記から取材、現在は複製を使用）。稚児人形（「嘉多丸」）を採用した最初の鉾。※

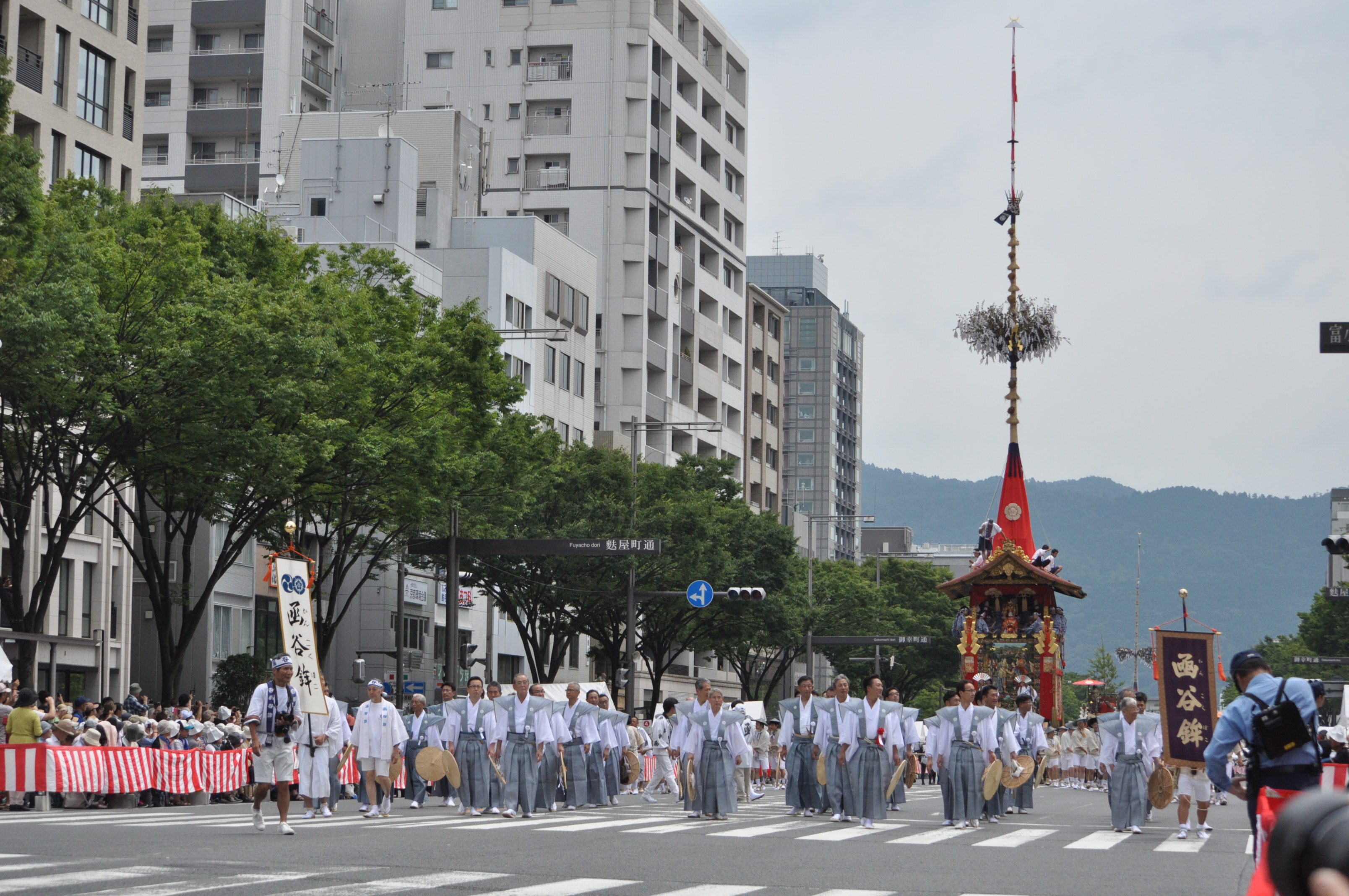
函谷鉾（2017年7月17日撮影）
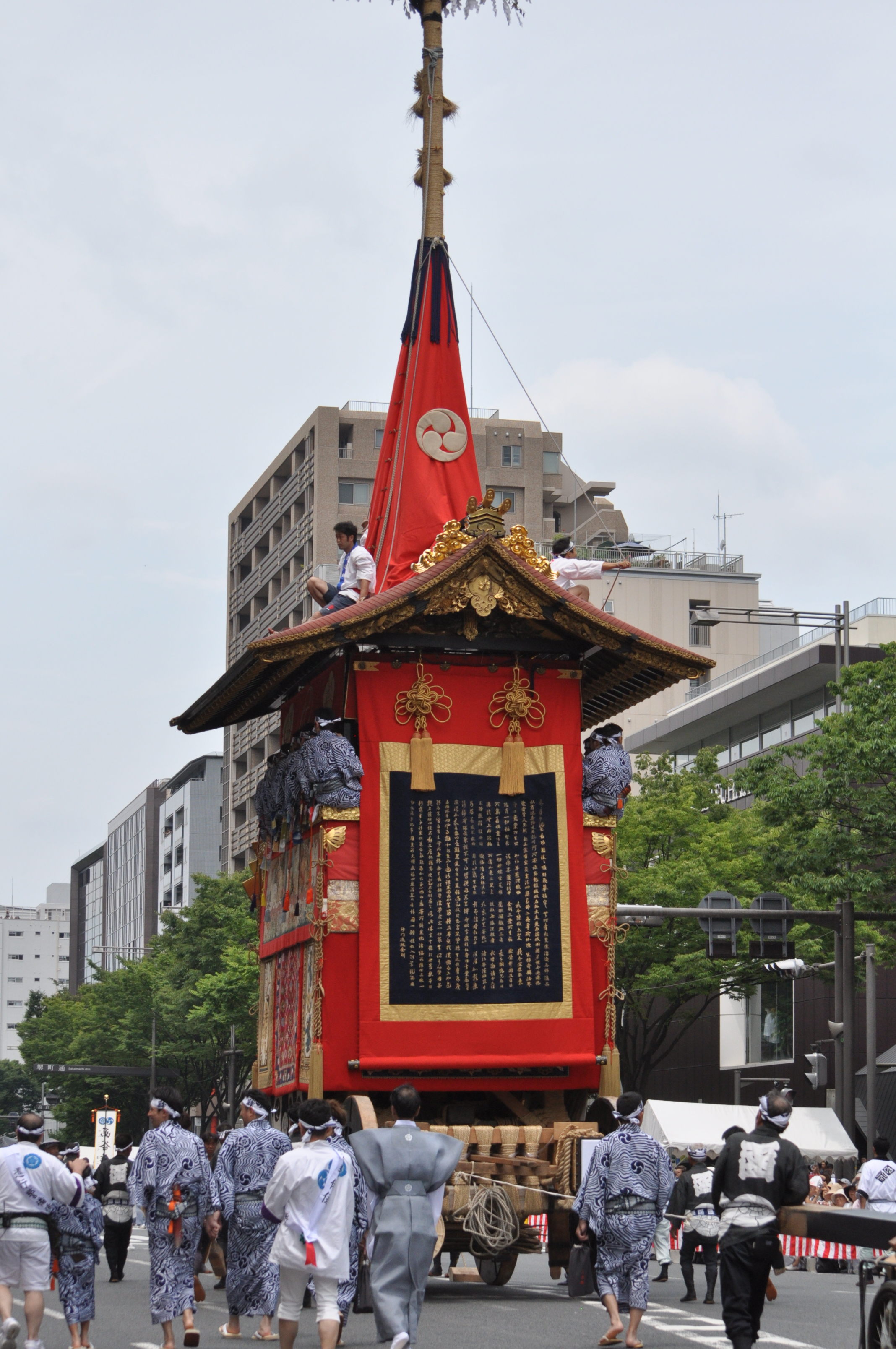
函谷鉾（2017年7月17日撮影）

- 鶏鉾（にわとりほこ）/室町四条下ル鶏鉾町。鉾頭は三角形の枠とその中の金の卵を表す。天王人形は住吉明神、右手をあげる形。見送は『イーリアス』のトロイ戦争の「出陣するヘクトールと妻子の別れ」を綴った16世紀のブラバント公国（現在はベルギー）のブリュッセル製（重要文化財）で、分割された部分が長浜曳山祭の曳山「鳳凰山」に、さらに一部が同じ祇園の「霰天神山」に使われている[33]。甲高い囃子が特徴。唯一、稚児人形に名前が付いていない。

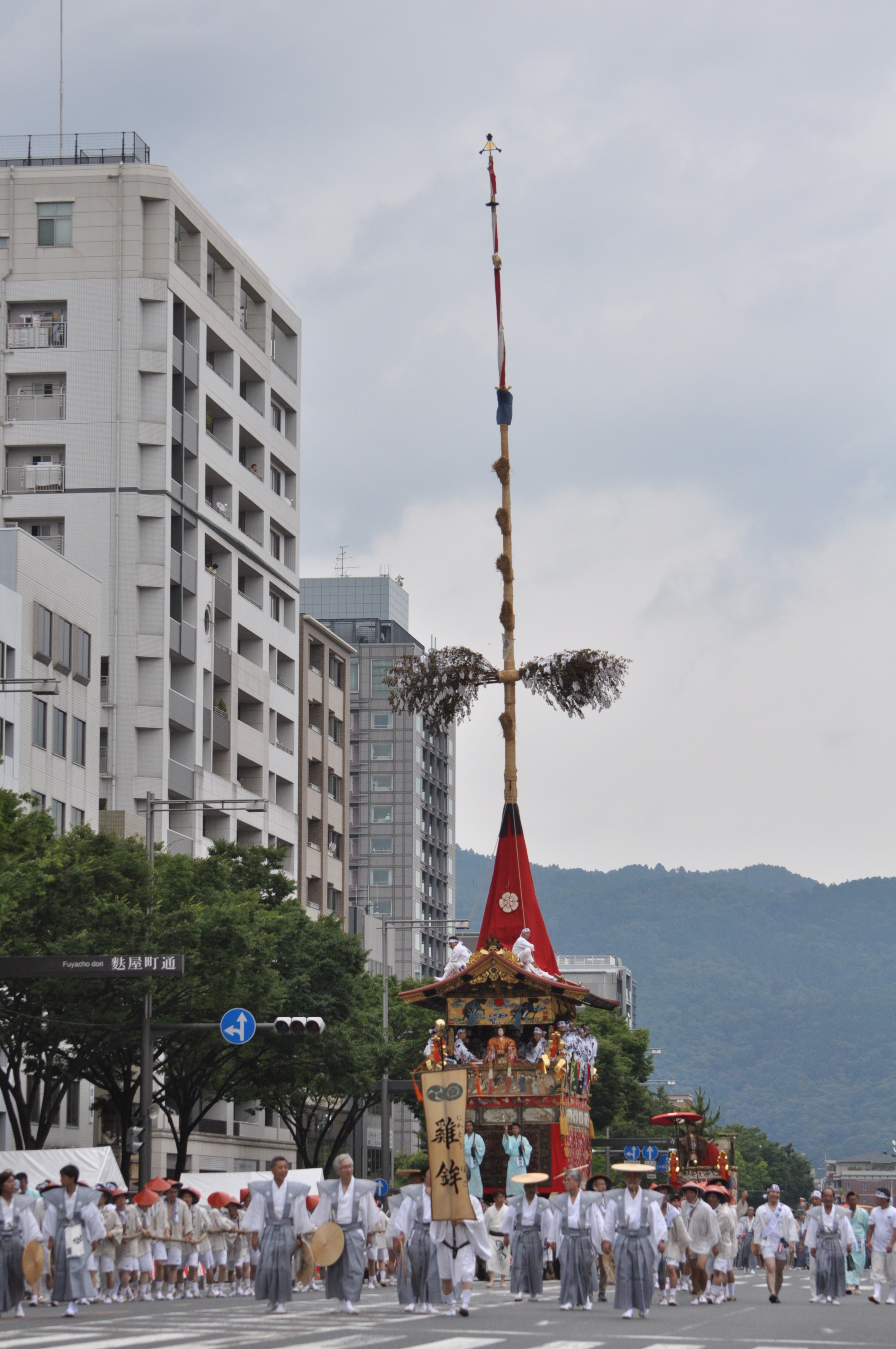
鶏鉾（2017年7月17日撮影）
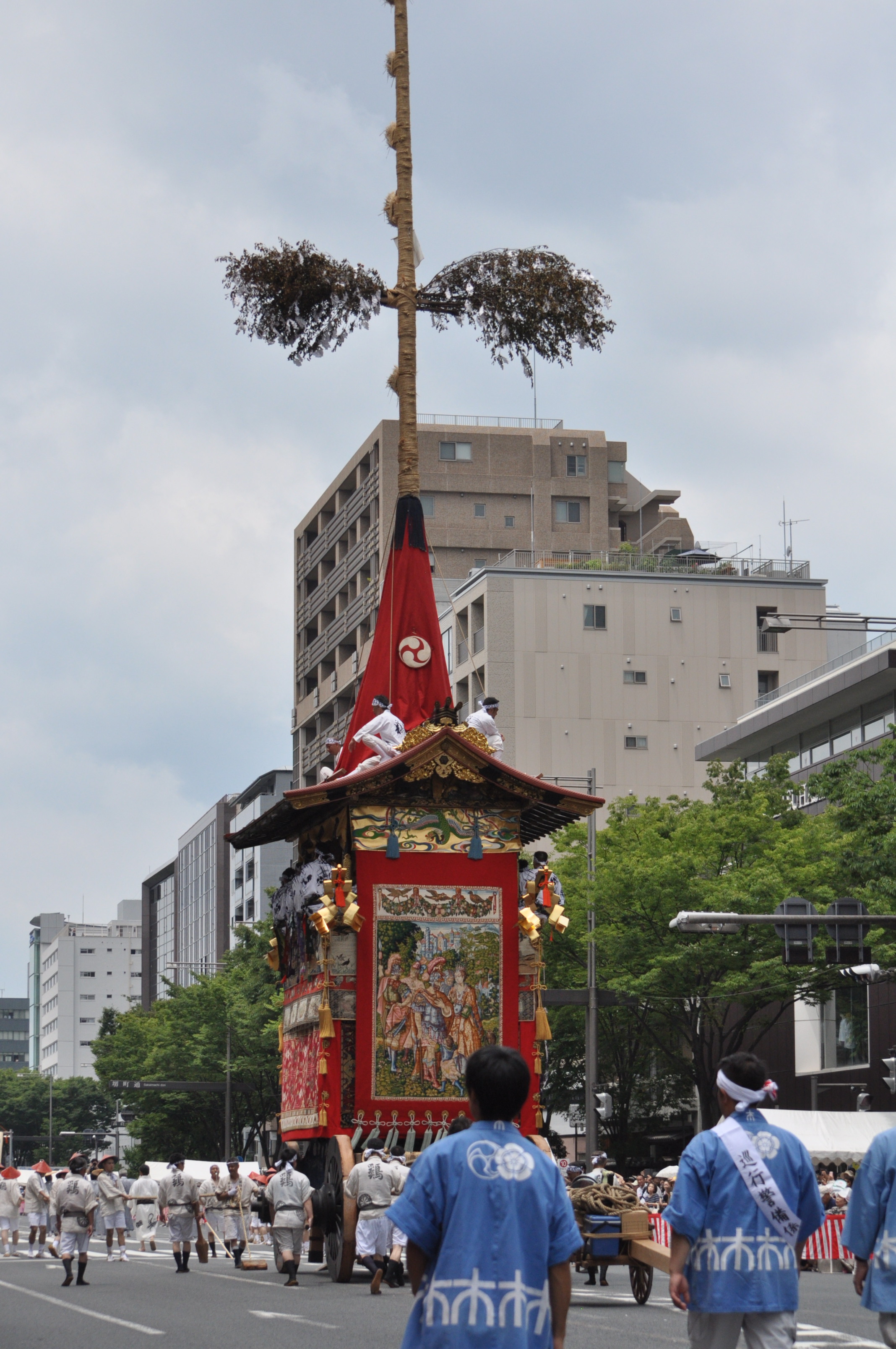
鶏鉾（2017年7月17日撮影）

- 菊水鉾（きくすいほこ）/室町四条上ル菊水鉾町。町内の菊水井にちなみ、鉾頭が菊花。鉾で唯一屋根が唐破風の形をとり、榊の中央に「菊水」の額を付ける。屋根上に夷神を祭り、稚児人形は能・菊慈童の姿を表す「菊丸」。天王人形は彭祖、右手に杓を持ち左手に盃を挙げる猩々のような姿。近年製作された前懸・胴懸には七福神が置かれている。隅飾は薬玉。昭和再建の鉾として年々装飾が充実し、人形や音頭取の服装も独自性が高い[注釈 9]。長寿延命の御利益がある。

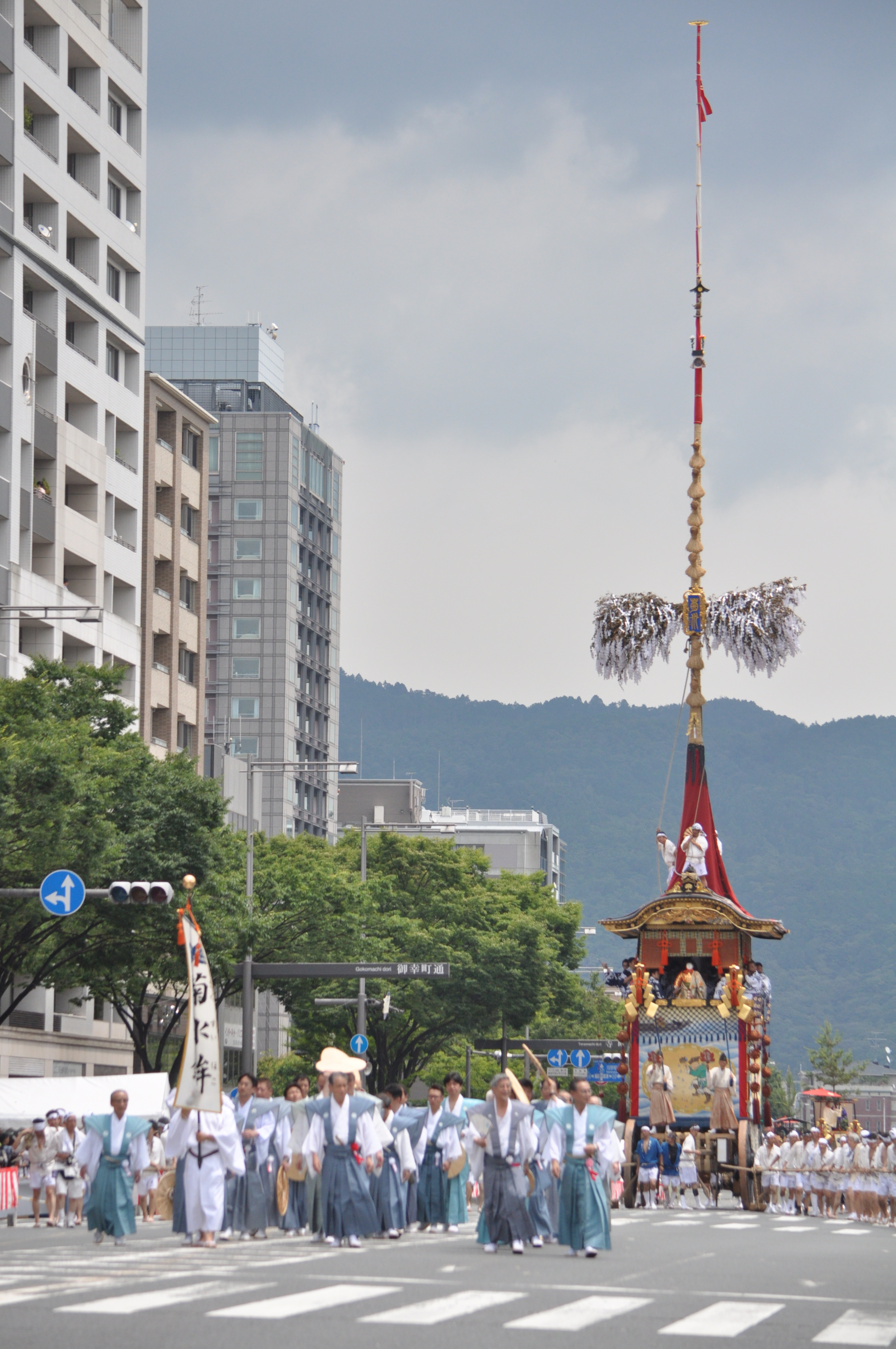
菊水鉾（2017年7月17日撮影）
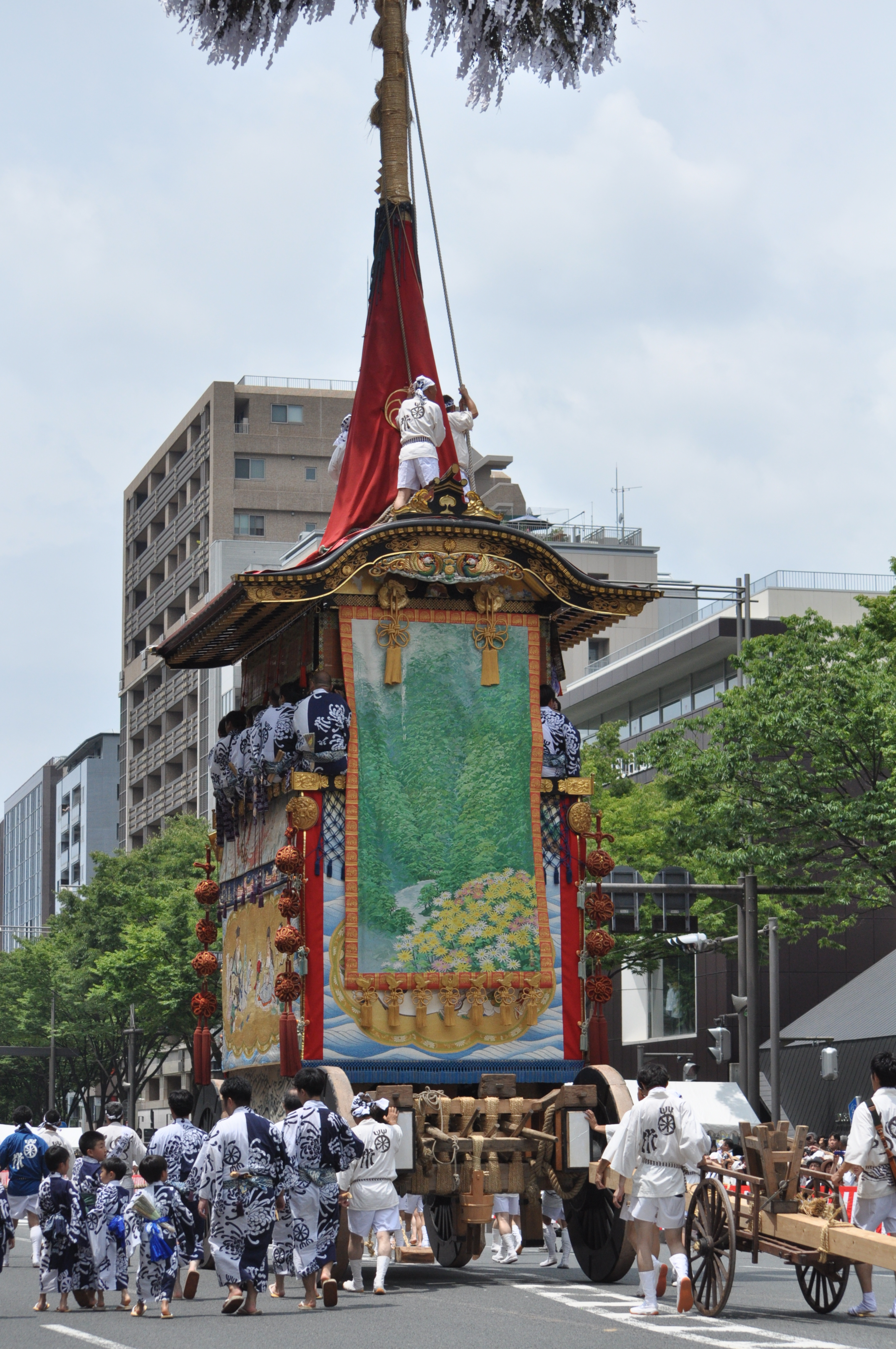
菊水鉾（2017年7月17日撮影）

- 月鉾（つきほこ）/四条室町西入ル月鉾町。鉾頭は三日月。天王人形は月読尊、風化した木偶のようだが、腰蓑を付けた海仕（あま）の姿という。稚児人形は「於兎丸（おとまる）」。天井裏には円山応挙筆の草花図、破風蟇股は左甚五郎の作と伝える浪兎図、軒桁の金具は松村景文による貝尽しなど、美術工芸の粋を尽くした装飾に覆われている。

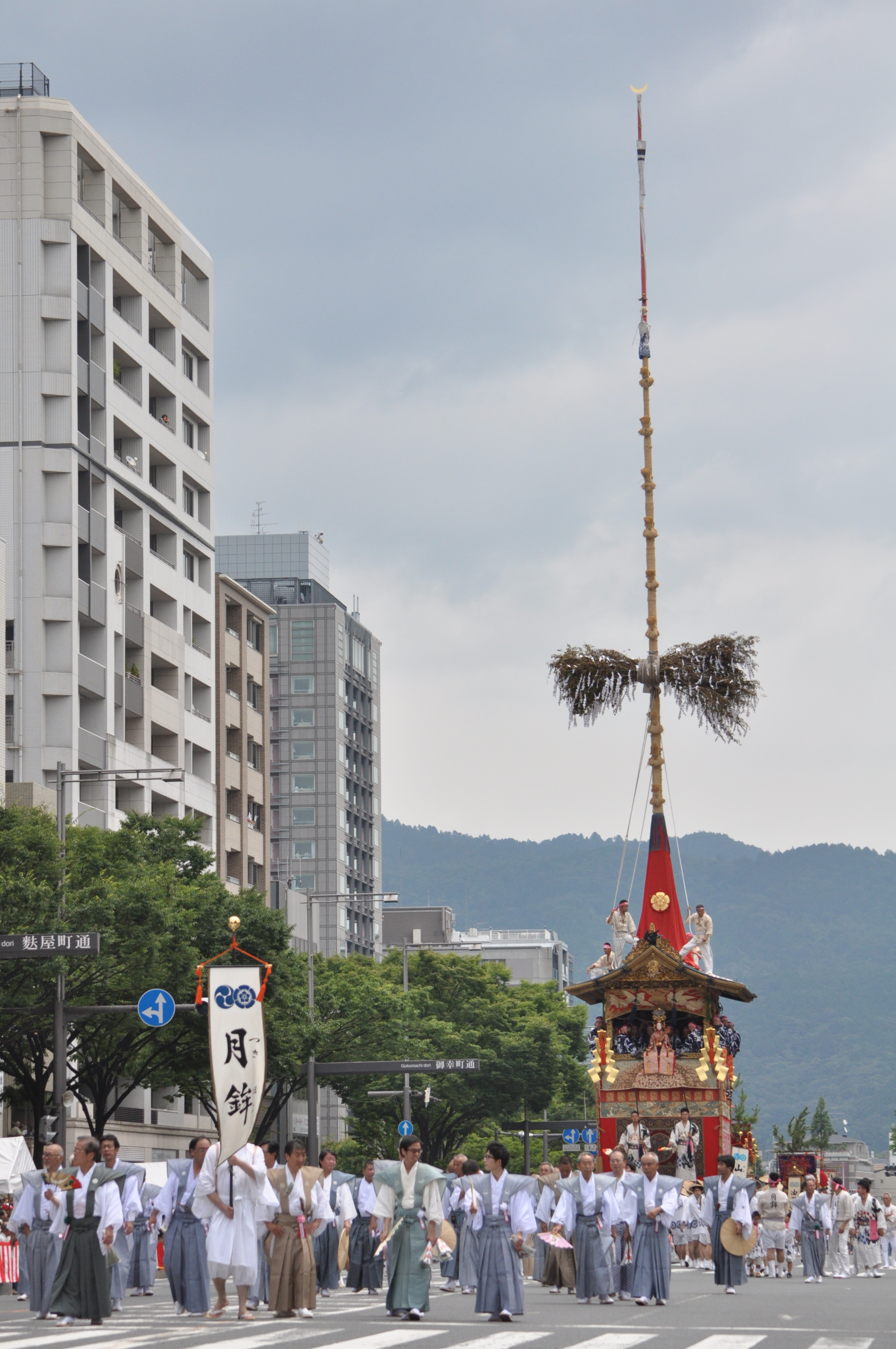
月鉾（2017年7月17日撮影）
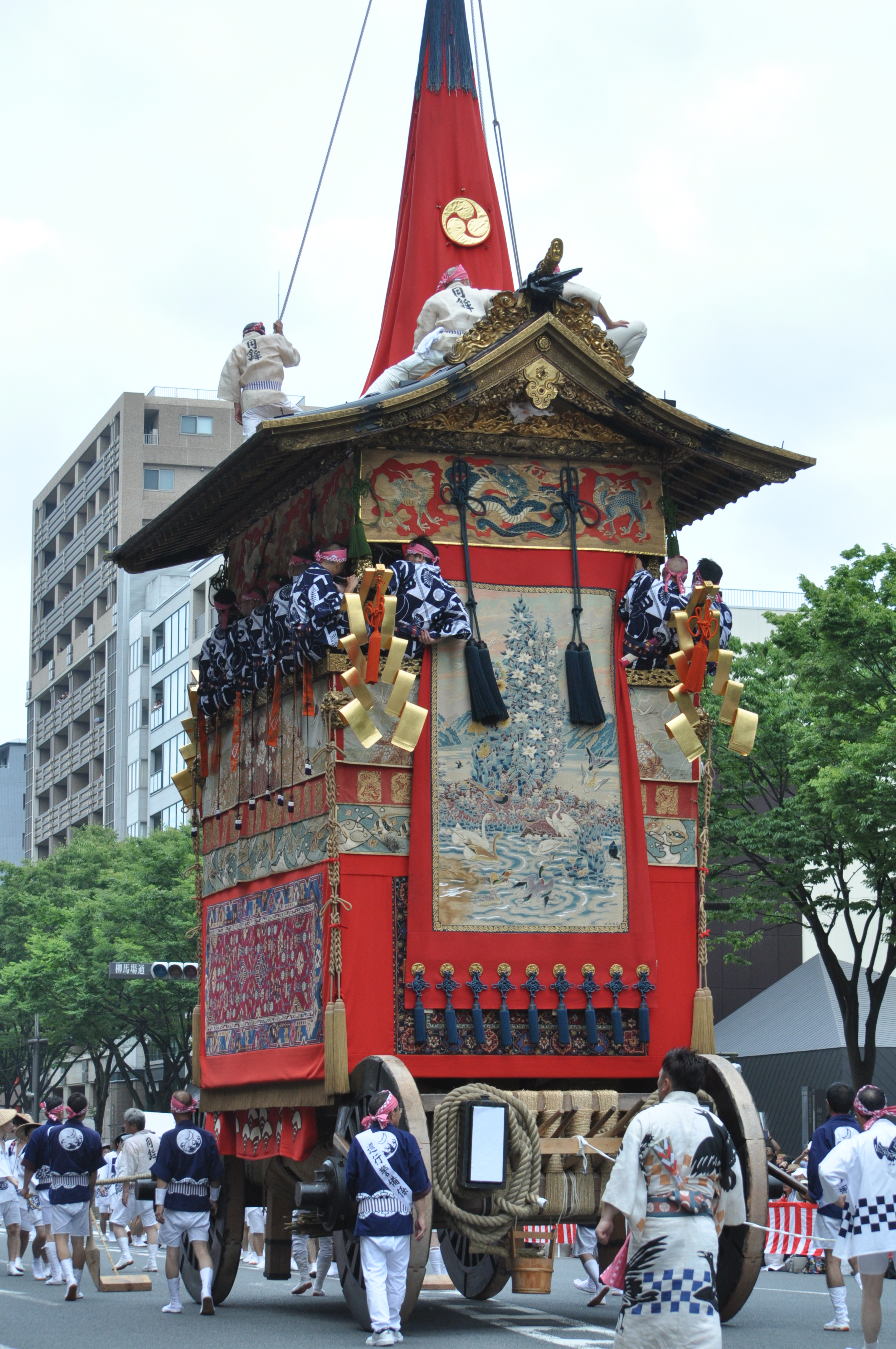
月鉾（2017年7月17日撮影）

- 放下鉾（ほうかほこ）/新町四条上ル小結棚町。鉾頭は日・月・星の三光を表すといい、その形から「すはま（州浜）鉾」とも呼ぶ。天王人形は放下僧、頭巾をかぶり、羯鼓を腹につけて両手に撥を持つ姿。榊の形が唯一丸い。稚児人形「三光丸」は人形遣いの手で稚児舞を舞う。※

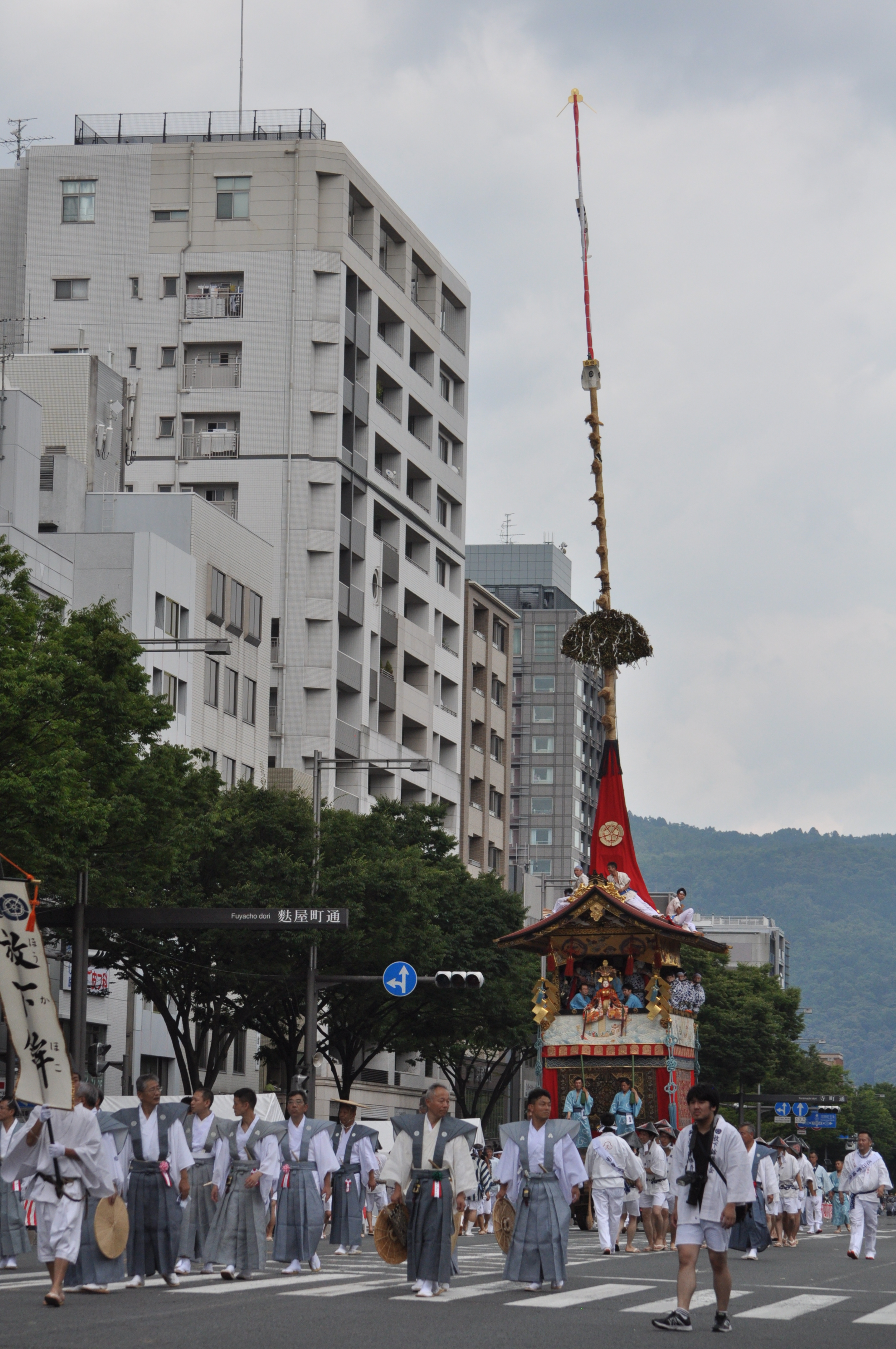
放下鉾（2017年7月17日撮影）
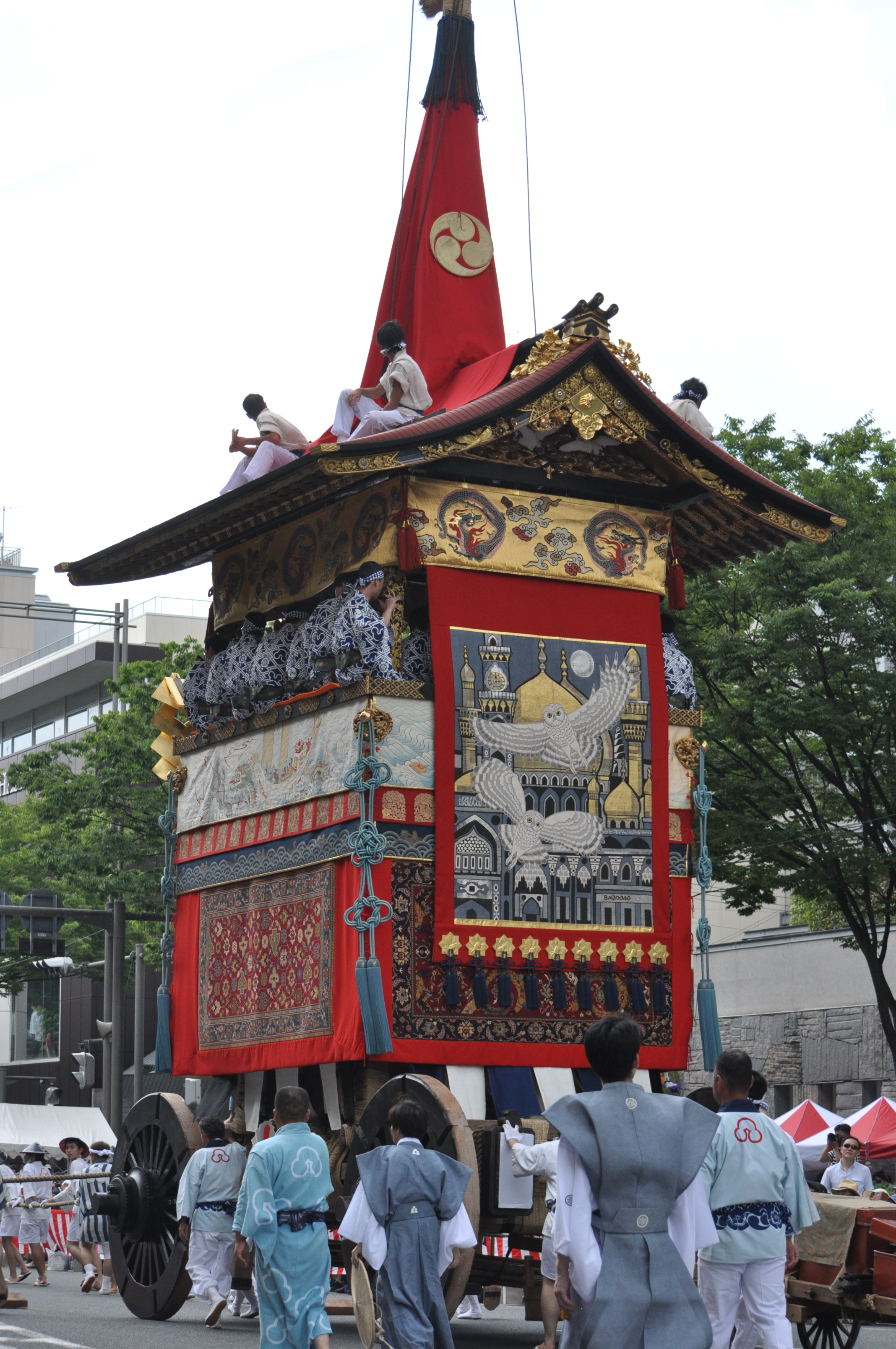
放下鉾（2017年7月17日撮影）

曳山
- 岩戸山（いわとやま）/新町仏光寺下ル岩戸山町。神体として男神の姿をした天照大神・手力雄神を囃子方の中央に、また釣糸を垂れ、オノコロ島を釣り上げる姿の伊弉諾尊（いざなぎのみこと）を屋根の上に乗せる。中世日本紀に基づき、天照大神は女神でなく美男神として作られる。※

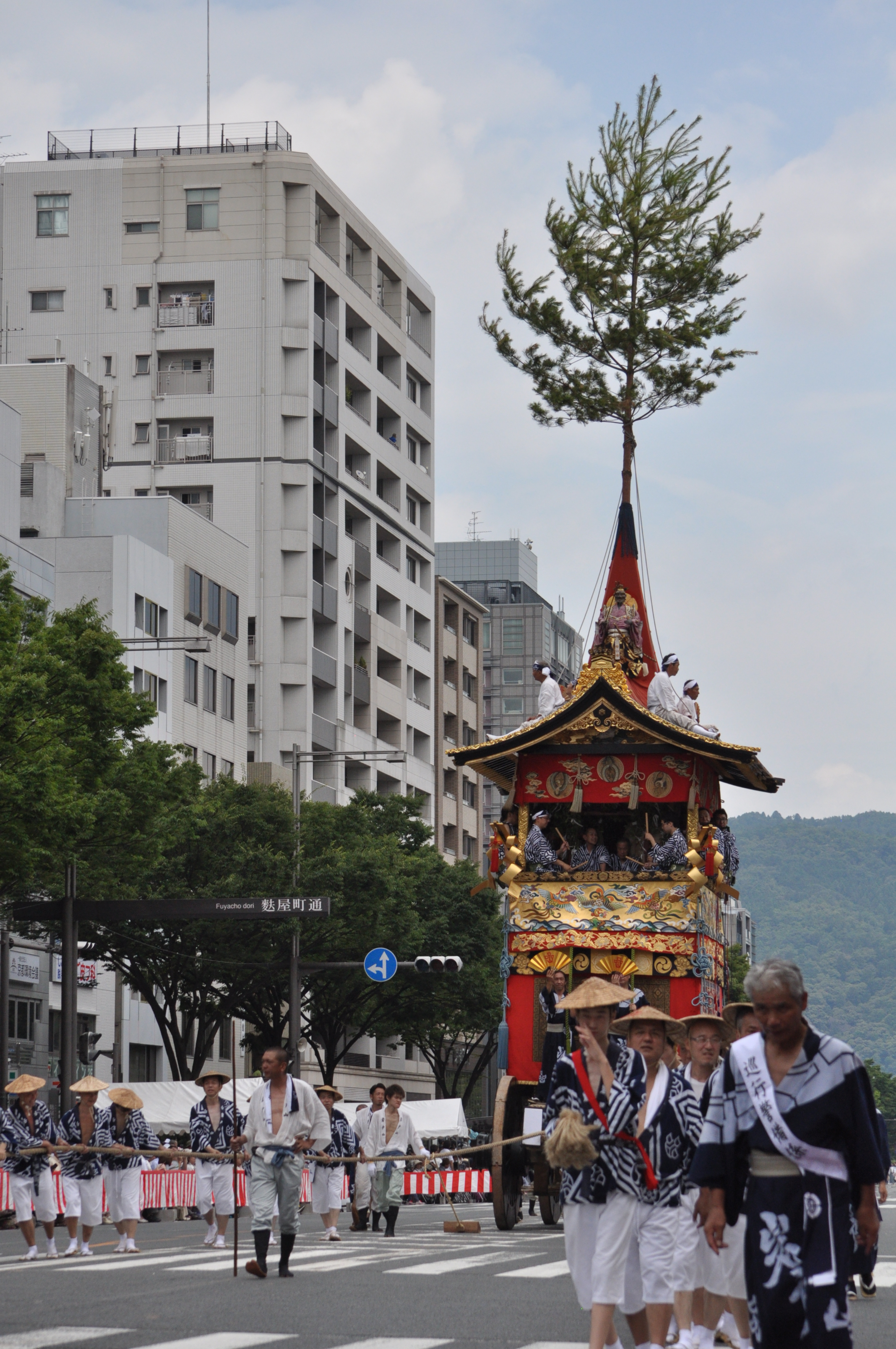
岩戸山（2017年7月17日撮影）
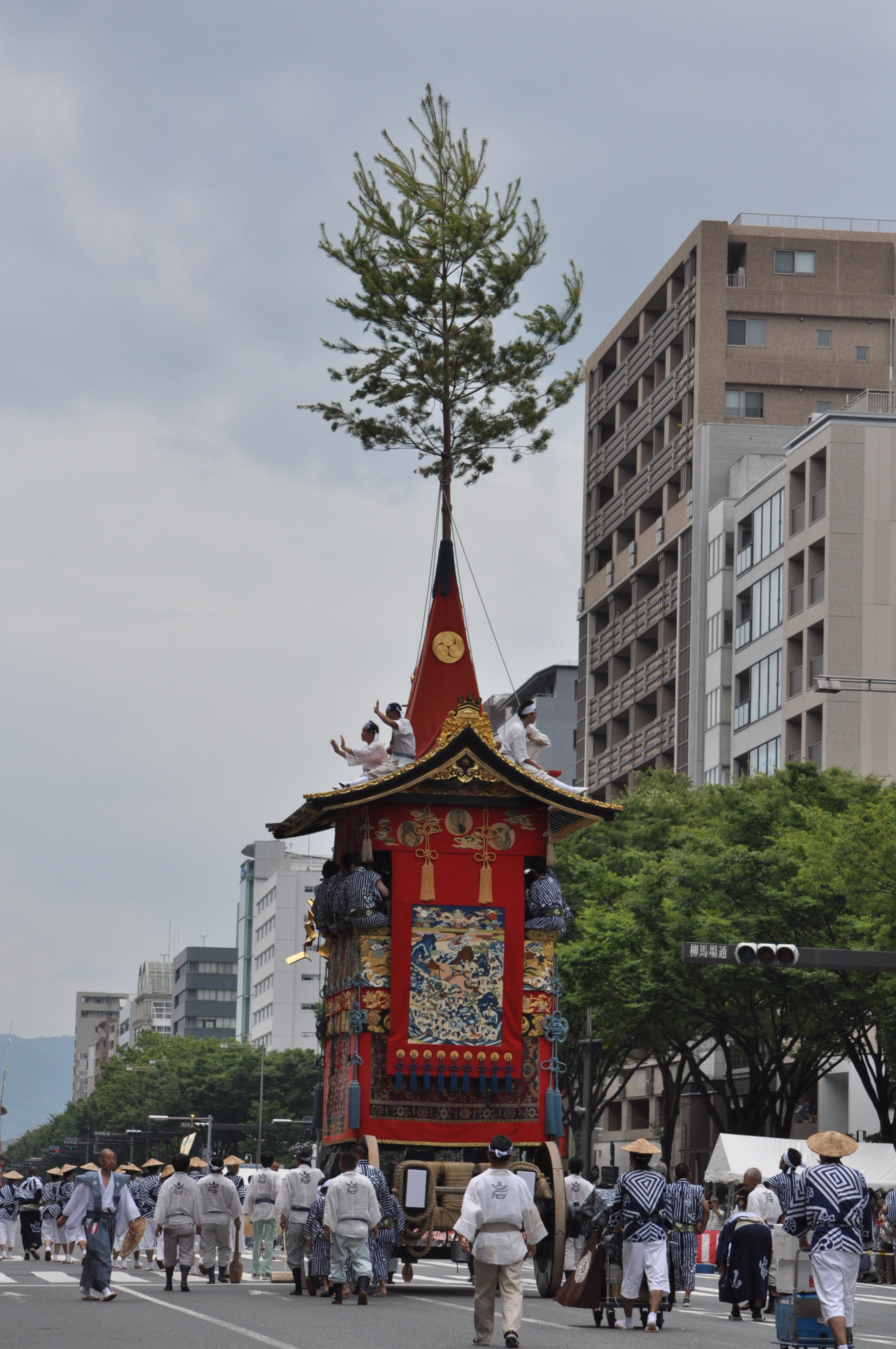
岩戸山（2017年7月17日撮影）

傘鉾
- 綾傘鉾（あやがさほこ）/綾小路新町東入ル善長寺町。傘の上に金鶏を戴く。棒振りと、神面をつけた太鼓持ち・太鼓打ちの踊りが付く。江戸時代から壬生六斎念仏講中（中京区）が出仕して囃子方と踊り方を勤める習わしである。また稚児6名が徒歩で巡行に加わる。

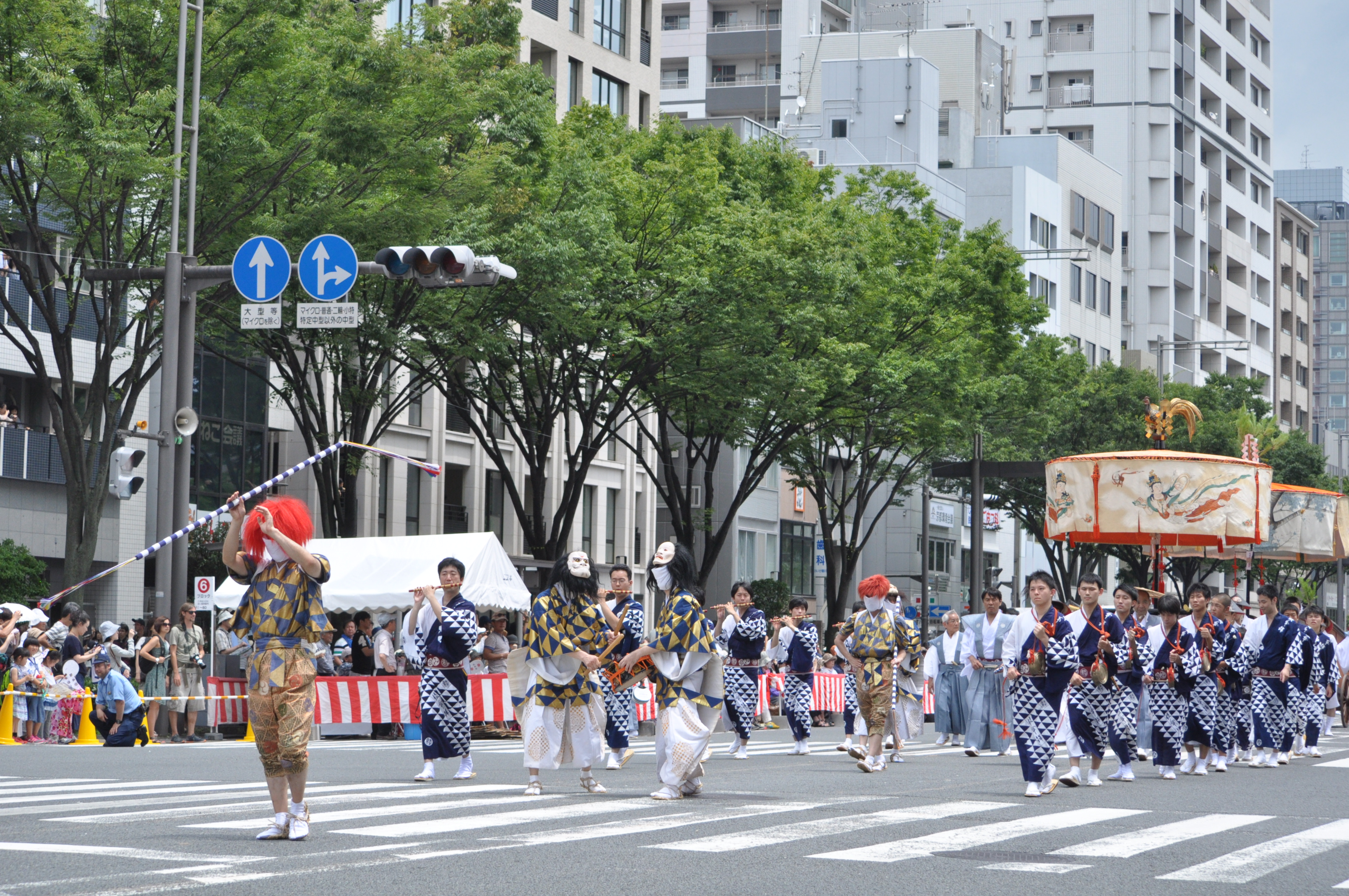
綾傘鉾（2017年7月17日撮影）
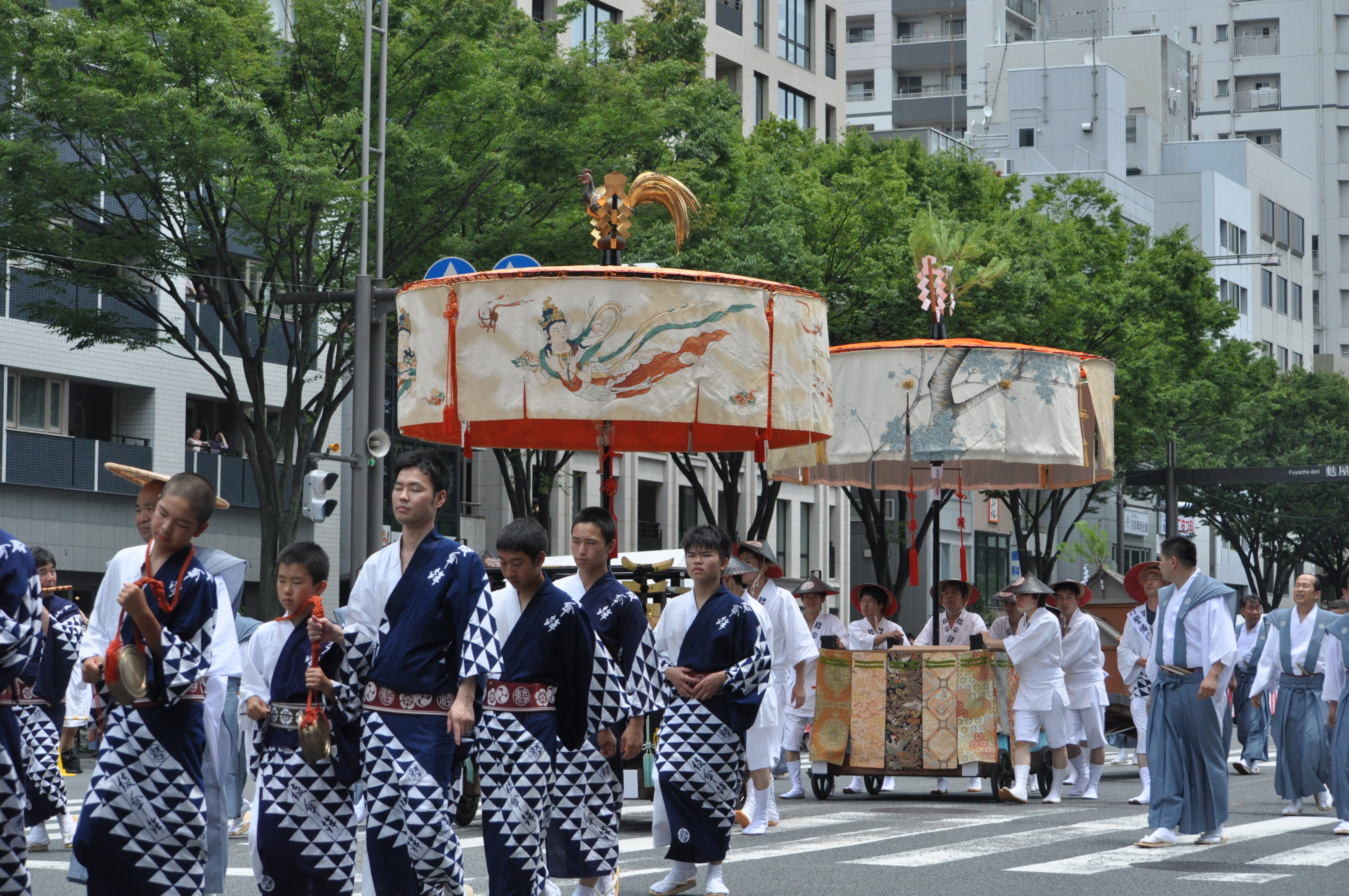
綾傘鉾（2017年7月17日撮影）

- 四条傘鉾（しじょうかさほこ）/四条西洞院西入ル傘鉾町。傘の上に赤幣と若松を戴く。滋賀県土山町滝樹神社の祭礼に伝わるケンケト踊りを参考に復元された棒振り踊りが付く。

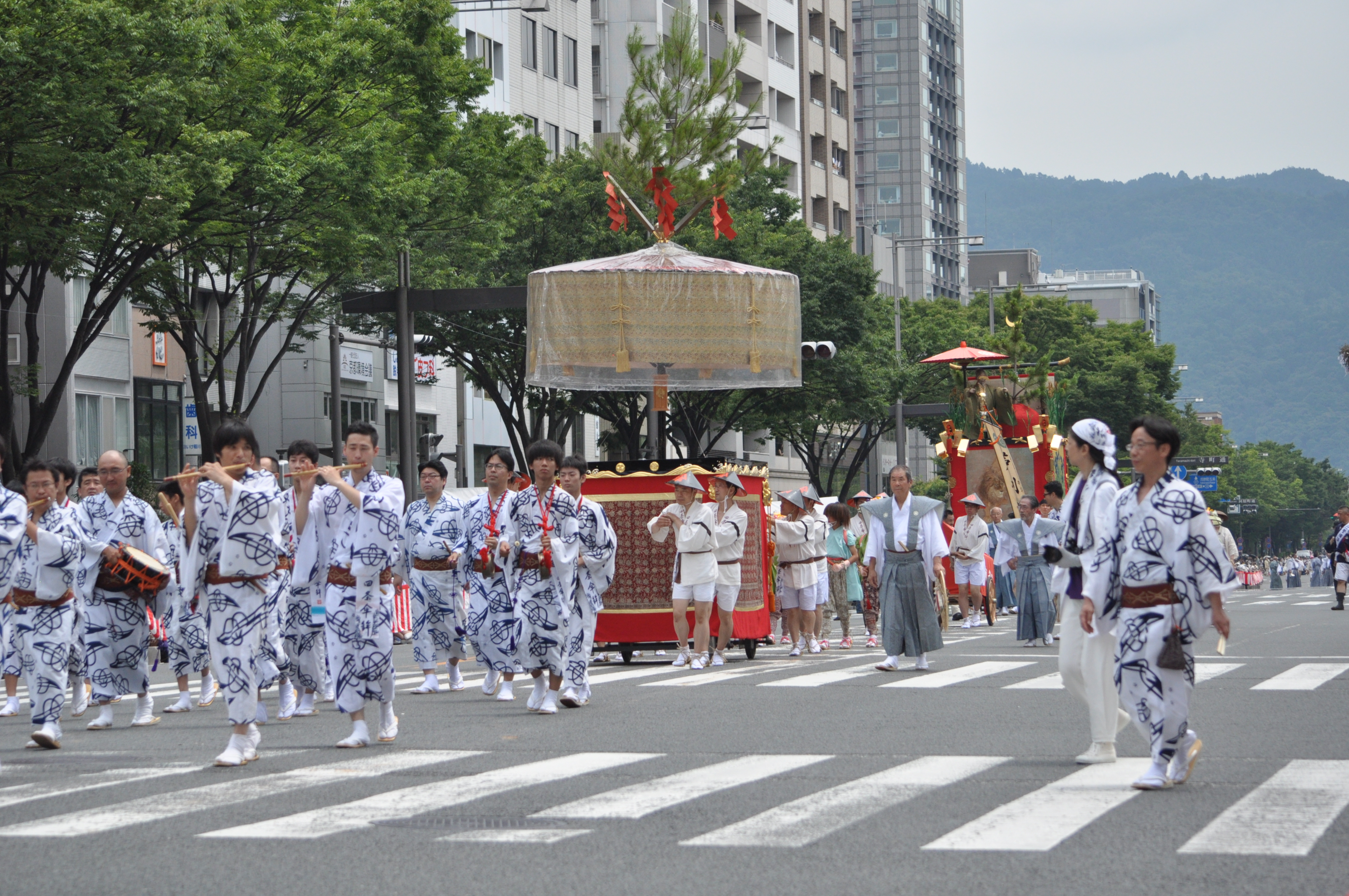
四条傘鉾（2017年7月17日撮影）
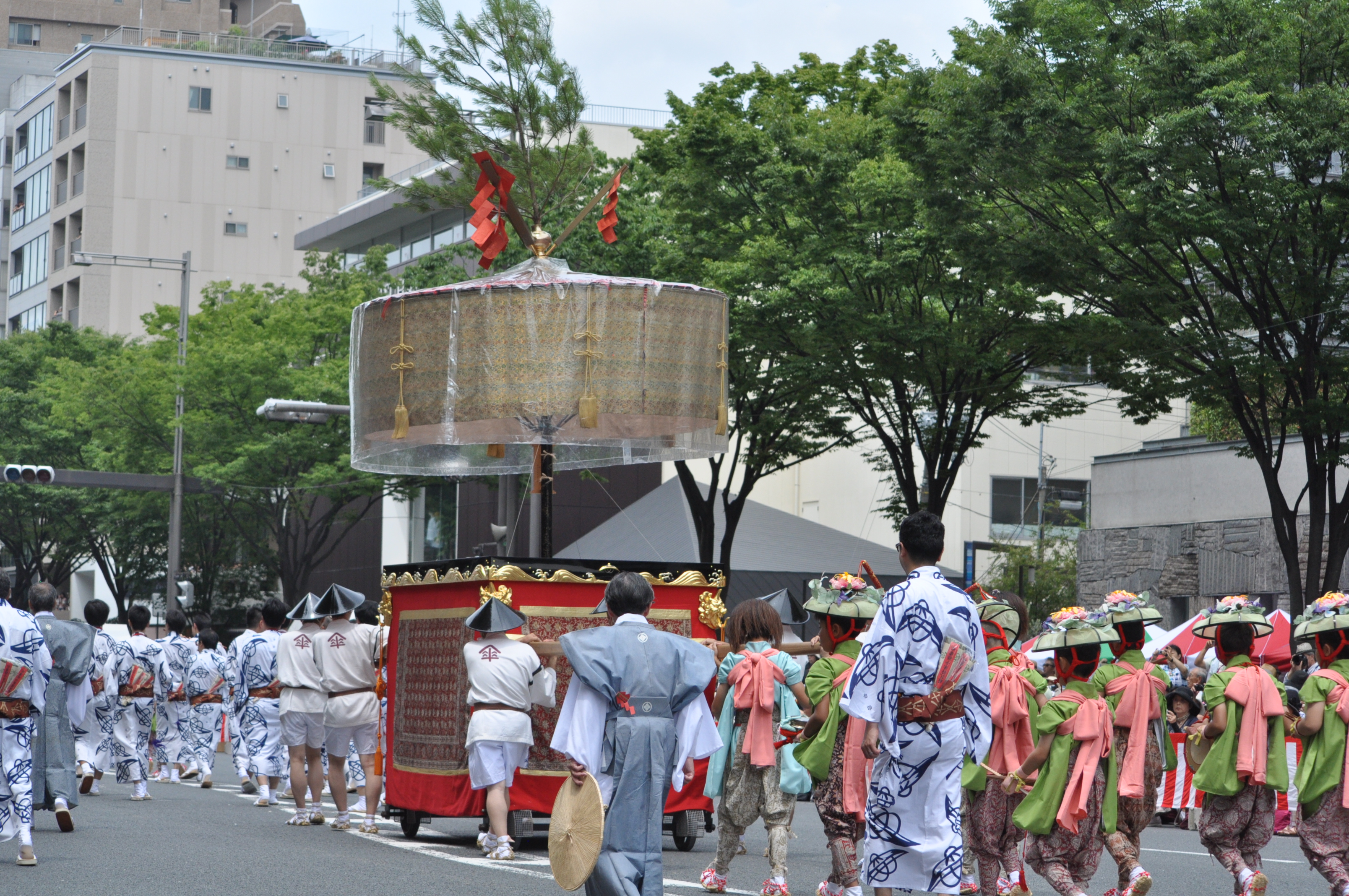
四条傘鉾（2017年7月17日撮影）

船鉾
- 船鉾（舩鉾、ふねほこ）/新町綾小路下ル船鉾町。ご神体として神功皇后と住吉明神、鹿島明神、安曇磯良を乗せる。船首は鷁（げき）という架空の鳥。戦に向かう姿なので“出陣の船鉾”とされる。神功皇后の神面は文安年間（1444年〜1449年）の作といわれる古面で、尊崇されており、神面改めの儀式を7月3日に行う。宮中で出産のある時には神面を御所に運んで祈願を行う。安産の守りを出す。※

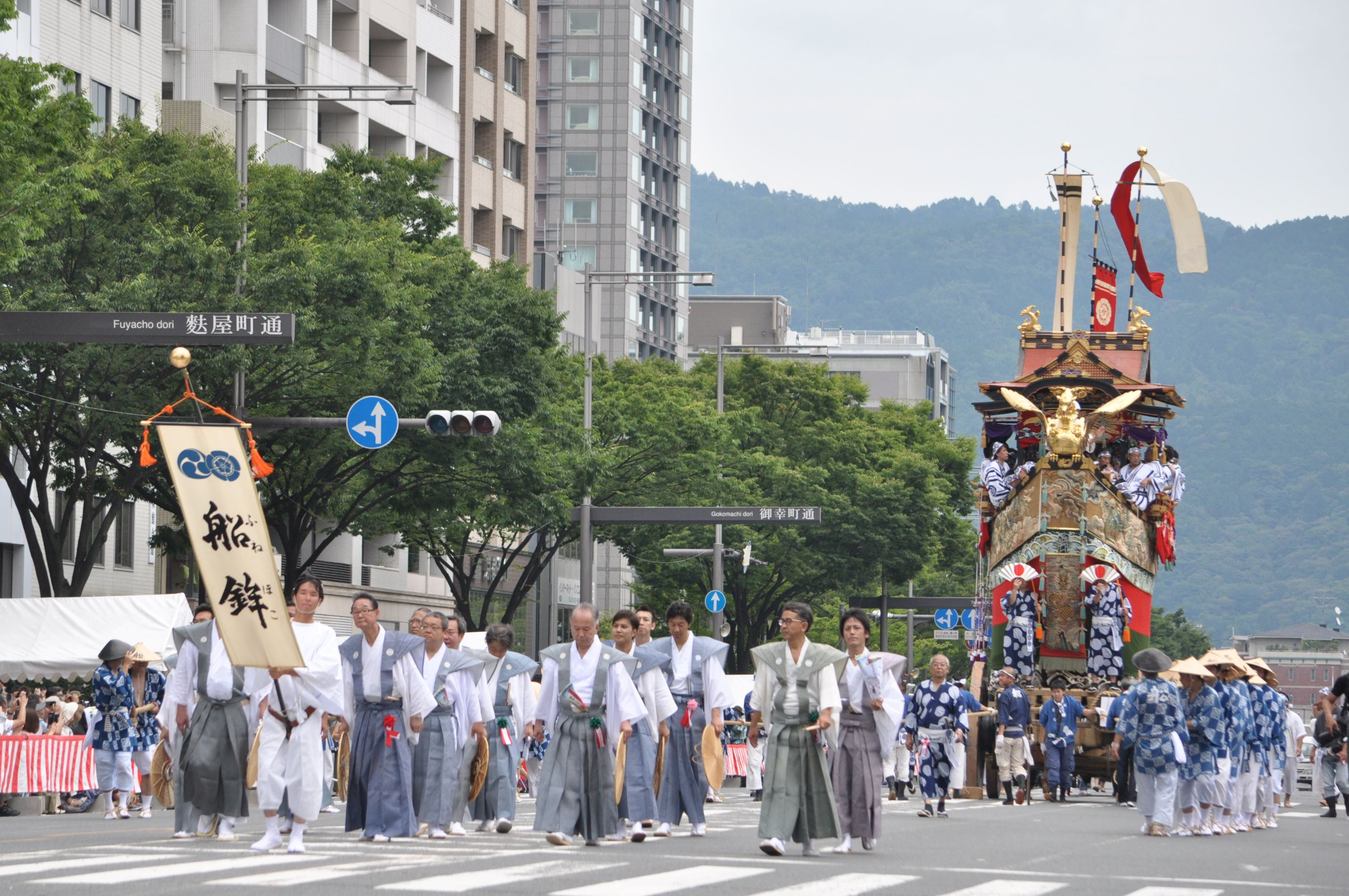
船鉾（2017年7月17日撮影）
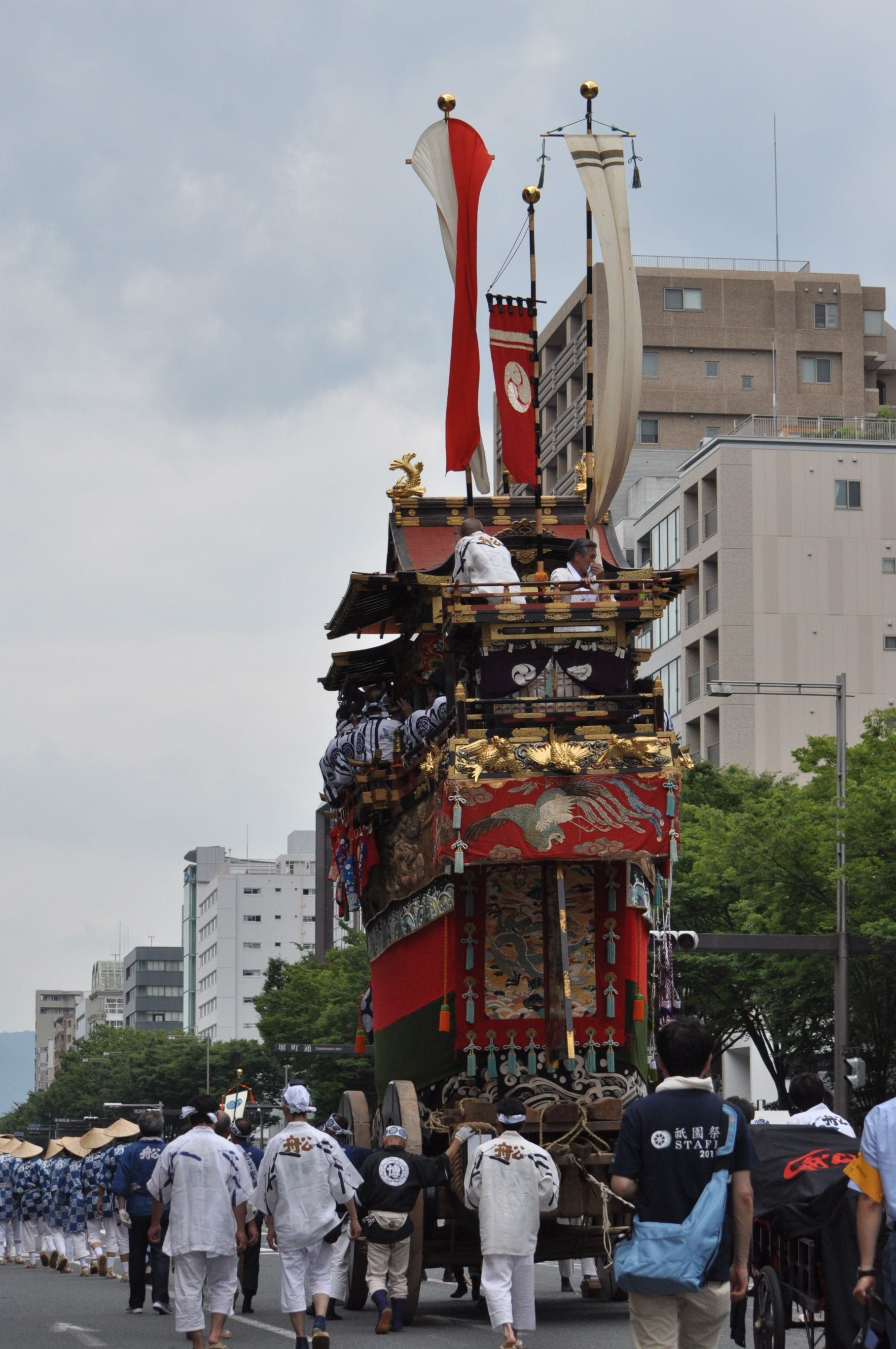
船鉾（2017年7月17日撮影）

#### 後祭
舁山
- 橋弁慶山（はしべんけいやま）/蛸薬師室町東入ル橋弁慶町。牛若丸と弁慶が五条大橋で闘う場面を表現する。舁山唯一のくじ取らずとして後祭の先頭を行く。両像ともに1563年（永禄6年）、大仏師・康運の作。弁慶が着用していた黒韋威肩白胴丸は室町時代の作で重要文化財。※
- 鯉山（こいやま）/室町六角下ル鯉山町。登竜門の故事に由来。滝登りする鯉と素戔嗚尊の社を乗せる。懸装品はホメロスの叙事詩『イーリアス』のトロイ戦争を題材にした図柄で、1600年（慶長5年）頃にベルギーで作られた1枚のタペストリー「アポロン像を礼拝するトロイア王プリアモスと妃へカベー」を裁断して作られている（重要文化財。巡行には複製を使用）。立身出世のお守りを授与する。
- 浄妙山（じょうみょうやま）/六角烏丸西入ル骨屋町。宇治川の戦いにおいて筒井浄妙の頭上を一来法師が飛び越した一瞬を再現している。浄妙像の頭を片手で抑えて身を翻す一来法師が奇観。「勝守」を授与する。橋弁慶山と同様、橋の欄干を設けて松を立てないが、後部に川岸を表す柳を垂らす。御神体が着用していた黒韋威肩白胴丸は室町時代の作で重要文化財。
- 黒主山（くろぬしやま）/室町三条下ル烏帽子屋町。謡曲『志賀』に因む。大伴黒主が桜を見上げている。桜の造花は盗難除けになるとされ、翌年の粽に添えて授与される。
- 役行者山（えんのぎょうじゃやま）/室町三条上ル役行者町。役小角が一言主神と葛城神の力を得て葛城と大峰の間に橋を架けた伝説に因み、岩屋の中にいる役行者の両側に立つ両神に二本の朱傘を立てる。巡行には聖護院の山伏が法螺貝を吹き鳴らしながら先導する。宵山でも柴燈護摩（さいとうごま）など修験道の儀式が行われる。
- 鈴鹿山（すずかやま）/烏丸三条上ル場之町。鈴鹿山で悪鬼を退治した鈴鹿権現（瀬織津姫尊）が御神体。真松に絵馬が吊り下げられ、巡行後には盗難除けとして関係者に授与される。
- 八幡山（はちまんやま）/新町三条下ル三条町。町内に古くからある八幡宮に総金箔を施して勧請した祠と朱の鳥居を置く。鳥居の上には左甚五郎作と伝える一対の白鳩が止まっている。

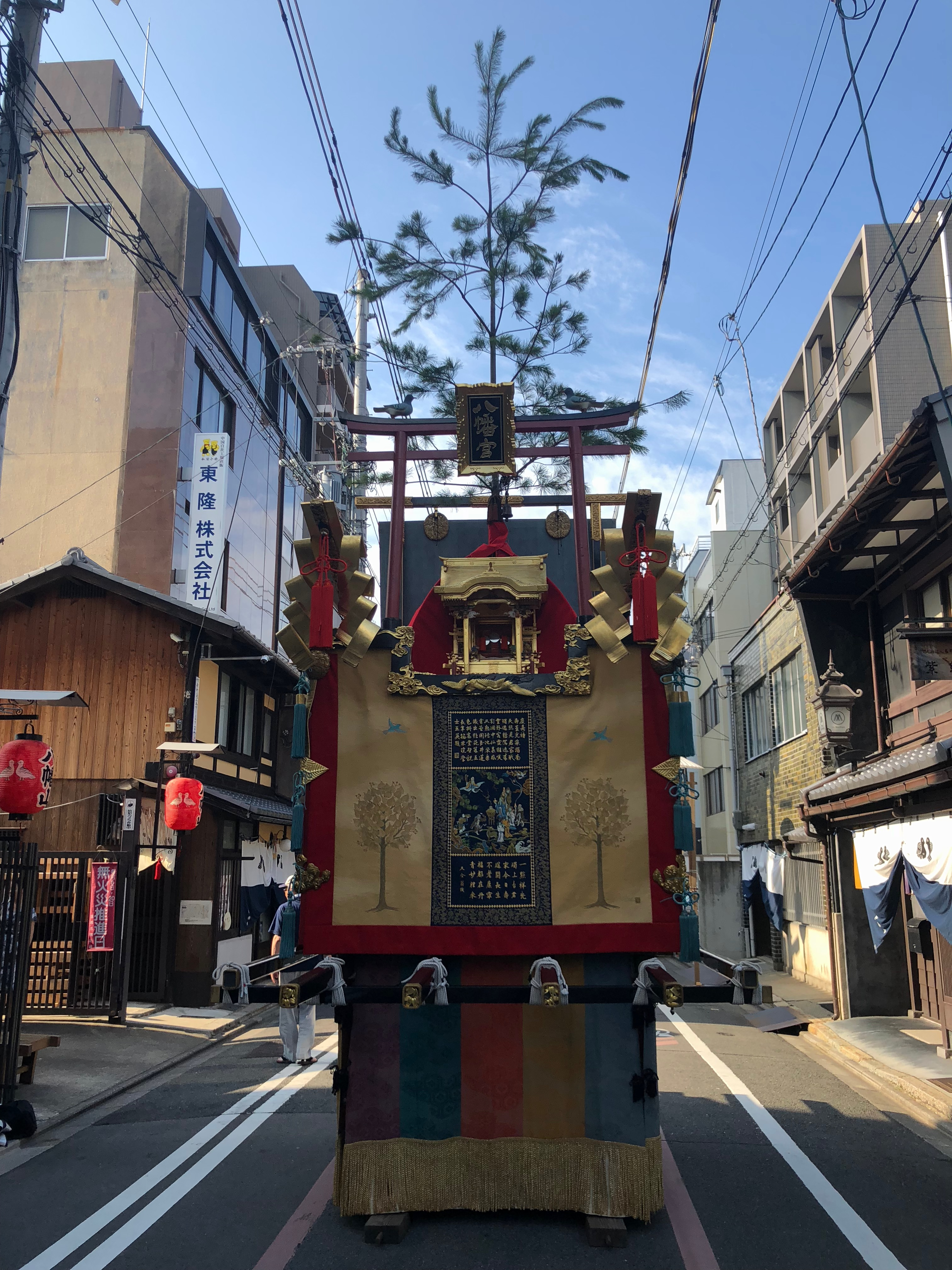
巡行前の八幡山（2018年7月4日撮影）

曳山
- 北観音山（きたかんのんやま）/新町六角下ル六角町。ご神体として楊柳観音と韋駄天を乗せる。元々南観音山との隔年巡行だったが、明治から毎年出るようになった。真松の枝に木彫の青い尾長鳥を取り付ける。鉾本体は精妙な飾金具で覆われる。両観音山ともに後部右側に大きな柳の枝を差す。この山だけは一般には粽を販売しておらず、曳山の搭乗も受け付けていない。関係者や招待者のみに粽の授与及び曳山の搭乗を行うのみである。※
- 南観音山（みなみかんのんやま）/新町錦小路上ル百足屋町。ご神体として楊柳観音と善財童子を乗せる。元々隔年巡行だったが、明治から毎年出ている。宵山の最後には楊柳観音を運び出して町内を回る「あばれ観音」を行う。真松の枝に木彫の鳩を取り付けるが、山を引き起こす前に予め取り付けておく北観音山と異なり、南観音山は山を引き起こした翌朝に木登り名人の大工が真松を登って取り付ける。四隅には房ではなく大薬玉を垂らす。※

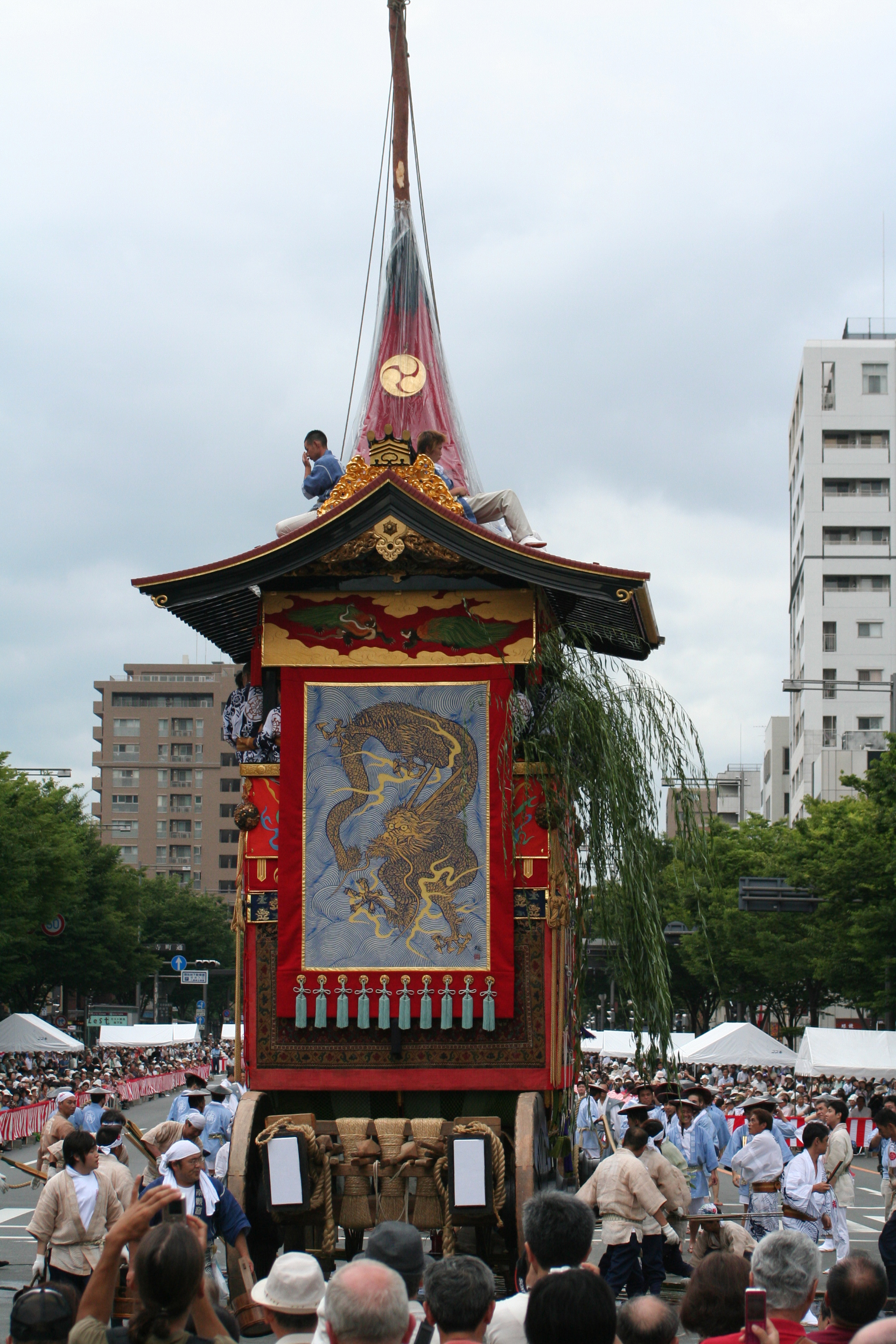
南観音山。見送りは加山又造下絵の『龍王渡海図』

- 鷹山（たかやま）/三条通室町西入ル衣棚町。後祭の曳山。在原行平の仁和の行幸（鷹狩、886年（仁和2年））をモチーフにした3体の狩装束の人形を神体とする。従者である中央の「樽負」（たるおい）は、粽を食べる姿で、2008年の京都市の調査では、蟷螂山と並んでからくりが行われていたことで有名であったとされている。応仁の乱以前に起源を持ち、大船鉾の直前を巡行したくじ取らずの曳山だったが、1826年（文政9年）に激しい夕立に遭って懸装品に甚だしい汚損を被ったとして休山していたところに1864年（元治元年）の禁門の変による大火で御神体と一部の懸装品を残して焼失。その後は居祭に参加するのみとなり、2014年（平成26年）までは宵々山と宵山の両日の夕刻以降に限って残された御神体と懸装品を同山の町内の眼鏡店で展示（居祭）していた。2014年（平成26年）にはおよそ190年ぶりに祇園囃子が復活し、2015年（平成27年）からは町内で祇園囃子の演奏を開始した。長く粽の一般への販売は行わなかったが、2015年（平成27年）から粽や他の授与品の一般への販売を開始した。2015年（平成27年）に一般財団法人「鷹山保存会」が設立され、2016年（平成28年）に公益財団法人に認定された。2019年（令和元年）の巡行からは大船鉾の正式復活前と同様に「唐櫃（からびつ）巡行」として巡行に参加し、最後の巡行から200年目の2026年までの復興を目指していたが、車輪等の古材を他の鉾から譲られたことから、それよりも早い2022年（令和4年）に巡行に復帰した[34]。

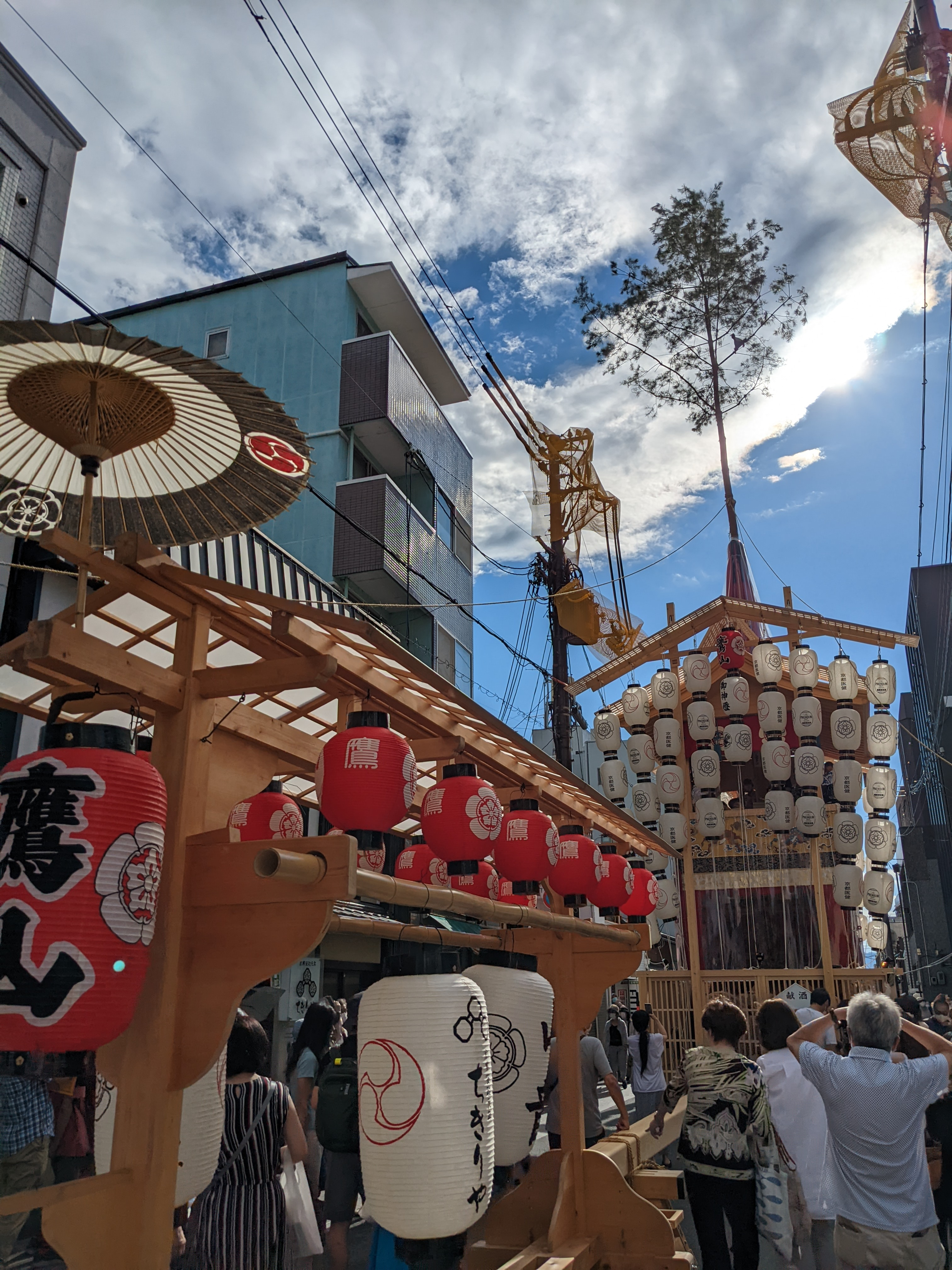
巡行前の鷹山（2022年7月22日撮影）

船鉾
- 大船鉾（おおふねほこ・大舩鉾）/新町四条下ル四条町。戦からの帰りを表すため、かつては“凱旋船鉾”と称したが、1984年（昭和59年）に京都を訪問した全斗煥韓国大統領に配慮して大船鉾と改称した。1864年（元治元年）の禁門の変による大火で罹災後巡行を休止していたが、2012年（平成24年）より神面を木箱に納めて運ぶ「唐櫃（からびつ）巡行」として山鉾巡行に復帰。2014年（平成26年）から鉾を巡行[35]。御神体は船鉾と同じ神功皇后と住吉明神、鹿島明神、安曇磯良だが、後の3体は失われていたため2019年（令和元年）に復興した。4体とも甲冑をつけず凱旋の姿を表す。宵山では安産のお守りを授与。船首は2メートルの大金幣が幕末の焼失を逃れて伝えられていたものを使用。2016年（平成28年）には龍頭が復元され、2019年（令和元年）には金箔で装飾された。これは四条町が明治初年まで南北に分かれており、毎年交代で担当し、舳先の飾りも替えていたことに倣ったもので、今後も踏襲される予定という。※

#### 休み山

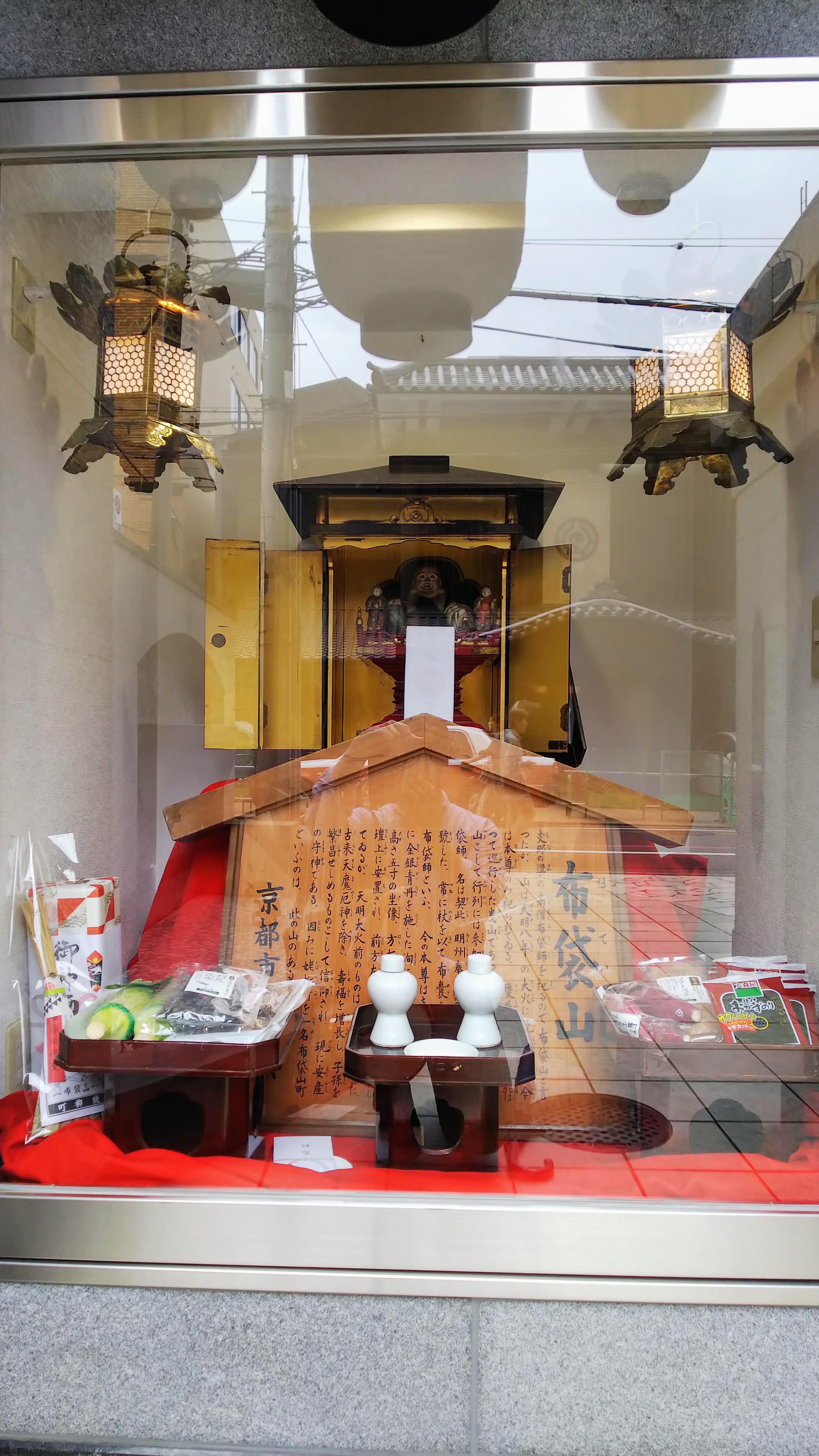
布袋山 会所飾り（2019年7月15日撮影）

度重なる大火や各山鉾町の事情によって現在は巡行していないが、宵山期間に残された御神体や宝物等を展示する「居祭」を行う山鉾。大火で木造部や宝物を焼失したり、町の借金返済のために宝物を売却したりして、巡行ができなくなり休み山が発生する。なお、かつて存在したことが記録に残されているだけで、居祭を行っていない山（御射山など）は休み山とはいわない。かつては焼山（やけやま）と言った。第二次世界大戦後、菊水鉾・綾傘鉾・蟷螂山・四条傘鉾・大船鉾・鷹山が相次ぎ復興したことにより現在は1つの山だけが残されている。
- 布袋山（ほていやま）/蛸薬師通新町東入姥柳町。前祭の舁山。布袋和尚と二童子を神体とする。1500年（明応9年）に巡行に参加したという記録があるが、江戸中期の宝暦年間（1751年 - 1763年）より不参加といわれ、1788年（天明8年）の「天明の大火」で御神体の布袋尊と二童子のミニチュアを残し焼失。どんな趣向の山であったか分からず、謎に包まれている。御神体と共に飾られる京都市観光課の案内板には「支那の梁の高僧布袋師を祀るので布袋山と言つたが、山は天明八年の大火に焼失して、今は本尊のみ祀られている。慶長以来祇園会に加はつて巡行した曳山であつたが、宝暦以後は飾山として行列には参加しなかつたといふ。布袋師、名は契此、明州奉北県の人、長汀子と号した。常に杖を以て布囊を荷つてゐたので布袋師といふ。今の本尊は支那伝来の白青瓷に金銀青丹を施した洵に優れた磁器であり、高さ五寸の坐像、方七寸の精巧な堆朱の須彌壇上に安置され、前方左右に唐子童子を具してゐるが、天明大火前のものは木像であつた。古来天魔厄神を除き、寿福を増長し、子孫を繁昌せしめるものとして信仰され、現に安産の守神である。因みに姥柳町を一名布袋山町といふのは、此の山のある故である。〔※原文に使用されている異体字は改めた。「曳山」は原文ママ〕」とある。2005年（平成17年）に安政年間（1854年 - 1859年）作製とみられる護符の版木が確認された。また、2006年（平成18年）には懸装品と伝わる織物が地元企業（川島織物セルコン）に保管されているのが確認され、実物大の模造品が宵山で展示された。この山も山を再建し、巡行参加を復活させる構想がある。なお、布袋山はかつての資料が全く残っておらず、現存する他の山を参照した全く新しい形の山の再建が検討されている。資金や技術伝承の問題があり、具体的なスケジュールは発表されていないが、布袋山は基本的な木組みが2012年（平成24年）に寄贈されており、10年以内の復興を目指していた。復興の機運の高まりとともに2016年（平成28年）までは7月13日の夕刻から宵山までの4日間、御神体を祀る居祭を行い、粽やお守りの販売や朱印の押印などを行っていた。ただ、2017年（平成29年）には町内会と保存会長の間にトラブルが発生し、神体などが町内会側に引き渡すよう裁判所から命令が出るなどし、2017年（平成29年）以降の宵山期間の居祭が大幅に縮小されるなどの影響が出ており、復興スケジュールに影響が出ることもありうる。2024年（令和6年）現在、7月14日の午後に限って、八坂神社の神職による祈禱を受けた粽や、新たに作られた御朱印（2023年（令和5年）より使用と見られる）が、町内会の人々によって授与されている。なお、件の保存会の活動は途絶えておらず、2025年（令和7年）の復興を目指すとしているが、実現するかは不明である。保存会では、前祭・後祭双方の宵山の期間において、独自に御朱印（2015年（平成27年）より使用されているもの）や粽、「祇園祭布袋山」の字が入ったうちわの販売を行っているが、町内会の了解を得ているものかは判然としていない。

#### 現存しない山鉾
かつて応仁の乱前後に存在し現在消失した山鉾がある。
- 御射山（みさやま）/東洞院通蛸薬師上ル御射山町。諏訪大社の末社・御射山神社（長野県）に由来する。現在は町名、公園名に残されている[36]。

### 山鉾の巡行順
太字は「くじ取らず」。

#### 前祭
- 1番目：長刀鉾
- 2番目：山一番
- 3番目：山二番
- 4番目：山三番
- 5番目：函谷鉾
- 6番目：山四番
- 7番目：傘鉾一番（四条傘鉾・綾傘鉾のいずれか）
- 8番目：山五番
- 9番目：鉾一番（菊水鉾・鶏鉾・月鉾のいずれか）
- 10番目：山六番
- 11番目：山七番
- 12番目：山八番
- 13番目：鉾二番（菊水鉾・鶏鉾・月鉾のいずれか）
- 14番目：山九番
- 15番目：傘鉾二番（四条傘鉾・綾傘鉾のいずれか）
- 16番目：山十番
- 17番目：鉾三番（菊水鉾・鶏鉾・月鉾のいずれか）
- 18番目：山十一番
- 19番目：山十二番
- 20番目：山十三番
- 21番目：放下鉾
- 22番目：岩戸山
- 23番目：船鉾

#### 後祭
- 1番目：橋弁慶山
- 2番目：北観音山または南観音山（隔年交代・西暦奇数年は南観音山）
- 3番目：山（後）一番
- 4番目：山（後）二番
- 5番目：山（後）三番
- 6番目：南観音山または北観音山（隔年交代・西暦奇数年は北観音山）
- 7番目：山（後）四番
- 8番目：山（後）五番
- 9番目：山（後）六番
- 10番目：鷹山
- 11番目：大船鉾

2022年から現在まで
- 1番目：橋弁慶山
- 2番目：北観音山
- 3番目：山（後）一番
- 4番目：山（後）二番
- 5番目：山（後）三番
- 6番目：南観音山
- 7番目：山（後）四番
- 8番目：山（後）五番
- 9番目：山（後）六番
- 10番目：鷹山
- 11番目：大船鉾

2019年から2021年まで
- 1番目：橋弁慶山
- 2番目：北観音山
- 3番目：山（後）一番
- 4番目：山（後）二番
- 5番目：山（後）三番
- 6番目：南観音山
- 7番目：山（後）四番
- 8番目：山（後）五番
- 9番目：山（後）六番
- 10番目：鷹山（唐櫃巡行）
- 11番目：大船鉾

2014年から2018年まで
- 1番目：橋弁慶山
- 2番目：北観音山
- 3番目：山（後）一番
- 4番目：山（後）二番
- 5番目：山（後）三番
- 6番目：南観音山
- 7番目：山（後）四番
- 8番目：山（後）五番
- 9番目：山（後）六番
- 10番目：大船鉾

2012年・2013年の両年
- 24番目：橋弁慶山
- 25番目：北観音山
- 26番目：山（後）一番
- 27番目：山（後）二番
- 28番目：山（後）三番
- 29番目：南観音山
- 30番目：山（後）四番
- 31番目：山（後）五番
- 32番目：山（後）六番
- 33番目：大船鉾（唐櫃巡行）

2011年以前
- 24番目：北観音山
- 25番目：橋弁慶山
- 26番目：山（後）一番
- 27番目：山（後）二番
- 28番目：山（後）三番
- 29番目：山（後）四番
- 30番目：山（後）五番
- 31番目：山（後）六番
- 32番目：南観音山

2013年（平成25年）までの先祭と後祭の合同巡行時は、先祭の行列の終了後に引き続いて後祭の巡行を行っていた。そのため、後祭の山鉾が全体の23番目より前に巡行することはなく、逆に先祭の山鉾の巡行順が全体の24番目以降になることもなかった。

#### 過去
山鉾の頭文字を表示。[]はくじ取らず。唐櫃巡行は除く。

##### 前祭
|        | [長]                             | 山1                              | 山2                              | 山3                              | [函]                             | 山4                              | 傘1                              | 山5                              | 鉾1                              | 山6                              | 山7                              | 山8                              | 鉾2                              | 山9                              | 傘2                              | 山10                             | 鉾3                              | 山11                             | 山12                             | 山13                             | [放]                             | [岩]                             | [船]                             |
| ------ | -------------------------------- | -------------------------------- | -------------------------------- | -------------------------------- | -------------------------------- | -------------------------------- | -------------------------------- | -------------------------------- | -------------------------------- | -------------------------------- | -------------------------------- | -------------------------------- | -------------------------------- | -------------------------------- | -------------------------------- | -------------------------------- | -------------------------------- | -------------------------------- | -------------------------------- | -------------------------------- | -------------------------------- | -------------------------------- | -------------------------------- |
| 2025年 | [長]                             | 占                               | 霰                               | 山                               | [函]                             | 油                               | 綾                               | 蟷                               | 菊                               | 保                               | 伯                               | 白                               | 月                               | 木                               | 四                               | 太                               | 鶏                               | 芦                               | 郭                               | 孟                               | [放]                             | [岩]                             | [船]                             |
| 2024年 | [長]                             | 油                               | 伯                               | 白                               | [函]                             | 山                               | 綾                               | 保                               | 鶏                               | 霰                               | 芦                               | 孟                               | 月                               | 太                               | 四                               | 蟷                               | 菊                               | 木                               | 郭                               | 占                               | [放]                             | [岩]                             | [船]                             |
| 2023年 | [長]                             | 山                               | 白                               | 芦                               | [函]                             | 郭                               | 四                               | 木                               | 鶏                               | 油                               | 孟                               | 霰                               | 菊                               | 保                               | 綾                               | 太                               | 月                               | 伯                               | 蟷                               | 占                               | [放]                             | [岩]                             | [船]                             |
| 2022年 | [長]                             | 孟                               | 保                               | 郭                               | [函]                             | 白                               | 四                               | 油                               | 月                               | 蟷                               | 山                               | 霰                               | 鶏                               | 木                               | 綾                               | 占                               | 菊                               | 芦                               | 伯                               | 太                               | [放]                             | [岩]                             | [船]                             |
| 2021年 | 新型コロナウイルスのため巡行中止 | 新型コロナウイルスのため巡行中止 | 新型コロナウイルスのため巡行中止 | 新型コロナウイルスのため巡行中止 | 新型コロナウイルスのため巡行中止 | 新型コロナウイルスのため巡行中止 | 新型コロナウイルスのため巡行中止 | 新型コロナウイルスのため巡行中止 | 新型コロナウイルスのため巡行中止 | 新型コロナウイルスのため巡行中止 | 新型コロナウイルスのため巡行中止 | 新型コロナウイルスのため巡行中止 | 新型コロナウイルスのため巡行中止 | 新型コロナウイルスのため巡行中止 | 新型コロナウイルスのため巡行中止 | 新型コロナウイルスのため巡行中止 | 新型コロナウイルスのため巡行中止 | 新型コロナウイルスのため巡行中止 | 新型コロナウイルスのため巡行中止 | 新型コロナウイルスのため巡行中止 | 新型コロナウイルスのため巡行中止 | 新型コロナウイルスのため巡行中止 | 新型コロナウイルスのため巡行中止 |
| 2020年 | 新型コロナウイルスのため巡行中止 | 新型コロナウイルスのため巡行中止 | 新型コロナウイルスのため巡行中止 | 新型コロナウイルスのため巡行中止 | 新型コロナウイルスのため巡行中止 | 新型コロナウイルスのため巡行中止 | 新型コロナウイルスのため巡行中止 | 新型コロナウイルスのため巡行中止 | 新型コロナウイルスのため巡行中止 | 新型コロナウイルスのため巡行中止 | 新型コロナウイルスのため巡行中止 | 新型コロナウイルスのため巡行中止 | 新型コロナウイルスのため巡行中止 | 新型コロナウイルスのため巡行中止 | 新型コロナウイルスのため巡行中止 | 新型コロナウイルスのため巡行中止 | 新型コロナウイルスのため巡行中止 | 新型コロナウイルスのため巡行中止 | 新型コロナウイルスのため巡行中止 | 新型コロナウイルスのため巡行中止 | 新型コロナウイルスのため巡行中止 | 新型コロナウイルスのため巡行中止 | 新型コロナウイルスのため巡行中止 |
| 2019年 | [長]                             | 蟷                               | 芦                               | 木                               | [函]                             | 郭                               | 綾                               | 伯                               | 菊                               | 油                               | 太                               | 保                               | 鶏                               | 白                               | 四                               | 孟                               | 月                               | 山                               | 占                               | 霰                               | [放]                             | [岩]                             | [船]                             |
| 2018年 | [長]                             | 蟷                               | 霰                               | 油                               | [函]                             | 孟                               | 綾                               | 白                               | 鶏                               | 太                               | 伯                               | 芦                               | 月                               | 山                               | 四                               | 占                               | 菊                               | 保                               | 郭                               | 木                               | [放]                             | [岩]                             | [船]                             |
| 2017年 | [長]                             | 占                               | 孟                               | 霰                               | [函]                             | 伯                               | 四                               | 芦                               | 月                               | 山                               | 油                               | 太                               | 鶏                               | 木                               | 綾                               | 蟷                               | 菊                               | 白                               | 郭                               | 保                               | [放]                             | [岩]                             | [船]                             |
| 2016年 | [長]                             | 山                               | 白                               | 孟                               | [函]                             | 太                               | 四                               | 占                               | 月                               | 芦                               | 蟷                               | 保                               | 鶏                               | 伯                               | 綾                               | 霰                               | 菊                               | 木                               | 郭                               | 油                               | [放]                             | [岩]                             | [船]                             |
| 2015年 | [長]                             | 孟                               | 芦                               | 伯                               | [函]                             | 油                               | 四                               | 占                               | 月                               | 蟷                               | 木                               | 山                               | 菊                               | 郭                               | 綾                               | 太                               | 鶏                               | 白                               | 保                               | 霰                               | [放]                             | [岩]                             | [船]                             |
| 2014年 | [長]                             | 占                               | 芦                               | 孟                               | [函]                             | 山                               | 綾                               | 伯                               | 菊                               | 太                               | 霰                               | 油                               | 鶏                               | 木                               | 四                               | 蟷                               | 月                               | 白                               | 保                               | 郭                               | [放]                             | [岩]                             | [船]                             |

##### 後祭
|        | [橋]                             | 観1                              | 山1                              | 山2                              | 山3                              | 観2                              | 山4                              | 山5                              | 山6                              | [鷹]                             | [大]                             |
| ------ | -------------------------------- | -------------------------------- | -------------------------------- | -------------------------------- | -------------------------------- | -------------------------------- | -------------------------------- | -------------------------------- | -------------------------------- | -------------------------------- | -------------------------------- |
| 2025年 | [橋]                             | 南                               | 八                               | 浄                               | 鯉                               | 北                               | 八                               | 黒                               | 鈴                               | [鷹]                             | [大]                             |
| 2024年 | [橋]                             | 北                               | 黒                               | 鯉                               | 鈴                               | 南                               | 浄                               | 八                               | 役                               | [鷹]                             | [大]                             |
| 2023年 | [橋]                             | 南                               | 浄                               | 八                               | 鯉                               | 北                               | 黒                               | 役                               | 鈴                               | [鷹]                             | [大]                             |
| 2022年 | [橋]                             | 北                               | 浄                               | 鯉                               | 鈴                               | 南                               | 役                               | 黒                               | 八                               | [鷹]                             | [大]                             |
|        | [橋]                             | [北]                             | 山1                              | 山2                              | 山3                              | [南]                             | 山4                              | 山5                              | 山6                              | [鷹]                             | [大]                             |
| 2021年 | 新型コロナウイルスのため巡行中止 | 新型コロナウイルスのため巡行中止 | 新型コロナウイルスのため巡行中止 | 新型コロナウイルスのため巡行中止 | 新型コロナウイルスのため巡行中止 | 新型コロナウイルスのため巡行中止 | 新型コロナウイルスのため巡行中止 | 新型コロナウイルスのため巡行中止 | 新型コロナウイルスのため巡行中止 | 新型コロナウイルスのため巡行中止 | 新型コロナウイルスのため巡行中止 |
| 2020年 | 新型コロナウイルスのため巡行中止 | 新型コロナウイルスのため巡行中止 | 新型コロナウイルスのため巡行中止 | 新型コロナウイルスのため巡行中止 | 新型コロナウイルスのため巡行中止 | 新型コロナウイルスのため巡行中止 | 新型コロナウイルスのため巡行中止 | 新型コロナウイルスのため巡行中止 | 新型コロナウイルスのため巡行中止 | 新型コロナウイルスのため巡行中止 | 新型コロナウイルスのため巡行中止 |
| 2019年 | [橋]                             | [北]                             | 鯉                               | 八                               | 黒                               | [南]                             | 役                               | 浄                               | 鈴                               | [鷹]                             | [大]                             |
|        | [橋]                             | [北]                             | 山1                              | 山2                              | 山3                              | [南]                             | 山4                              | 山5                              | 山6                              | [大]                             |                                  |
| 2018年 | [橋]                             | [北]                             | 黒                               | 鯉                               | 鈴                               | [南]                             | 役                               | 浄                               | 八                               | [大]                             |                                  |
| 2017年 | [橋]                             | [北]                             | 鯉                               | 役                               | 八                               | [南]                             | 鈴                               | 浄                               | 黒                               | [大]                             |                                  |
| 2016年 | [橋]                             | [北]                             | 浄                               | 役                               | 黒                               | [南]                             | 鈴                               | 八                               | 鯉                               | [大]                             |                                  |
| 2015年 | [橋]                             | [北]                             | 役                               | 八                               | 鈴                               | [南]                             | 鯉                               | 黒                               | 浄                               | [大]                             |                                  |
| 2014年 | [橋]                             | [北]                             | 八                               | 浄                               | 鈴                               | [南]                             | 鯉                               | 役                               | 黒                               | [大]                             |                                  |
| 2013年 | [橋]                             | [北]                             | 黒                               | 浄                               | 役                               | [南]                             | 鈴                               | 八                               | 鯉                               | [大]                             |                                  |
| 2012年 | [橋]                             | [北]                             | 鈴                               | 浄                               | 黒                               | [南]                             | 鯉                               | 八                               | 役                               | [大]                             |                                  |
|        | [北]                             | [橋]                             | 山1                              | 山2                              | 山3                              | 山4                              | 山5                              | 山6                              | [南]                             |                                  |                                  |
| 2011年 | [北]                             | [橋]                             | 八                               | 鯉                               | 役                               | 鈴                               | 黒                               | 浄                               | [南]                             |                                  |                                  |
| 2010年 | [北]                             | [橋]                             | 役                               | 八                               | 黒                               | 鈴                               | 浄                               | 鯉                               | [南]                             |                                  |                                  |

#### くじ取らず
くじは全ての山鉾が引くわけでなく、くじを引かないでも予め順番が決まっているものもある。これを「くじ取らず」という。時代と共にその数と順序に変遷があるが、現在「前祭」・「後祭」共に5基のくじ取らずがある。
前祭においては、先頭の長刀鉾、5番目の函谷鉾、21番目の放下鉾、22番目の岩戸山、23番目の船鉾（前祭巡行の最後）、後祭においては、先頭の橋弁慶山、2番目の北観音山、6番目の南観音山、10番目の鷹山、11番目の大船鉾（後祭巡行の最後）が「くじ取らず」である。
後祭は従来、先頭の橋弁慶山、最後尾の大船鉾、その一つ手前の鷹山だけがくじ取らずであったが、隔年で出る申し合わせだった2基の観音山の内、南観音山が大火の被害甚だしく不出となった折、北観音山が連続して巡行に出で、その後南観音山が復帰した後も両観音山は同時に参加することとなった1872年（明治5年）以降、先頭に北観音山（必然的に橋弁慶山は2番に後退）、最後尾に南観音山を配置し、これらをくじ取らずに加えた。
しかし、142年ぶりに大船鉾が唐櫃で巡行に復帰した2012年（平成24年）に、くじ取らずの順序の見直しがなされ、後祭の先頭は140年ぶりに橋弁慶山に戻り、2番目が北観音山、最後だった南観音山は6番目に移り、かつて後祭の最後に巡行していた大船鉾が、復活後も最終に巡行することになった。2019年（令和元年）に鷹山が唐櫃で巡行に復帰したが、かつてと同様に大船鉾の直前を行くくじ取らずとなった。また、2023年（令和5年）から北観音山と南観音山がくじ取らずのまま「先番」と「後番」を隔年で交代することとなり、2023年（令和5年）は2番目を南観音山が、6番目を北観音山が巡行した。
また、くじ取らずではないものの、注目の鉾がくじによって連続しないよう一種の「シード制」を取り、限られた巡行順の中でのみくじによって位置を入れ替えるものもある。すなわち、月鉾・菊水鉾・鶏鉾の3基の鉾は巡行順が9番目・13番目・17番目と決められており、仮に「鉾1番」のくじだと全体の9番目を行く事になる。同様に綾傘鉾・四条傘鉾の2つの「傘鉾」は、巡行順が全体の7番目と15番目と決められており、「傘鉾1番」のくじだと全体の7番目ということになる。傘鉾の場合は古来舁山と同じ扱いでくじを引き、その度不規則に位置を変える慣わしであったが、1996年（平成8年）に「傘鉾」のくじが新設され、以来現在の形となった。
以上よりくじ順の実際を整理すると、例えば「山7番」を引いた場合でいえば、先頭を行く長刀鉾の次に「山1番」の舁山が全体でいう2番めに巡行し、その後にくじ取らずの函谷鉾と「鉾1番」の鉾・「傘鉾1番」の傘鉾が入るため、全体では11番目の巡行ということになる。

### 会所（かいしょ）
山鉾の運営基地となる建物。山鉾町の事務所として山鉾の収納、御神体の安置、祇園囃子の稽古場、懸装品の展観、授与物の頒布など、さまざまな用途に使われる。普通の町家と並んで存在するものは「表棟型町会所」と分類され、長刀鉾・月鉾・船鉾・放下鉾・北観音山・南観音山・山伏山・橋弁慶山・保昌山・郭巨山に古式なものが残る。大型の鉾・曳山の場合は、奥に立派な土蔵を備えている場合が多い。また表通りから狭い露地を通った奥に会所があるものは「奥棟型町会所」と分類され、舁山の町に多い。古式なものは役行者山・八幡山・鯉山・霰天神山・孟宗山・鈴鹿山・占出山の町内にある。祭礼期間以外は適宜な店子に賃貸され、商家として利用された。江戸時代には髪結床となっていた場合も多い。明治維新以後、町会所が所有者不明として収公され、山鉾の運営に窮することになったり、会所の所有権をめぐる争いが長引いて山鉾が出せなくなった事例もある。長期にわたる中絶の後に復興した菊水鉾では、町内の金剛能楽堂を会所の代わりにしていたが、能楽堂の移転によって、跡地に建設されたマンションの2階を町が購入し、会所として利用している。鉾本体は1967年（昭和42年）に京都市南区東九条南河辺町に新築された収蔵庫に保管されている。また2014年（平成26年）に復興した大船鉾では、2016年（平成28年）に旧町会所に近い古い町家を購入・改造して町会所としている。なお、戦後の変革で町会所を失った山鉾のために、京都市は1968年（昭和43年）、八坂神社に隣接する円山公園の一角に「祇園祭山鉾館」を設け、山鉾の収蔵庫として利用されている。ここには岩戸山・孟宗山・黒主山・浄妙山・太子山・油天神山・郭巨山・伯牙山・芦刈山・木賊山が収納されている（収蔵庫であり、展示・見学機能はない）。

### 寄町（よりちょう）
山鉾の運営を支えるために、豊臣政権下（1583年（天正11年）〜）で制定された制度。山鉾町周辺の特定の町や土地を指定し、課税に準じて各山鉾の運営資金「地ノ口米」を徴収した。町々への賦課は、最高は三石余り、最低は一斗以下とばらつきが大きいが、早くから金納になっていたものと思われる。寄町は山鉾の運営には直接かかわらないが、山鉾町より粽などが贈られた。1872年（明治5年）、寄町制度が廃止されたため、祇園祭を維持する目的で、八坂神社の氏子を母体とする「清々講社」が結成され、神輿渡御・山鉾巡行を経済的に後援することになった。寄町制度廃止後も、山鉾町との関係を保っている旧寄町もある。
寄町一覧（【】内は山鉾町）
- 長刀鉾【四条烏丸東入ル長刀鉾町】堀之内町・立売西町・童侍者町・水銀屋町・松原中ノ町・坂東屋町・姥柳町（7ヶ町）
- 函谷鉾【四条烏丸西入ル凾谷鉾町】貞安前町・葛籠屋町・高辻尻町・蓮池町・四条通烏丸西北角家（4ヶ町・1軒）
- 鶏鉾【室町四条下ル鶏鉾町】三条油小路町・大東町・菊屋町・木ノ下町・三条西洞院町・元妙願寺町・柳町・錦堀川町・同町西側・上八文字町・下八文字町・塚本町・元水町・下山崎町・山崎町・四坊堀川町・月鉾町角家（18ヶ町・1軒）
- 菊水鉾【室町四条上ル菊水鉾町】二条油小路町・押小路油小路町・式阿弥町・矢幡町・中保利町・高宮町・御所八幡町・東八幡町・御池大東町・雁金町・四条坊門油屋町・蛸屋町・西魚屋町・中魚屋町・東魚屋町・鍛冶屋町・高辻雁金町・饅頭屋町・四条室町角家東側・同西側・室町錦小路角家東側・同西側（18ヶ町・4軒）
- 月鉾【四条室町西入ル月鉾町】小島町・元竹田町・御射山町・道祐町・甲屋町・相之町・永原町・仏光寺町・吉文字町・杉屋町・三文字町・菊水鉾町の内3所・鶏鉾町の内2軒・新町四条東入上ル観音堂図子（14ヶ町）
- 放下鉾【新町四条上ル小結棚町】三条大宮町・六角大宮町・四条坊門大宮町・車屋町・鍛冶屋町・姉西堀川町・上金仏町・下金仏町・橘町・新町通四条上ル東入観音堂図子・東天神山町角家・郭巨山町角家・錦小路町角家（10ヶ町・3軒）
- 船鉾【新町綾小路下ル船鉾町（旧称：南北袋屋町）】大橋町・大橋二丁目・三条坊門西側・同東側・六角堀川町・六角越後町・越後突抜町・四条堀川町東側・同西側・綾小路堀川町西側・吉水町東側・同西側・きよし寺の町（一道院）・来迎堂町（13ヶ町）
- 岩戸山【新町仏光寺下ル岩戸山町】薬師前町・玉津島町・中野之町・薮下町・御影町・糸屋町・徳屋町・南岩戸山町（8ヶ町）
- 綾傘鉾【綾小路新町東入ル善長寺町】（寄町なし）
- 四条傘鉾【四条西洞院西入ル傘鉾町】（寄町なし）
- 保昌山【東洞院松原上ル燈籠町】本燈籠町・稲荷町・杉屋町・不動町・京極町・高材木町・竹屋町（8ヶ町）
- 孟宗山【烏丸四条上ル笋町】十文字町・瀬戸屋町・鍵屋町・恵美須屋町・恵美須之町・夕顔町・中之町（7ヶ町）
- 占出山【錦小路室町東入ル占出山町】奈良物町・立売東之町・立売西之町・烏丸通錦小路西南角家・室町通錦小路東北角家（3ヶ町・2軒）
- 山伏山【室町蛸薬師下ル山伏山町】西押小路町・左京町・竹屋町・瓦町・海老屋町・伊勢屋町・船屋町・大日町（8ヶ町）
- 霰天神山【錦小路室町西入ル天神山町】（寄町なし）
- 郭巨山【四条西洞院東入ル郭巨山町】膏薬図子北半・炭座図子（2ヶ町）
- 伯牙山【綾小路新町西入ル矢田町】膏薬図子南半・筋屋町・八文字町・俵屋町・鍋屋町（5ヶ町）
- 芦刈山【綾小路西洞院西入ル芦刈山町】東井ノ本町・西井ノ本町・高野堂町・要法寺町・北妙満寺町・南妙満寺町・佐竹町・今大黒町・丸屋町・綾小路通西洞院北西角家・同南西角・杉蛭子町（10ヶ町・2軒）
- 油天神山【油小路綾小路下ル風早町】四条大宮町・綾小路大宮町・塩屋町・松町・天道町・要法寺町・藤岡町・井之元町角家（7ヶ町・1軒）
- 木賊山【仏光寺西洞院西入ル木賊山町】枡屋町・橘町・富永町・晒屋町・喜吉町・松原通堀川西入北側大宮まで二町（6ヶ町）
- 太子山【油小路仏光寺下ル太子山町】荒神町・雁金町・高猪熊町・十文字町・針屋町・蔵屋町・舟屋町・天使之町・菊屋町（9ヶ町）
- 白楽天山【室町綾小路下ル白楽天山町】神明町・材木町・塩屋町・足袋屋町・糸屋町角家（4ヶ町・1軒）
- 蟷螂山【西洞院四条上ル蟷螂山町】妙伝寺町・不動町・尻切屋町・西洞院通四条西北角家・町内外郎屋敷（3ヶ町・2軒）
- 北観音山【新町六角下ル六角町】橘町・鶴屋町・二王門町・大黒町・二条殿町地尻・新町通六角乾の角桑原の辻（5ヶ町・2所）
- 南観音山【新町錦小路上ル百足屋町】大文字町・高宮町・骨屋町・朝倉町・福長町・松下町・守山町・俵屋町（8ヶ町）
- 大船鉾【新町四条下ル四条町】船屋町・虎石町・松屋町南側・観音町・笹屋町・等持寺町・帯屋町・貝屋町・四条通新町南西角家（8ヶ町・1軒）
- 橋弁慶山【蛸薬師室町東入ル橋弁慶山町】七観音町・竹之坊町（西錦小路町）・一蓮社町（3ヶ町）
- 鯉山【室町六角下ル鯉山町】千切屋町・堀之上町・大黒町・八百屋町・井筒屋町（5ヶ町）
- 浄妙山【六角烏丸西入ル骨屋町】衣棚突抜町・長浜町・下妙覚寺町・上妙覚寺町・釜座突抜町・津軽町・下松屋町・上松屋町・古西町・空也町（10ヶ町）
- 黒主山【室町三条下ル烏帽子屋町】槌屋町・油屋町・八幡町・大坂材木町・枡屋町・弁慶石町・高田町・鍵屋町（8ヶ町）
- 役行者山【室町三条上ル役行者町】円福寺町・石橋町・両替町・森下町・元本能寺町・西堂町・猩々町（7ヶ町）
- 鈴鹿山【烏丸三条上ル場之町】尾張町・上白山町・中白山町・下白山町・白壁町・堺町・町頭町・中之町西側・神明町・両替町・曇花院殿町・三条梅忠町角家（11ヶ町・1軒）
- 八幡山【新町三条下ル三条町】玉蔵町（1ヶ町）
- 布袋山【蛸薬師通新町東入ル姥柳町】（寄町なし、姥柳町自体が長刀鉾の寄町となる）
- 鷹山【三条通室町西入ル衣棚町】衣棚南町・釜座町・天性寺町・下本能寺町・上本能寺町・妙満寺町・丸屋町・大文字町・亀屋町（御幸町通の亀屋町）・山本町・三条通新町東南角家・同東北角家（10ヶ町・2軒）。他に本能寺町・南本能寺町・池須町・六角油小路町が衣棚南町の寄町で、富井康夫（1971）はこれを枝寄町[41]と名付けた。これを含めると（14ヶ町・2軒）

## 稚児
祇園祭には稚児が参加する。

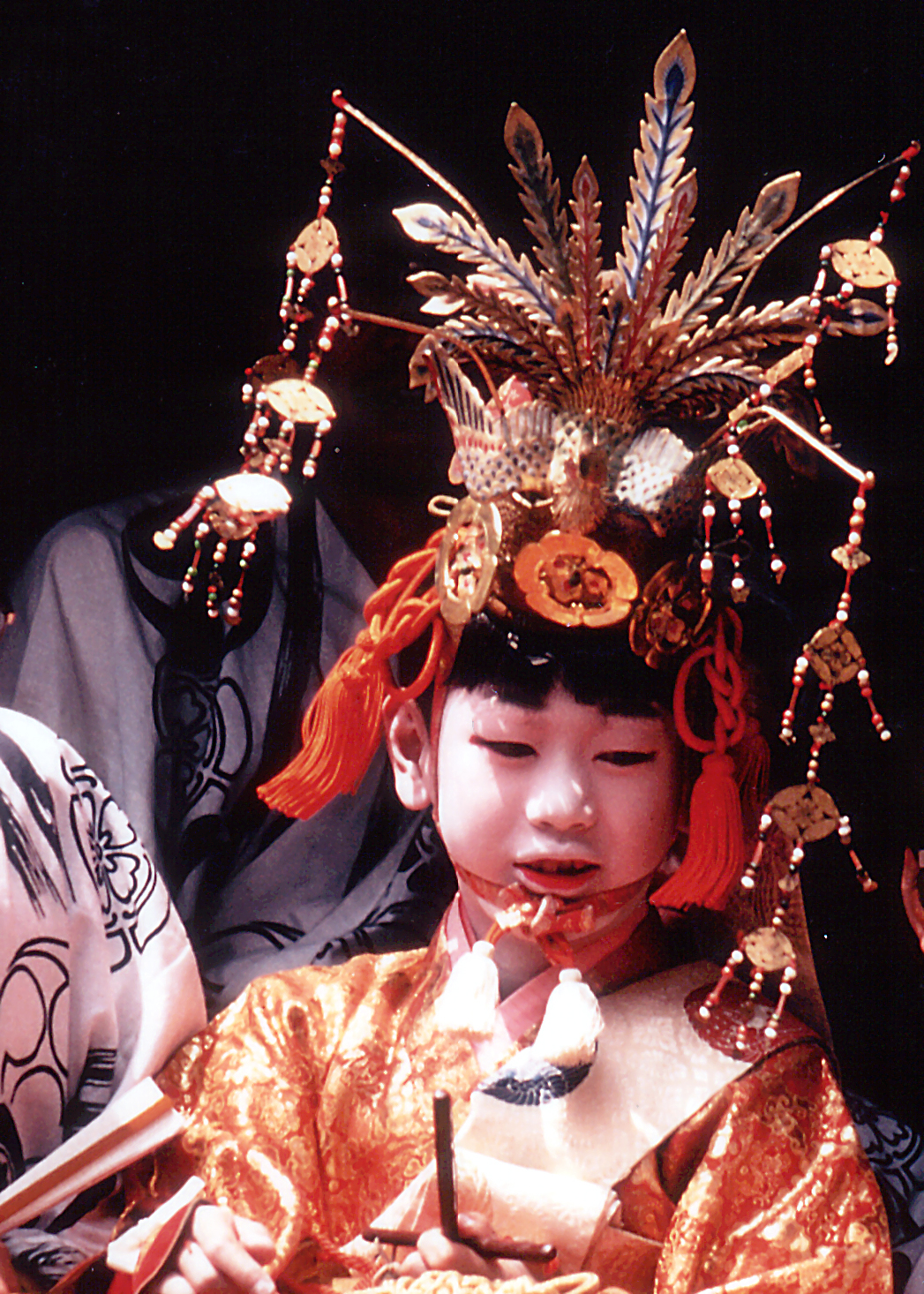
長刀鉾の稚児（山鉾巡行）
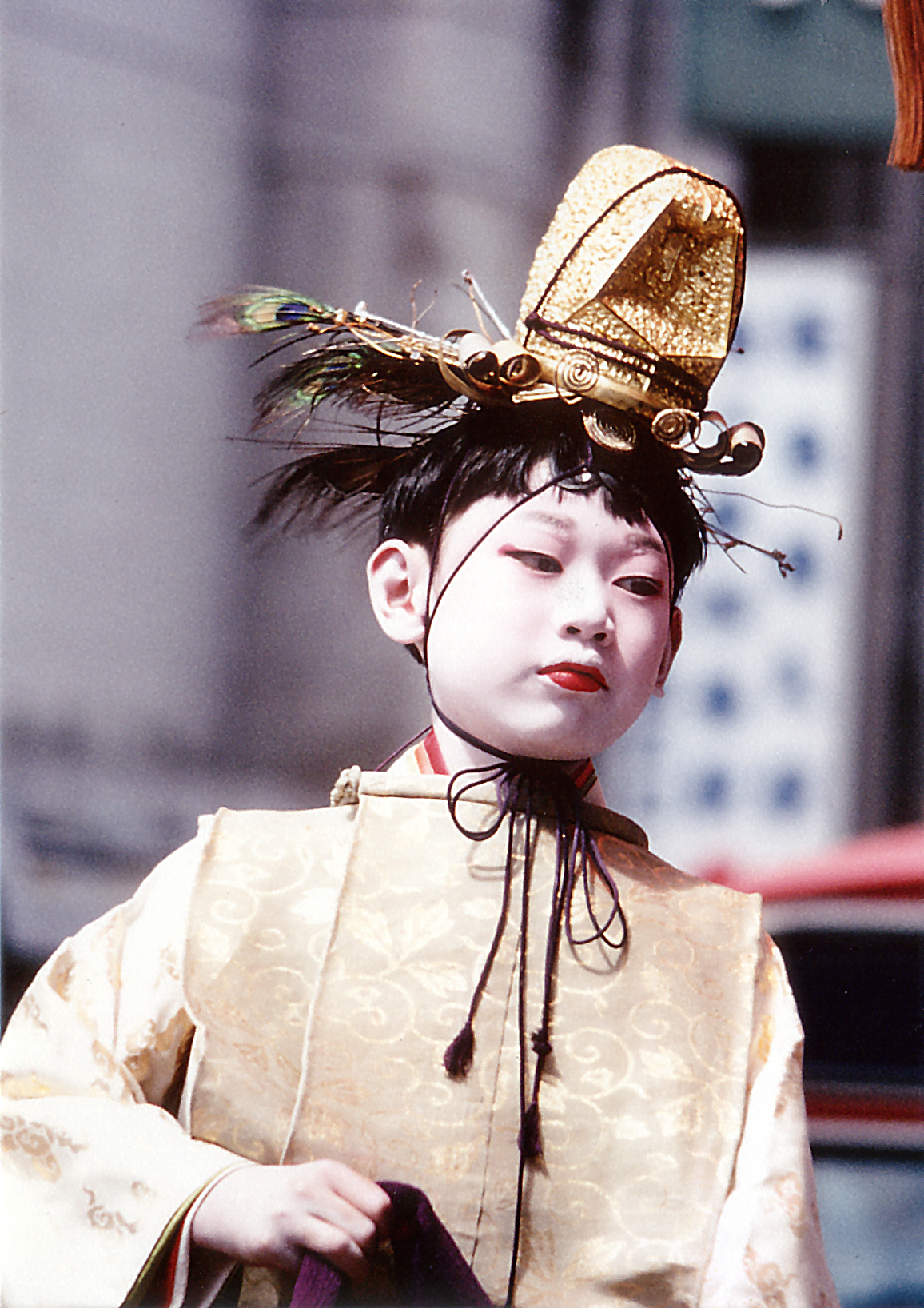
長刀鉾の稚児（稚児社参）
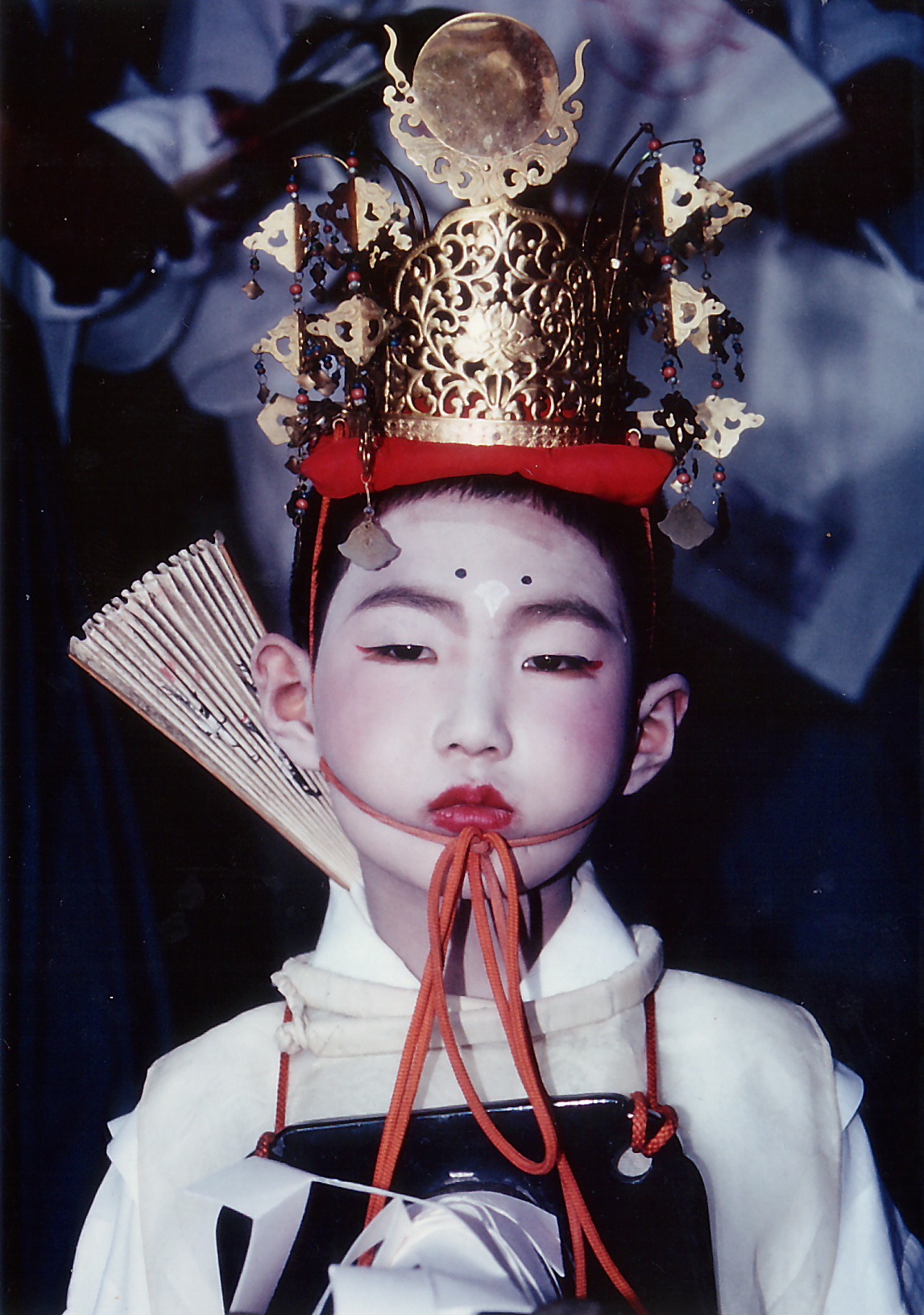
久世駒形稚児
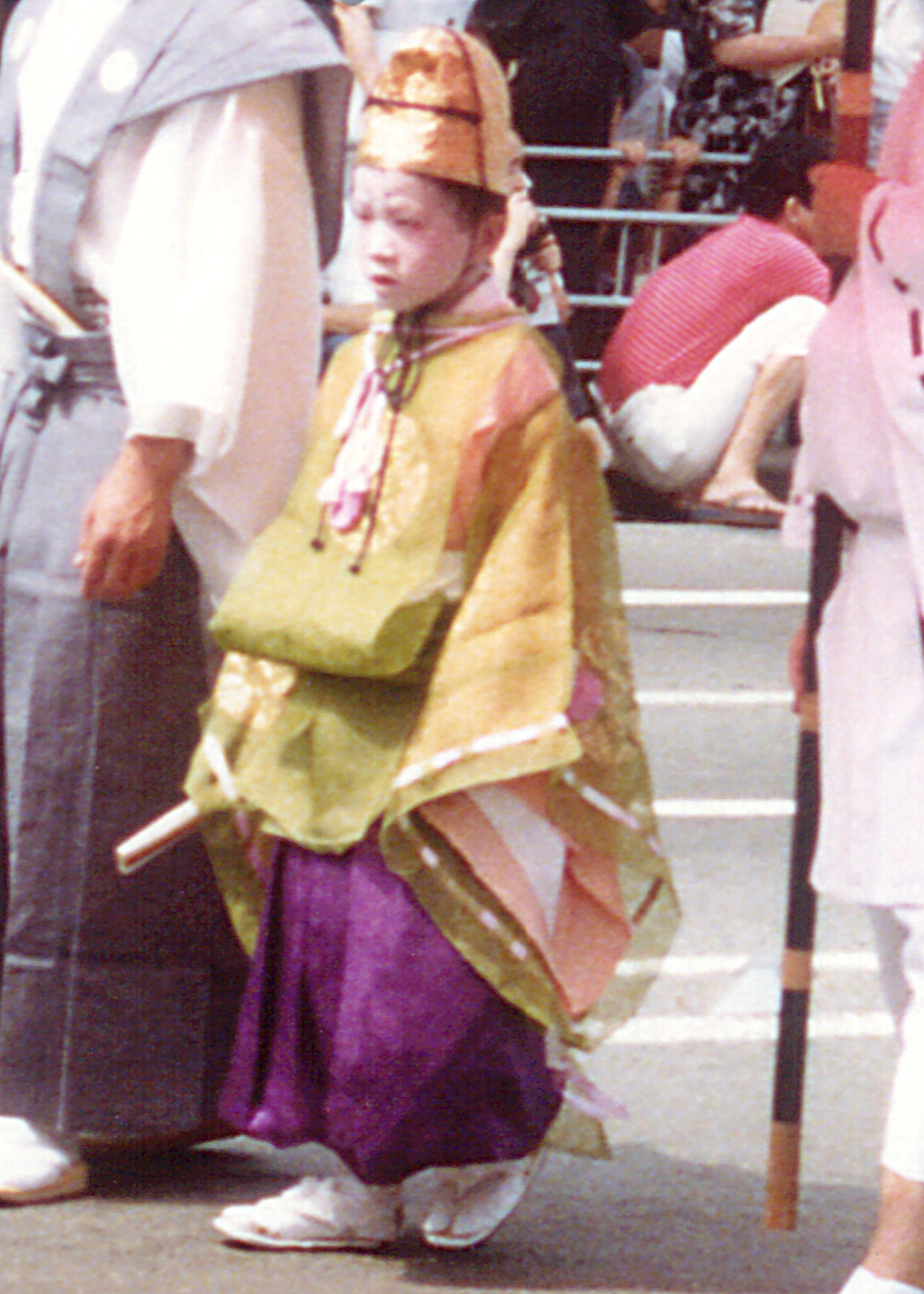
綾傘鉾の稚児

### 長刀鉾の稚児
現在では唯一、生身の稚児（生稚児）が乗る。かつては船鉾・大船鉾を除く全ての鉾に10歳前後の少年が稚児として乗っていたが、現在は長刀鉾以外は人形になっている。
諸行事の一行の食事代やハイヤー代、各所への心付けやお供えなどの諸費用は、禿の分も含めて全て稚児を出した家の負担とされているため、2000万円ともいわれる費用がかかり、かつ稚児の自宅に神事を行うための床の間があることが条件となる。そのため、京都市内の資産家等の家庭から禿（かむろ）と呼ばれる家来役の少年2名と共に選ばれ、祭りの年の6月頃に発表される。非常に費用が掛かり誰でも稚児になることが困難であるため、祭や伝統行事の維持に協力的な資産家に役割が集中し、稚児の親も何十年も前に稚児であったり、兄弟が数年をおいて稚児になったりする例がある。このような例は葵祭の斎王代役にも見られる。禿は稚児を出した家が決めることもできるため、多くが稚児の友人か兄弟である。かつては長刀鉾町の町内から稚児は選ばれたが、現在は大抵町外の資産家の子息であるため、6月下旬に形式的に町内の代表と養子縁組をする。また、7月1日の祭の開始に向けて、各所への挨拶回り、作法や儀式の学習、稚児舞や乗馬の練習などが開始される。衣装類は正式な発表時には揃えられているといわれる。
7月1日の「お千度」（おせんど）を皮切りに数多くの行事に舞台化粧と同様の白塗り化粧で登場、7月13日午前中の「稚児社参」では狩衣に金の烏帽子で登場、「正五位少将」・十万石大名の位を授かる。これは高い鉾の上から貴人を見下ろしても不遜にならないようにするためといわれる。これ以降は神の使いとされ、食事の用意などに女子の手を一切借りず、食事も他の人とは別の火で作ったものを摂る。また、公式には地面を一切歩かないことになっており、公式行事の際には人前では絶対に地上を歩かない。巡行当日に長刀鉾に乗降する際は男性の肩に乗せられて長刀鉾に取り付けられた梯子で乗降する。そのため、あまり肥満していないことも稚児の条件となる。ただし、14日の古式一里塚松飾式（中之町御供）は八坂神社側の公式行事でないため、稚児・禿は和装ではあるが無冠かつ薄化粧で現れ、かつ稚児社参後であるが地上を歩き、この日から16日まで非公式に八坂神社を参拝するが、この時も薄化粧で地上を歩く。
7月17日の山鉾巡行では金襴の振袖に紋織りの袴、鳳凰の天冠で登場、禿を両脇に従え、鉾の中央で稚児舞を披露する。巡行後はすぐにハイヤーで八坂神社に向かい、正五位少将・十万石大名の位を返上し、神の使いから普通の少年に戻る。お位返しの儀と呼ばれる儀式である。この際も古式一里塚松飾式と同様の薄化粧・衣装で地上を歩いて本殿に参入する。儀式後に南楼門を出てハイヤーに乗る前に、稚児たちはマスコミからの取材を受けることが通例となっている。

### 綾傘鉾の稚児
正副6人出る。一般から公募されることが長刀鉾稚児との大きな違いである。長刀鉾の稚児と異なり多額の費用はかからないとされ、数年先まで希望者が決まっているとされる。また、社参と巡行が主な仕事。巡行では各自朱傘を差しかけられ、一列になって囃子方の前を歩く。近世以前の画像資料によっては強力の肩に担われているものも見られるが、現在は終始徒歩で参列する。7月7日の稚児社参の時に「宣状」を受けて神の使いの認証を受ける。

### 四条傘鉾の稚児
かつては綾傘鉾と同様に稚児が出たが、現在は途絶えている。道中で踊る児童らは傘鉾特有の棒振り囃子をする踊り方であって、稚児ではない。

### 久世駒形稚児
綾戸国中神社（南区久世上久世町）の氏子から毎年2人が選ばれる。8歳前後の少年から選ばれる。こちらも、舞台化粧と同様の白塗り化粧で登場、額に黒と白の点を付ける。
7月13日午後の「稚児社参」では2名揃って白の狩衣に紫紋入りの括り袴、金の烏帽子で登場する。
神幸祭・還幸祭では1名ずつ登場、衣装は同じだが稚児天冠を被り、胸に国中神社の御神体である木彫りの馬の首（駒形）を胸に掛け、馬に乗って素戔嗚尊（すさのおのみこと）の和御魂（にぎみたま）が鎮まる中御座神輿（なかござみこし）の先導を務める。
神幸祭に先立ち八坂神社で行われる神事により駒形稚児は素戔嗚尊の荒御魂（あらみたま）の鎮まる御神体と一体となり、稚児自身が神の化身として役目を終えるまで一切地に足を着けずに務める（長刀鉾の稚児や綾傘鉾の稚児は神の使いであり、化身ではない）。通常は神社の境内では長刀鉾の稚児はもとより皇族であっても下馬しなければならない（皇族下馬）が、久世駒形稚児は八坂神社境内に入っても下馬せず騎馬のまま本殿に乗りつける。

### 馬長稚児
お迎え提灯と花傘巡行には白塗り化粧をしてカラフルな水干を着た少年3名が馬長稚児（うまおさちご）として馬に乗って登場する。

## 各種の古典芸能
祇園祭の中では様々な古典芸能も上演される。

### 鷺舞
鷺舞（さぎまい）は白絹の羽を纏い、雌雄の鷺に扮した成人男性の舞い手2人が囃子に合わせて優雅に舞い踊る郷土芸能。約600年前に存在した「笠鷺鉾」の周りで舞われていたが、江戸時代中期に途絶えた。1956年（昭和31年）に鷺舞保存会が、祇園祭の鷺舞を伝えていた島根県津和野町から舞を逆輸入して復活させ、経費を氏子組織（清々講社）が負担して八坂神社境内で奉納されていた。鷺舞は山口市、潟上市にもある。浅草寺（台東区）の「白鷺の舞」も、これを参考にした。
通常は、宵山の7月16日と山鉾巡行・神幸祭の7月17日、花傘巡行・還幸祭の7月24日の3日間八坂神社境内で奉納されるが、2006年（平成18年）以降は鷺舞保存会と神社、氏子組織の対立が深まったために行われず、代りに、次項の子鷺踊りが奉納された。なお、2019年（令和元年）に祇園祭1150周年を祝して津和野町から鷺舞が八坂神社境内で奉納されたほか、2024年（令和6年）には祇園会鷺舞講（前記の「鷺舞保存会」とは別団体）によって白楽天山の会所前で披露されている。

### 子鷺踊り
上記の鷺舞をアレンジした新しい郷土芸能。上記と同様の白絹の羽を纏い、白塗り化粧をした小学生位の少年少女6名が優雅に可憐に舞い踊る。通常は、7月10日のお迎え提灯、7月16日の宵宮神賑奉納神事と7月24日の花傘巡行に登場、2006年（平成18年）以降は上記の事情により大人の鷺舞の代役を務めるようになった。子鷺踊りは津和野町、潟上市にもある。

### 小町踊り
元禄時代に起源を持つ少女の踊り。近代に入って中絶したが、1962年（昭和37年）に白峯神宮で復活した。祇園祭では、7月10日のお迎え提灯では小学生位の少女が、7月24日の花傘巡行では祇園東の芸舞妓が、いずれも元禄風の衣装・髪型・白塗り化粧で、典雅に可憐に舞い踊る。

### 祇園祭音頭
1957年（昭和32年）に祇園祭復活10周年を記念して創作。7月10日のお迎え提灯、7月16日の宵宮神賑奉納神事に、一般的なお揃いの浴衣を着て白塗り化粧をした小学生位の少女多数が可憐に舞い踊る。

### 石見神楽
石見神楽は、石見地方に伝わるエンターテインメント性の高い神楽。1973年（昭和48年）以降毎年、通常7月16日の宵山に八坂神社境内で奉納され、御祭神・スサノオのヤマタノオロチ退治をはじめ八坂神社や京都にも所縁ある神話劇が演じられる。

### 万灯踊り
当時の八坂神社の名誉宮司作詞の歌詞を元に1968年（昭和43年）に創作。7月24日の花傘巡行に、一般的なお揃いの浴衣を着て白塗り化粧をした小学生位の少女多数が可憐に舞い踊る。

### 花街の踊り
市内には花街（はなまち）が6ヶ所あるが、その内の神社に近い4ヶ所のうち、2ヶ所ずつが交互で花傘巡行で踊りを披露する。2015年（平成27年）は花傘巡行50周年を記念して、全ての花街が参加した。
西暦奇数年
- 祇園東
  - 小町踊り

上記を参照。
- 先斗町
  - 歌舞伎踊り

出雲の阿国の故事に因む。白い着物に赤い袴、白い千早で、塗り笠を被る。

西暦偶数年
- 祇園甲部
  - 雀踊り

童話『舌切りすずめ』をテーマとした唄にあわせて舞う。赤の襦袢の上にお揃いの浴衣を着用。編み笠を被る。
- 宮川町
  - コンチキ音頭

白地の薄物の着物に白地に赤の博多帯を後見結びにする。うちわを持って踊る。

### 祇園田楽
「祇園田楽」は、平安時代の平清盛の田楽奉納の故事に基づいて復元された。那智田楽などを参考に、8人の女性からなる八乙女（やおとめ）の踊として、鷺舞保存会の神澤和明（演劇学）が振付した。1978年（昭和53年）から帝塚山短期大学の学生サークル「田楽同好会」の女子学生により演じられてきた。1998年、同短大の規模縮小によって「田楽同好会」の活動が困難になることを見越した同好会長が、帝塚山大学の教授の森永道夫（大学院人文科学研究科長・演劇学）を訪問し、大学で活動を継承する運びとなった。それにより、1999年（平成11年）、森永を顧問として、帝塚山大学において学生同好会（のちに学生サークルに昇格）として「田楽座」が設立され、同短大の「田楽同好会」の活動を引き継いだ。「田楽座」の立ち上げの実務には大学院生があたり、森永の講義を受けた大学院生・学生らをメンバーに募った。踊り手は女性に限られたが、男性も提灯持ちなどの役で行事に参加した。宵山の7月16日と山鉾巡行・神幸祭の7月17日は八坂神社境内で奉納し、7月24日は花傘巡行の行列に参加した後、八坂神社境内でも奉納していたが、鷺舞と同様に、2006年（平成18年）の祭礼を最後に断絶した。

### 六斎念仏踊り
7月24日の花傘巡行に久世六斎保存会が参加している。

### 武者行列
7月17日の神幸祭には、神輿渡御に武者行列が先導する。
1974年（昭和49年）まで、六原弓矢町が「弦召」（つるめそ）という武者行列を出して渡御の列に参加していた。中世まで祇園社の役人として洛中に威をふるった犬神人の伝統を継承したもので、上杉本「洛中洛外図屏風」やルイス・フロイス『日本史』にもその姿が描かれている。明治時代に一旦中断したが、その後再開。
往時は八坂神社の宮司から「宣状」を授与された大将を中心に、頬当をつけて顔を隠し、腰に綿入りの太い紐を結んで甲冑を纏った姿で、地元の旧家の中学生ぐらいの世代の男子が参加していたが、担い手不足や甲冑の維持が難しくなったことなどから、1975年（昭和50年）以降は参加を休止。平安建都1200年を迎えた1994年（平成6年）に武者行列は復活したが、六原弓矢町の参加は実現せず、代わりに氏子組織が奉仕するようになった。
休止後は、神輿渡御期間に地元の旧家で甲冑を展示するに留めていたが、休止から半世紀を前に町民らから再興の機運が高まり、SNSなどでの情報発信を開始。氏子組織からの働きかけもあり、2024年（令和6年）に行列の復活を決定（同年は、町内の代表6名が旗を掲げて渡御に参列）。その後、甲冑などの修復を経て、2025年（令和7年）の神幸祭では六原弓矢町による武者行列が51年ぶりに復活した。なお甲冑の展示も、引き続き実施している。

## 女人禁制とその緩和

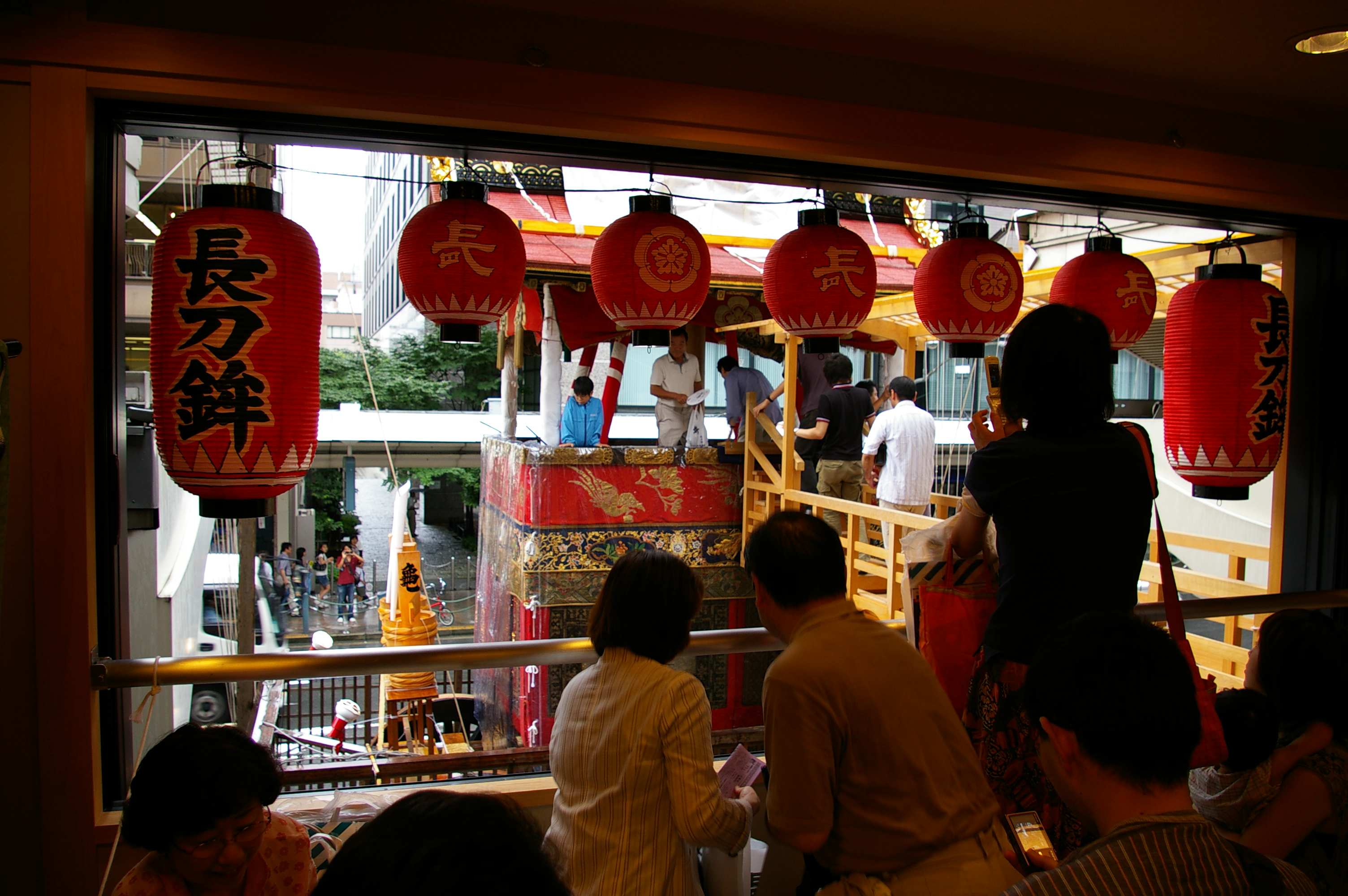
町家より長刀鉾を望む。婦人並びに忌中の者は鉾上には上がれない。

江戸時代初期まで女性が参加していたことを示す資料が残っているが、江戸時代中期以降は女人禁制とされてきた。これは女人禁制を解いて女性が鉾に登った際に鉾が倒れて怪我人が出たり巡行不可能になったことが何度かあったためとされる。現在も、ほとんどの山鉾は巡行時の搭乗者や曳き手の女人禁制を守っている。宵山期間の鉾の拝観搭乗は女人禁制の解除が進み、現在は長刀鉾と放下鉾を除き女性も搭乗できる。また、女性の参加を希望する山鉾町（保存会）がいくつかあり、2001年（平成13年）に各山鉾町の判断で祇園祭山鉾連合会に届け出るという形で女性の参加を容認する方針が決まり、南観音山で2名・函谷鉾で3名の女性囃子方の巡行参加が認められた。
なお、女性のみによる祇園祭参加を目指して、1996年（平成8年）に「平成女鉾清音会（へいせいおんなぼこさやねかい）」が結成され、囃子方ばかりでなく自前の鉾を建造するなど、活発な活動を続けている。しかし「平成女鉾」の山鉾巡行への参加は、前例のない新規の鉾であることや、地元となる町内会・寄町がないことなど、大きな問題がまだあることから、実現は困難である。

## 絵画資料
横山華山「祇園祭礼図巻」
江戸後期の画家・横山華山の作品で全長約30メートル。山鉾全33基を精緻に模写したもの。山鉾全33基の最後尾の大船鉾は幕末の戦火で大半を焼失しており、2014年（平成26年）に150年ぶりに復帰した大船鉾の再現で考証の手掛かりになった。
横山華山「祇園祭鉾調巻」
横山華山の「祇園祭礼図巻」の下絵とされる作品。2000年（平成12年）3月に京都市立芸術大学が寄付を受けたが、2022年（令和4年）5月に行方不明になっていることが判明した。

## 映像資料
公益財団法人京都市文化観光資源保護財団と京都市文化財保護課による「京都の歴史と文化 映像ライブラリー」において記録映像が公開されている。
- 京都祇園祭の山鉾行事（60分）─日本語版─ 58分14秒 製作年月：2007年（平成19年）7月撮影 製作：京都市、財団法人祇園祭山鉾連合会（制作） 制作：KBS京都（編集） 映像提供：KBS京都
- 京都祇園祭の山鉾行事（120分）─日本語版─ 116分34秒 製作年月：2007年（平成19年）撮影 製作：京都市、財団法人祇園祭山鉾連合会（制作） 制作：KBS京都（編集） 映像提供：KBS京都
- 京都をつなぐ無形文化遺産 ─祇園祭 岩戸山─ 23分26秒 製作年月：2019年（平成31年）3月 製作：京都をつなぐ無形文化遺産普及啓発実行委員会 制作：株式会社響映KYOTO SCAPE、株式会社ビジョンエース（撮影・編集）

## テレビ放送

### NHK
『生中継 復活!祇園祭』
2022年（令和4年）に総合（関西ローカル）、BSプレミアム、BS4Kで放送。2部構成になっており、「第1部」が16日の前祭・宵山、「第2部」が17日の前祭・山鉾巡行を中継。
『生中継 祇園祭の夜』
2023年（令和5年）にBSプレミアム、BS4Kで放送。22日の後祭・宵々山を中継。

### 民放
『祇園祭山鉾巡行』
京都放送（KBS京都）制作。BS11を通じて全国に放送されている。

## 映画
- 『祇園祭』（1933年、溝口健二監督）※現存しない
- 『祇園祭』（1968年、山内鉄也監督）

## 小説
- 『古都』（1962年、川端康成）※生き別れた双子の姉妹は祇園祭の夜、運命的に出会う。

## 日本全国の祇園祭

### 各地の祭礼への影響伝播
祇園祭のうち、とりわけ（広義の）山車、囃子といった山鉾巡行に関する要素は、これが都において町衆・町人階層が執り行う最も華やかな祭礼行事であるところから、その強い影響が全国各地の祭礼、とりわけ城下町などの町人が行う祭礼に広く伝播している。また、祇園祭という名称自体も、同祭神である牛頭天王やスサノオを祀る各地の社寺祭礼の名称として、また、単に夏祭りの名称としても全国各地で広く用いられている。

### 全国各地の主な祇園祭
同一祭神を祭る祭礼や、祇園祭の影響が見られる祭礼を網羅的にここに列挙することは、その数があまりにも多すぎて現実的ではないので、ここでは、祇園祭という名称をもつ各地の祭礼の一部、および明らかに祇園祭の極めて強い影響を受けている各地の祭礼の一部を例示することとする。牛頭天王、スサノオを祀る祭礼については天王祭も参照のこと。また、祇園祭の具体的影響については、各地の祭礼の記事を参照のこと。

#### 北海道地方
- 8月9日 - 11日：江差・姥神大神宮渡御祭（北海道江差町） - 北海道無形民俗文化財。

#### 東北地方
- 7月22日 - 24日：会津田島祇園祭（福島県南会津町） - 国の重要無形民俗文化財。三大祇園祭と自称。
- 8月15日 - 17日：脇野沢夏まつり（青森県むつ市脇野沢） - 青森県無形民俗文化財。
- 8月18日 - 20日：田名部まつり（青森県むつ市田名部） - 青森県無形民俗文化財、むつ下北地区で最古（元禄から）と言われる。
- 8月中下旬：野辺地祇園祭（青森県野辺地町） - 野辺地町無形民俗文化財。
- 9月14日 - 16日：箭根森八幡宮例大祭（青森県佐井村） - 青森県無形民俗文化財、1696年（元禄9年）から。
- 9月14日 - 16日：大畑八幡宮例大祭（青森県むつ市大畑町） - 青森県無形民俗文化財。
- 9月中下旬：川内八幡宮例大祭（青森県むつ市川内町） - 青森県無形民俗文化財、県内では最大。

#### 関東地方
- 7月上旬
  - 提灯まつり（埼玉県久喜市）
  - 成田祇園祭（千葉県成田市）
- 7月14日：お札まき（神奈川県横浜市戸塚区） - 男性が女装。
- 7月14日 - 21日：須賀神社祇園祭（栃木県小山市）
- 7月中旬
  - 小鶴祇園祭（茨城県東茨城郡茨城町小鶴）
  - 江ノ島天王祭（神奈川県藤沢市・鎌倉市）
  - 丹波山祇園祭（山梨県北都留郡丹波山村）
  - 佐原祇園祭（千葉県香取市）
  - 八坂神社祇園祭（関東三奇祭 撞舞）（茨城県龍ヶ崎市）
- 7月20日 - 22日：熊谷うちわ祭（埼玉県熊谷市）
- 7月23日 - 25日：益子祇園祭（栃木県益子町）
- 7月26日 - 28日：太田祇園祭（千葉県旭市宿天神区）
- 7月下旬
  - 深谷まつり（埼玉県深谷市）
  - 藤岡まつり（群馬県藤岡市） - 群馬県知事選挙・参議院議員選挙の年は8月下旬。
  - 原町祇園祭（群馬県東吾妻町）
  - 下館祇園祭（茨城県筑西市）
  - 祇園祭（夏祭り）（茨城県常陸大宮市）
  - 土浦祇園祭（茨城県土浦市）
  - 小川祇園祭（茨城県小美玉市小川）
  - 江戸崎祇園祭（茨城県稲敷市）
  - 北条祇園祭（茨城県つくば市北条）
  - 笠間八坂神社祇園祭（茨城県笠間市）
  - 大胡祇園まつり（群馬県前橋市大胡地区）
- 8月上旬
  - 潮来祇園祭禮（茨城県潮来市）
  - 沼田まつり（群馬県沼田市）
  - 桐生八木節まつり（群馬県桐生市）
  - 大間々祇園まつり（群馬県みどり市）
  - 中之条祇園祭（群馬県中之条町）
- 9月上旬：伊勢町祇園祭（群馬県中之条町）

#### 中部地方
- 6月中旬：吉原祇園祭（静岡県富士市）

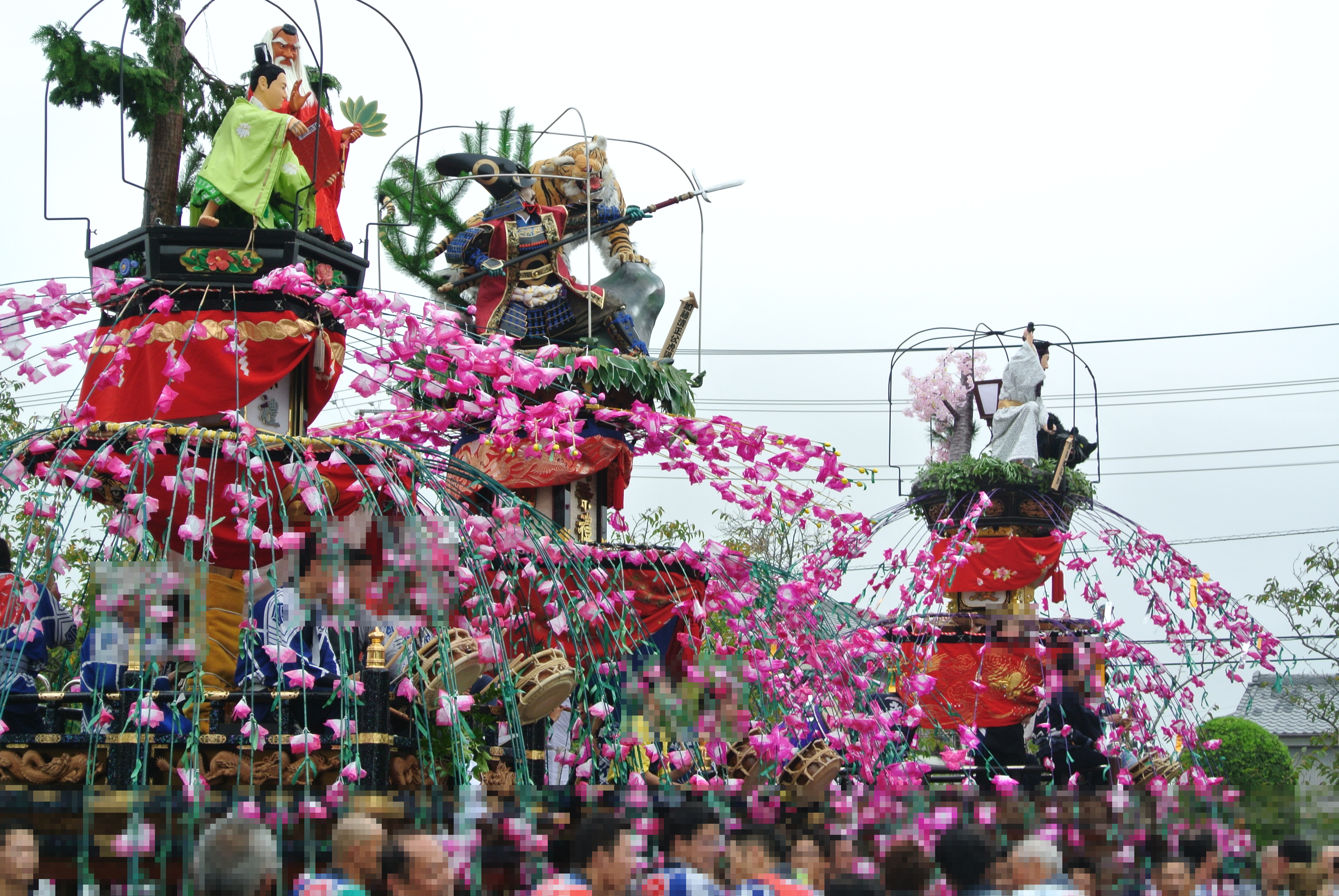
八坂神社祇園祭（静岡県掛川市）

- 6月下旬：堀米（島立）の裸祭り（長野県松本市）
- 7月7日：祇園祭り（新潟県糸魚川市田伏）
- 7月7日 - 13日：名立祇園祭（新潟県上越市名立区）
- 7月7日 - 14日：弥栄神社御祭礼「ながの祇園祭 屋台巡行」（長野県長野市）
- 7月13日・14日：氷見祇園祭（富山県氷見市）
- 7月第2土曜日：七尾祇園祭（石川県七尾市）
- 7月21日・25日：須坂祇園祭（長野県須坂市）
- 7月中旬
  - 岩村田祇園祭お船様祭り（長野県佐久市）
  - あばれ祭り（石川県能登町）
  - 廣嶺神社祇園祭（福井県小浜市）
  - 山梨祇園祭り（静岡県袋井市）
  - 細江神社祇園祭（静岡県浜松市浜名区細江町） - 神輿を船に載せ湖上渡御。
- 7月第3土曜日：宮田祇園祭（暴れ神輿）（長野県宮田村） - 神社の石段から神輿を投げ落して破壊する。
- 7月第3金・土・日曜日：吉田神社祭礼「豊橋祇園祭」（愛知県豊橋市 旧東海道吉田宿） - 手筒花火と打ち上げ花火と頼朝行列。
- 7月下旬
  - 上越まつり（直江津祇園祭）（新潟県上越市）
  - 尾張津島天王祭（愛知県津島市）
  - 柏崎ぎおん祭（新潟県柏崎市）
- 7月・8月：ふくい祇園まつり（福井県福井市）
- 10月第1土・日曜日：八坂神社祇園祭（静岡県掛川市） - 静岡県無形民俗文化財、京都祇園祭の神事を900年に渡って忠実に伝承していることが評価。

#### 近畿地方
- 7月1日 - 14日：平野郷夏祭（大阪府大阪市）
- 7月12日 - 14日：難波祇園祭（大阪府大阪市） - 初日の12日には鳳輦を船に乗せて巡行する船渡御が行われる。
- 7月16日・17日：敷津大国夏祭（大阪市大阪府）
- 7月17日・18日：海老江八坂夏祭（大阪府大阪市）
- 7月中旬
  - 松阪祇園まつり、射和祇園祭（三重県松阪市）
  - 鶴橋弥栄夏祭（大阪府大阪市）
  - 生野八坂夏祭（大阪府大阪市）
  - 祇園まつり（奈良県田原本町）
- 7月23日・24日：大原祇園（滋賀県甲賀市） - 滋賀県無形民俗文化財、甲賀市の祇園花行事の中で最大規模。
- 7月24日・25日：田辺祭（闘鶏神社例大祭）（和歌山県田辺市） - 和歌山県無形民俗文化財、2019年460回を迎え、紀州三大祭の一つで紀南地方最大の祭。山車の一種の「お笠」と呼ばれる笠鉾が旧城下町を練り歩く。
- 7月下旬
  - 植木神社祇園祭、陽夫多神社祇園祭（三重県伊賀市）
  - 大淀祇園祭（三重県明和町） - 山車が巡行後、2艘の船に乗せられ海上渡御。潮位の関係で年によっては8月上旬に行われる。
  - 祇園祭礼（三重県伊勢市）
- 8月上旬：波々伯部神社例祭（兵庫県篠山市）
- 10月上旬：大津祭（滋賀県大津市）
- 10月23日 - 25日：亀岡祭（京都府亀岡市）

#### 中国地方
- 7月21日：広瀬祇園祭（島根県安来市）
- 7月中旬
  - 津和野祇園祭（島根県津和野町） - 鷺舞、子鷺踊りが登場。
  - 山口祇園祭（山口県山口市） - 鷺舞が登場。
- 7月第3金・土・日曜日
  - 祇園例大祭（広島県福山市） - 素盞嗚神社。祇園祭り発祥の地。ここの祇園祭りが全国に広がる。

#### 九州地方
- 7月上旬
  - 博多祇園山笠（福岡県福岡市博多区）
  - 飯塚山笠（福岡県飯塚市）
- 7月第3金・土・日曜日
  - 小倉祇園太鼓（福岡県北九州市小倉北区）
  - 細島みなと祭（宮崎県日向市）
- 7月第3土・日・月曜日：前田祇園山笠（福岡県北九州市八幡東区）
- 7月中旬
  - 筑前木屋瀬祇園祭（福岡県北九州市八幡西区）
  - 臼杵祇園まつり（大分県臼杵市）
  - 鹿児島祇園祭 おぎおんさぁ（鹿児島県鹿児島市）八坂神社。鹿児島市指定無形民俗文化財。
- 7月第4金・土・日曜日：戸畑祇園大山笠（福岡県北九州市戸畑区） - 昼の幟山笠が夜になると提灯山笠に姿替え、提灯山笠としては日本最大規模。
- 7月20日〜23日：黒崎祇園山笠（福岡県北九州市八幡西区）
- 7月第3土曜日：江浦町祇園祭（福岡県みやま市）
- 7月中旬〜下旬の土曜日：渡瀬祇園祭（福岡県みやま市）
- 7月下旬
  - 浜崎祇園山笠（佐賀県唐津市）
  - 日田祇園祭（大分県日田市）
  - 中津祇園（大分県中津市）
  - おおむた『大蛇山』まつり（福岡県大牟田市）
- 7月第4土曜日：中島祇園祭り（福岡県柳川市）
- 8月上旬：なんかん夏まつり（熊本県南関町）